# Vitraux de Chartres
Pour un article plus général, voir Cathédrale Notre-Dame de Chartres.
Les vitraux de Chartres ou vitraux de la cathédrale Notre-Dame de Chartres sont considérés comme l'un des ensembles les plus complets et les mieux préservés de l'époque médiévale. Ils sont notamment célèbres pour leurs couleurs et en particulier pour le bleu. Ils couvrent une surface totale de 2 600 m2 et présentent une collection unique de 172 baies illustrant la Bible et la vie des saints, ainsi que celle des corporations de l'époque,.

## Contexte historique

### Histoire générale de la période
La troisième croisade vient de prendre fin en 1192. Renaud de Bar (ou de Mousson), évêque de Chartres, y a participé. La quatrième croisade se déroule pendant la période de construction de la cathédrale. Elle aboutit à la prise de Constantinople par les croisés et à la fondation de l'Empire latin d'Orient en 1204. Chartres hérite d'un important lot de reliques rapportées de cette croisade. Enfin, la croisade des Albigeois est proclamée en 1208 par l'Église catholique contre l'hérésie, principalement le catharisme.
La période de la construction de la cathédrale et de la réalisation des verrières voit se succéder, sur le trône de France, de 1180 à 1223, Philippe Auguste, puis de 1223 à 1226, Louis VIII et de 1226 à 1270, Saint Louis sous le règne duquel la consécration solennelle de la cathédrale eut lieu en 1260.

### Histoire des vitraux

Plan des vitraux.

La plupart des vitraux furent réalisés pour l'église actuelle reconstruite après l'incendie de 1194. Leur origine peut être datée des années 1205 à 1240. Cependant quelques-uns sont des témoins de la cathédrale antérieure, comme les trois lancettes de la façade occidentale qui furent exécutées entre 1145 et 1155 de même que la partie centrale du vitrail appelée Notre-Dame de la Belle Verrière, célèbre pour son « Bleu de Chartres », daté de 1180. Les plus anciens vitraux de Chartres sont contemporains de ceux que l'abbé Suger fit réaliser, entre 1144 et 1151, pour l'abbatiale de Saint-Denis.
Quelques vitraux furent exécutés plus tardivement, comme ceux de la chapelle de Vendôme qui fut réalisée dans le premier quart du XVe siècle ou certains du transept réalisés au XXe siècle. Plusieurs verrières, endommagées au cours des siècles, furent restaurées, la première au XVe siècle. Un programme de nettoyage et de traitement de celles-ci contre les effets de la pollution fut entrepris à partir de 1972 : il est toujours en cours. Les études préalables furent menées par le Laboratoire de recherche des monuments historiques.
La destruction de la cathédrale de Reims et de ses vitraux en 1914 entraîna une forte vague d'émotion à travers le pays. Les vitraux de la cathédrale de Chartres furent entièrement déposés et entreposés en lieu sûr durant les deux guerres mondiales.
En 1940, Paul Cocula a proposé de cacher dans une carrière souterraine du Ribéracois les trésors des vitraux de la cathédrale de Chartres. C'est la carrière de Fongrenon, sur la commune de Cercles, qui est choisie en raison de sa vaste étendue. Seule une partie des vitraux a pu être évacuée car l'avance de l'armée allemande et les bombardements des voies de communication rendaient une seconde opération dangereuse. Cette seconde partie des vitraux de la cathédrale ont été stockés dans la crypte. Le transport des caisses contenant les vitraux de Chartres depuis la gare jusqu'à 300 m à l'intérieur de la carrière a été fait sous le contrôle des architectes ordinaires des monuments historiques Paul Cocula et Jean Maunoury.

## Processus

### Pourquoi des vitraux
Depuis la fin du Xe siècle, les églises sont construites dans le style roman commun à une grande partie de l'Europe occidentale : les nefs sont souvent couvertes d'une voûte en berceau ; les murs sont épais et soutenus par des contreforts massifs situés à l'extérieur. Le nombre et l'ampleur des fenêtres sont limités et l'intérieur des édifices est décoré par des fresques aux couleurs vives. Le style roman permettait des ouvertures limitées et des jeux de contraste entre ombre et lumière.
Dans le nord de la France, ce parti pris structurel rendait probablement les bâtiments très sombres. Des ouvertures plus grandes devaient être envisagées pour laisser pénétrer la lumière. Mais l'arc en plein cintre ne permet pas de percer des ouvertures suffisamment grandes pour la luminosité tant recherchée par l'art gothique, sans risquer d'affaiblir les murs. Les forces latérales appliquées aux murs sont très importantes et on ne peut envisager d’élever la voûte sans renforcer les murs pour contrebuter la poussée résultante. En revanche, l’arc brisé et la croisée d'ogives permettent d'équilibrer les forces sur des piles. Les murs n’ont donc plus à supporter le poids de la structure et peuvent alors être ouverts vers l'extérieur. La lumière devient donc suffisamment abondante pour que les peintres-verriers puissent jouer à la colorer par des vitraux. Ces derniers ne laissent rien voir de l’extérieur, mais laissent entrer la lumière à l'intérieur.
À cette recherche, s'en ajoutent d'autres plus prégnantes parce que d'origine théologique. Dans le monde du XIIe siècle elles s'imposent aux clercs. En effet, la Bible s'ouvre avec le livre de la Genèse et les versets 1 à 5 qui évoquent les ténèbres et la lumière. La volonté de faire entrer la lumière dans l'église est énoncée avec force par Suger dans ses écrits ainsi que les raisons pour lesquelles il fait entreprendre les travaux de reconstruction du chœur de l'abbatiale de Saint-Denis. Quand ses contemporains assistèrent à la consécration du chœur en 1144, ils furent étonnés par la lumière pénétrant dans l'édifice. Suger justifie, dans le De constructione ecclesiae sancti Dionysii, les chapelles rayonnantes du chevet « grâce auxquelles toute l'église resplendit de la lumière merveilleuse et ininterrompue des fenêtres étincelantes qui rayonnent leur beauté à l'intérieur ». Ce nouvel art de France (Opus Francigenum), qu'on appellera gothique en Italie au XVIe siècle, a fait école à partir du domaine royal dans toute l'Europe. Pour reprendre les termes de Louis Grodecki, c'est dans l'abbatiale de Saint-Denis « que se dégage pour la première fois l'architecture gothique en tant que système constructif - emploi cohérent et fécond dans les solutions qu'il commande des ogives indépendantes, arcus singulariter voluti comme l'appelle l'abbé »,. C'est aussi à l'abbaye de Saint-Denis qu'a été réalisée par Suger la première rose avec des vitraux dans la façade occidentale.
Au sein de l'abbaye de Saint-Denis se développe l'étude d'un manuscrit grec des œuvres de Denys l'Aréopagite, appelé le pseudo-Denys. Ce manuscrit a été donné à l'abbaye vers 827 par l'empereur Louis le Pieux qui l'a reçu de l'empereur d'Orient Michel II le Bègue. C'est ce texte et son interprétation par Jean Scot Érigène qui est à l'origine de tout un courant mystique de la théologie médiévale. Cette interprétation influence fortement Suger d'autant qu'exact contemporain du maître le plus écouté de Paris, Hugues de Saint-Victor, il fut vraisemblablement conforté par sa vision du monde, écrite en 1125 dans ses commentaires de la Hiérarchie Céleste du Pseudo-Denys. Et pour reprendre ce qu'écrit Georges Duby : « Hugues de Saint-Denis proclame que chaque image sensible est signe ou « sacrement » des choses invisibles, celles que découvrira l'âme lorsqu'elle sera dégagée de son enveloppe corporelle ». Il distingue trois étapes de cette progression du visible vers l'invisible :
- Cogito : exploration du monde perceptible en s'appuyant sur la pensée abstraite ;
- Meditatio : retour introspectif de l'âme sur soi-même ;
- Contemplatio : intuition de la vérité.

La première affirmation que Suger essaya de réaliser dans son œuvre, c'est que « Dieu est Lumière », reprenant le texte de la première épître de Jean. Cette identité de Dieu avec la lumière s'affirme autant dans l'Ancien que dans le Nouveau Testament et doit se manifester dans l'église qui est celle de l'évêque, celui qui enseigne au peuple chrétien. Cette église enseignante est une préfiguration de la Jérusalem céleste décrite dans l'Apocalypse de Jean. Le fidèle entrant par le portail occidental de la cathédrale doit pouvoir parcourir les différents états décrits par Hugues de Saint-Victor en même temps qu'il s'approche du chœur et du maître-autel où il peut communier pendant la messe.
Par le langage des couleurs et les harmonies changeantes selon la lumière du jour, les vitraux forment une liturgie doxologique, un cantique dont les mots sont des images pour reprendre la formule employée par le pape Honorius III dans sa lettre envoyée à Étienne Langton en 1219 : « Que chante donc l'heureuse église de Canterbury un cantique nouveau au Seigneur ». Les vitraux sont aussi liés aux questions que les théologiens se posent sur la liturgie et les sacrements : le baptême à l'eau et l'eucharistie. Ces deux sacrements contestés violemment par les hérésies sont l'objet de mises au point doctrinales fermes par Eudes de Sully et le concile de Latran IV. Dans La Cité de Dieu, saint Augustin avait déjà écrit que les hérétiques échapperaient à la damnation éternelle s'ils avaient reçu le baptême et communié au Corps du Christ. Les rites sacramentels sont souvent au centre des verrières, comme le baptême dans les vitaux de la vie de saint Martin, de la vie de saint Nicolas, dans celle de saint Paul, de saint Sylvestre avec le baptême de Constantin, le baptême des nouveaux disciples de l'histoire des Apôtres. Les vitraux ne peuvent montrer les débats qui agite les théologiens sur le problème de la présence réelle et le moment de la transsubstantiation. Les médaillons centraux du vitrail de la vie de saint Lubin (baie no 45) montrent les étapes de la transformation du vin pour en faire une des deux espèces de l'eucharistie. D'autres verrières traitent d'autres rites ecclésiaux qui sont l'objet de débats à la fin du XIIe siècle : la pénitence, la hiérarchie du pouvoir ecclésial, le mariage, l'extrême-onction, l'invention et la translation des reliques.
Certains vitraux traitent de la théologie politique, sur le statut du prince, sur l'équilibre des pouvoirs temporel et spirituel. La verrière de l'Arbre de Jessé montre la continuité généalogique des rois de Juda à la Vierge et au Christ au moment où les rois de France défendent le principe héréditaire. Le vitrail de la vie de Thomas Becket montre l'affrontement entre pouvoir temporel et pouvoir spirituel. Le vitrail de saint Sylvestre est placé en symétrie de celui du vitrail de Charlemagne. Le vitrail de saint Sylvestre montre d'abord Constantin comme un tyran sanguinaire qui appelle le pape Sylvestre pour se repentir et le guérir de la lèpre. Le pape Sylvestre évangélise l'empereur qui se soumet à lui après le baptême. Le vitrail de Charlemagne montre un figure royale telles que l'Église la souhaite. Charlemagne a été canonisé par l'antipape Pascal III le 29 décembre 1165, mais cette canonisation n'a pas été reconnue par l'Église. Le choix de ce vitrail est probablement dû à l'évêque Renaud de Bar cousin de Philippe II Auguste, nouveau Charlemagne, reprenant le même thème qui avait été choisi par Suger à Saint-Denis pour Louis VI.

### Iconographie
La compréhension et l'interprétation de l'ensemble des vitraux est délicate à faire de nos jours sans contact avec la théologie du Moyen Âge, ses enseignements et les sermons qui commentèrent les verrières des cathédrales gothiques. Cependant, la présence de l'école de Chartres, célèbre au XIIe siècle, laisse supposer que la répartition des vitraux eût un sens précis pour ceux qui les conçurent. Force est de constater, parmi les justifications faites par Suger, reprises dans les églises gothiques, que les grands dogmes de la foi chrétienne avec ses différents degrés de lecture de la Lectio divina sont présents :
1. Littéral, qui est issu de la compréhension linguistique de l’énoncé.
2. Allégorique ou typologique, énonçant une chose qui en dit aussi une autre.
3. Tropologique ou Moral, étapes que l'esprit humain doit parcourir dans son ascension vers Dieu (concerne le présent).
4. Anagogique, qui donne une idée des réalités dernières qui deviendront visibles à la fin des temps (concerne l'avenir).

### Les verrières

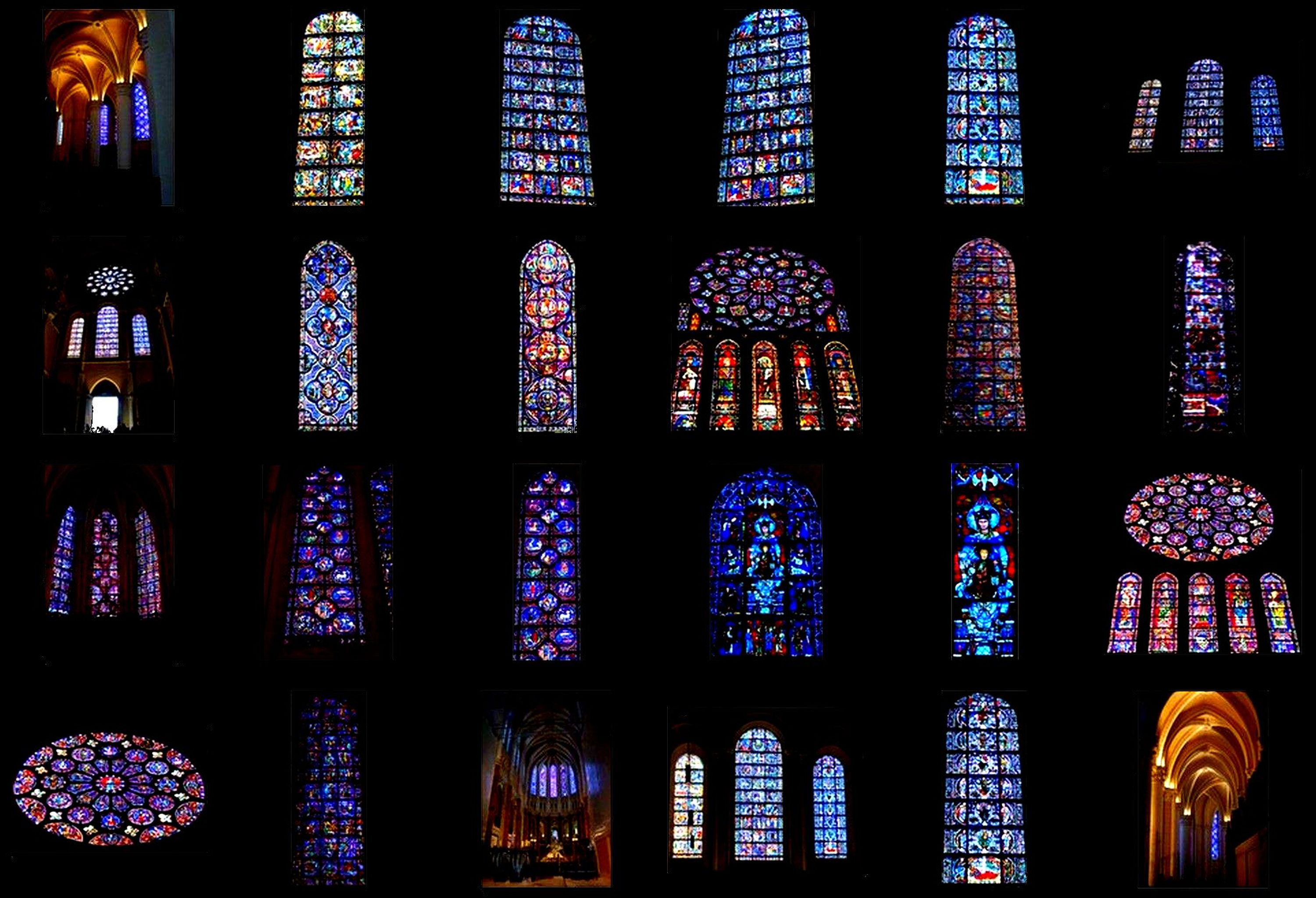
L'espace des verrières.

L'espace des verrières peut être divisé en plusieurs sous-espaces qui sont le reflet de l'interprétation iconographique des vitraux.

#### Le bas et le haut
Le niveau inférieur de l'église, avec des verrières légendaires, vitraux narratifs, racontant des vies de Jésus, de la Vierge, des saints ou des prophètes est composé de plusieurs scènes à petite échelle, tandis que le niveau supérieur avec de grands personnages, cortège de saints et de prophètes, montre la gloire de l'Église.

#### Le nord et le sud pour une église orientée est-ouest
De l'est par où apparaît la lumière du jour, rappelant le début de la Genèse, vers l'ouest où la lumière disparaît avant sa renaissance et le Jugement dernier, ou bien encore du nord qui est consacré à l'histoire biblique jusqu'à l'Incarnation vers le sud qui annonce le royaume de Dieu après la seconde parousie du Christ et la Rédemption, le cheminement narratif des vitraux prolonge le plan en croix de la cathédrale.

#### Les trois façades avec les roses
Le portail royal sur la façade occidentale porte la rose du Jugement dernier, tandis que la façade nord porte la rose de la Vierge à l'Enfant, rappelant l'Incarnation qui mène à la Rédemption et que la façade sud, avec sa rose du Christ triomphant entouré des 24 vieillards de l'Apocalypse, annonce la seconde parousie et le royaume de Dieu.
La rose est d'abord la représentation d'une roue. Elle apparaît dans la vision d'Ézéchiel,. Les animaux de cette vision sont reliés aux êtres vivants de la première vision de l'Apocalypse et aux quatre évangélistes. La première représentation de la roue en architecture peut se voir sur la façade du croisillon nord de l'église Saint-Étienne de Beauvais. C'est alors une roue de la Fortune. La représentation de la roue est reprise par Suger sur la façade occidentale de l'abbatiale de Saint-Denis. Ce n'est que progressivement, comme à Chartres, que la roue va se transformer en rose, symbolisant la Vierge.

#### La nef, le transept et le chœur
Une interprétation rattachant les vitraux qui composent ces trois espaces (nef, transept, chœur) à un temps de l'histoire de la révélation est plus difficile à faire à Chartres. Cependant, à cette période la cathédrale de Chartres était riche de plusieurs centaines de reliques, non seulement le voile de la Vierge, mais aussi des reliques de saint Pierre, saint Thomas, sainte Catherine, sainte Marguerite et bien d'autres encore. Comme il était impossible de toutes les montrer au public, les vitraux deviennent un rappel, pour les fidèles et les pèlerins, de l'ensemble reliquaire détenu par le diocèse.

### Technique et ateliers
Les vitraux sont connus en France depuis le Ve siècle. Le plus ancien vitrail figuré conservé en France est le Christ de Wissembourg.
La restauration récente des vitraux a permis de les étudier et de remettre en cause les affirmations de Louis Grodecki qui avait imaginé l'intervention de deux ateliers principaux : celui qui avait réalisé le vitrail du Bon Samaritain et le deuxième, celui qui avait réalisé le vitrail de la Vie de Saint Lubin.
Les analyses stylistiques ont permis de compter jusqu'à cinq peintres-verriers différents pour le vitrail du Bon Samaritain, un peintre-verrier principal et des peintres-verriers secondaires. Mais on a pu aussi constater qu'un peintre-verrier secondaire d'un vitrail pouvait être le peintre-verrier principal d'une autre verrière. Cette organisation faisant apparaître des individus plutôt que des ateliers, comme on le constate plus nettement au XIVe siècle, est probablement dû aussi à la rapidité d'exécution des verrières.
L'analyse des verres a montré qu'ils avaient des colorations semblables et se sont corrodés de manière identique. On peut donc supposer que les verres étaient communs à tous les peintres-verriers. Il n'y a qu'une seule exception : le vitrail de la Vie de saint Eustache. Le verre n'a pas la même coloration que les autres verres et s'est corrodé de manière différente. On peut donc supposer comme l'a fait remarquer Louis Grodecki que le maître qui a réalisé ce vitrail a dû être demandé par la fabrique de la cathédrale et qu'il est venu avec ses propres verres.
La technique de la fabrication des verrières a été minutieusement décrite par le moine Théophile au début du XIIe siècle dans son traité Schedula diversum artium : sur un panneau de bois blanchi, le peintre-verrier trace la composition de la verrière, il découpe ensuite les verres dessus, puis les peint et les assemble.

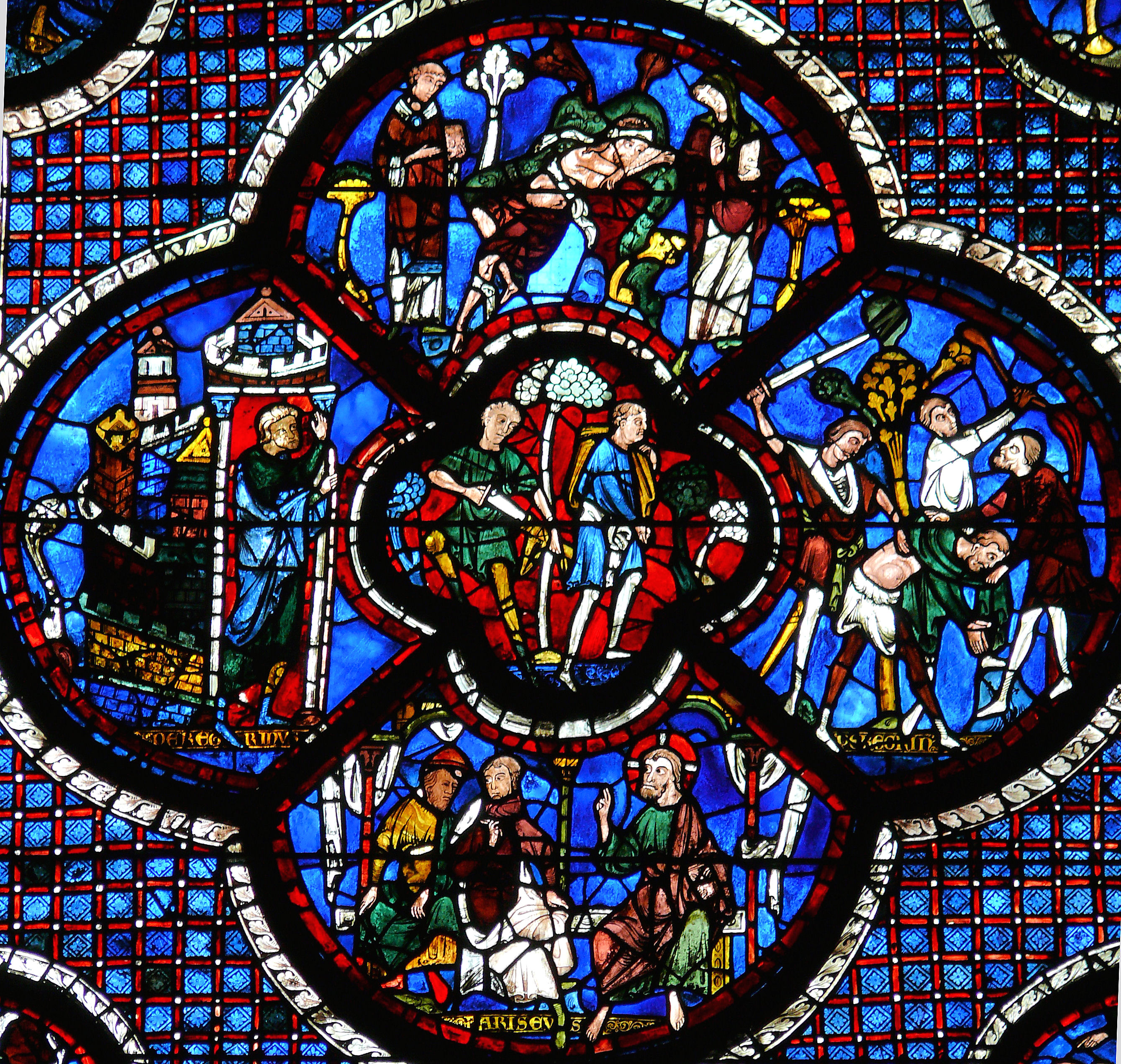
Baie 44 Parabole du Bon Samaritain.
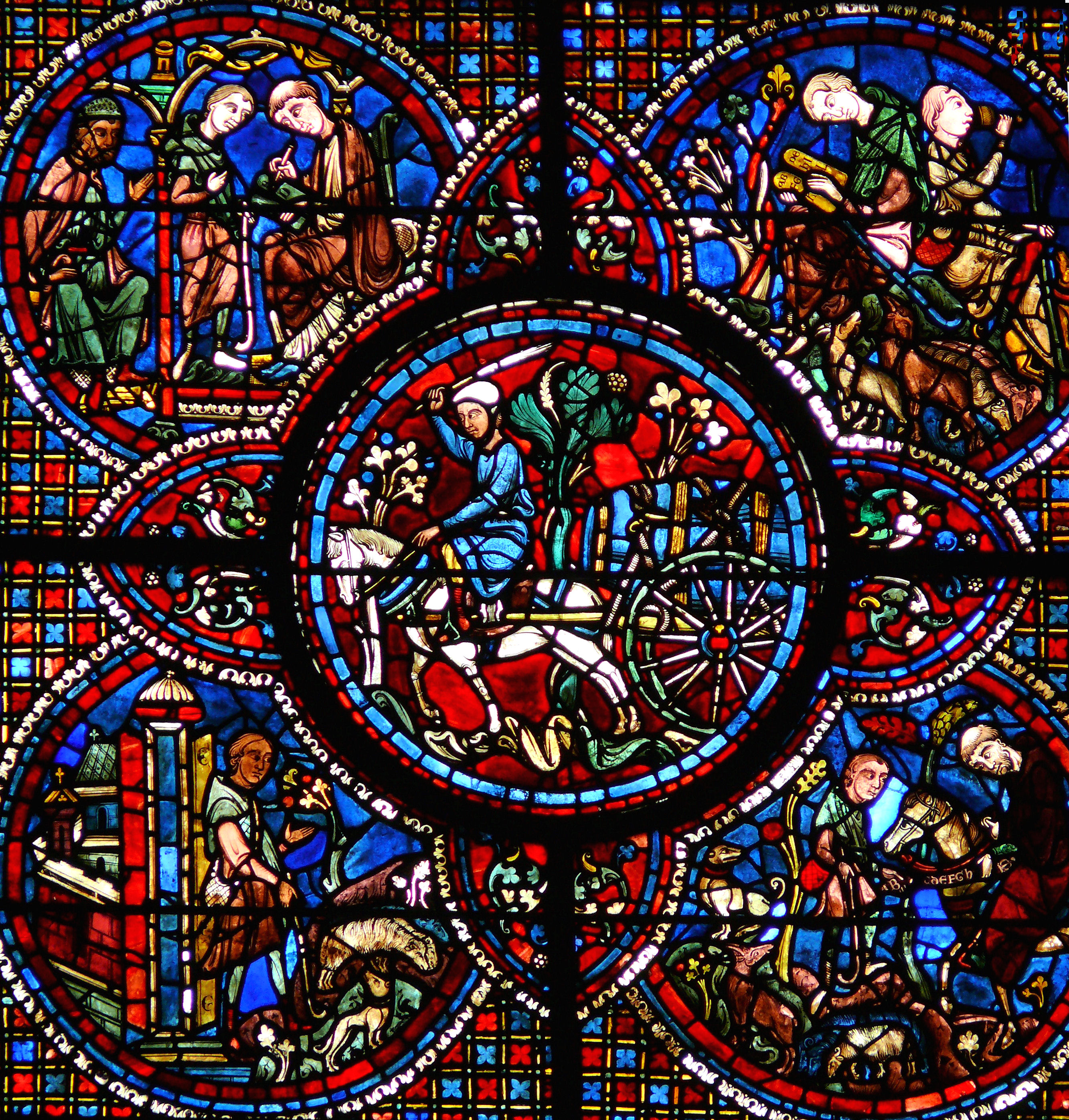
Baie 45 Histoire de saint Lubin.
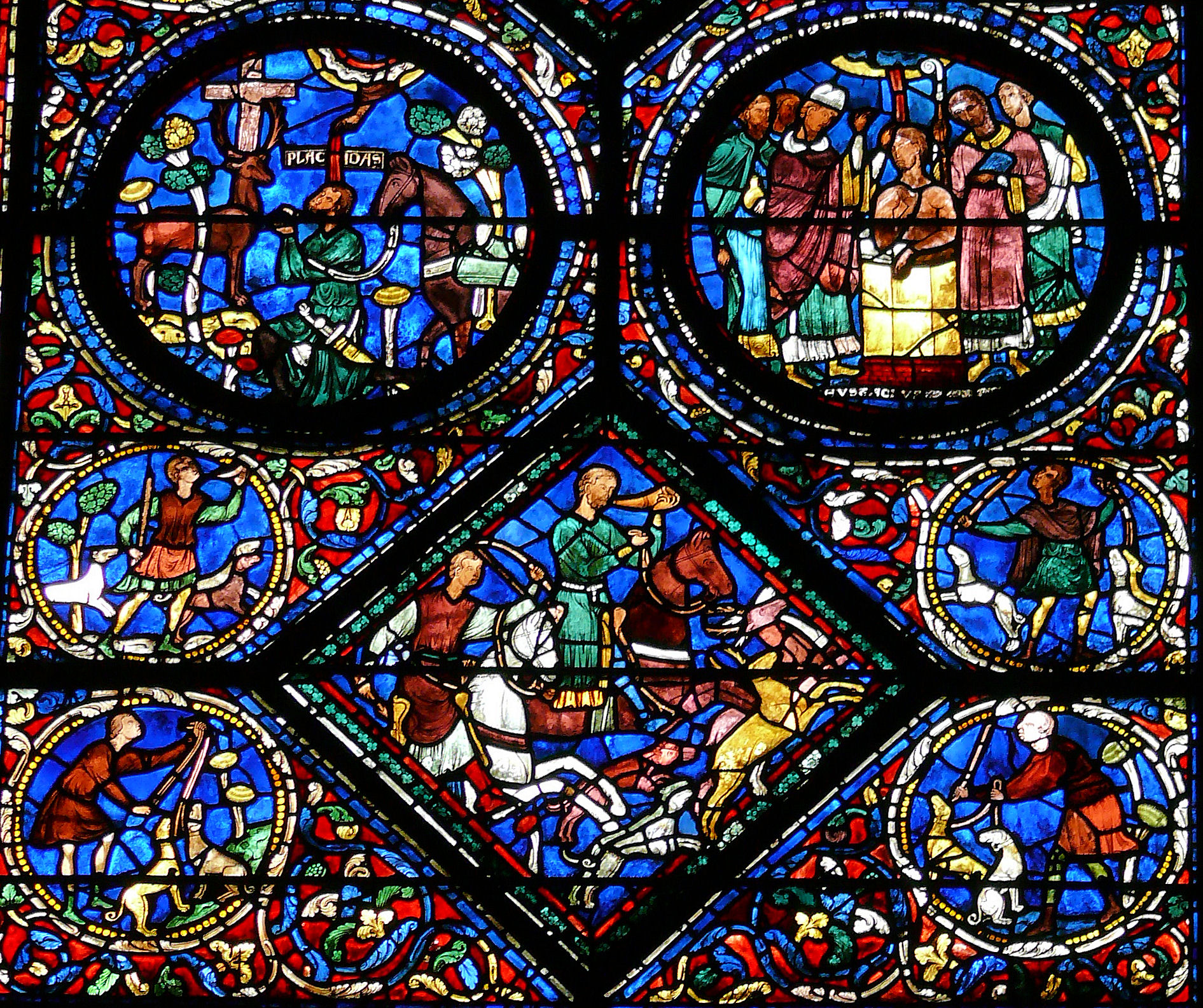
Baie 43 Histoire de saint Eustache.

### Lecture des vitraux
Les verrières narratives se lisent en général de bas en haut et de gauche à droite. Par contre le vitrail de la Passion typologique (baie no 37) se lit de haut en bas. Cependant, toutes les verrières ne sont pas que des bandes dessinées sur verre racontant une histoire d'une manière linéaire. Dans certaines verrières, les scènes se répondent en jouant sur des concordances entre images en vis-à-vis. Les scènes d'un vitrail peuvent être regroupées en ensembles formant des carrés, des fleurs à quatre pétales ou lobes.

### Numérotation des baies et parcours de découverte

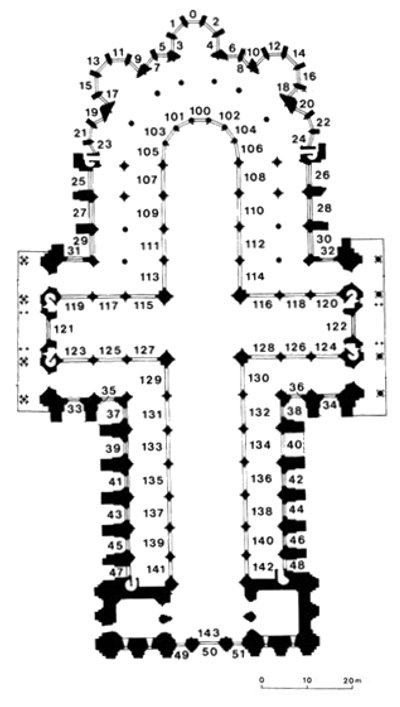
Plan de situation des vitraux.

La numérotation des baies est celle adoptée par le Corpus vitrearum. Elle va de 0 à 99 pour le niveau inférieur, commence par le chevet jusqu'à la façade de la nef. Le numéro 0 est donné à la baie située dans l'axe de l'abside ou de la chapelle d'axe. Les numéros impairs sont donnés aux baies situées côté gauche, au nord. Les numéros pairs sont donnés aux baies côté droit, au sud. Le niveau supérieur va de 100 à 199, suivant le même principe que pour le niveau inférieur. La baie 100 est la baie située dans l'axe du chœur.
La meilleure vue des verrières basses est celle observée depuis le collatéral et le déambulatoire, d’où l’on peut le mieux observer les détails. Partant du centre de la nef, devant la rosace ouest, les verrières seront décrites suivant un circuit effectué dans le sens inverse des aiguilles d’une montre, présentant successivement le sud de la nef, le transept sud, le déambulatoire, le transept nord et enfin le nord de la nef.
La meilleure vue des verrières hautes est également celle observée depuis le collatéral, en regardant du côté opposé à celui des verrières basses ; mais leur éloignement en rend l’observation plus difficile. Le circuit à parcourir pour les observer dans l’ordre ci-dessous est presque l’inverse du précédent (successivement le nord de la nef, le transept sud, le chœur et l'abside, le transept nord et enfin le sud de la nef).
Les verrières hautes de la nef et du transept sont composées de 2 lancettes et d'une rose à 8 lobes. Les verrières du chœur sont composées de deux lancettes surmontées d'une rose. Les verrières hautes de l'abside sont composées de baies d'une seule lancette. Pour voir les verrières situées au-dessus du maître autel, il faut traverser le chœur.
Les vitraux sont présentés ci-après en trois sections : les trois rosaces des portails, les verrières basses et les verrières hautes. Une dernière section traitera des nombreux donateurs ayant financé ces œuvres.

## Rosaces

### Portail ouest
| Le portail ouest est ajouré par les baies 49, 50, 51, trois lancettes en arc brisé, surmontées par la rosace 143, une grande rose formée d'un œil à 12 lobes, puis de 12 quartiers comportant 2 médaillons, et de 12 rosaces extérieures séparées par des quadrilobes. Les trois lancettes du bas datent du milieu du XIIe siècle. Cette partie a été construite après l'incendie de 1135, et est la seule partie ayant subsisté à l'incendie de 1194. Elles constituent la part la plus ancienne de l'ensemble des vitraux de la cathédrale. La rose représente le Jugement dernier avec, au centre, le Christ montrant ses plaies, autour, les anges et les quatre bêtes de l'Apocalypse. Au-dessus se trouvent Abraham et les élus, au-dessous, la Pesée des Âmes, et de part et d'autre, les douze apôtres. Cette rose a été bâtie soixante ans plus tard, en 1215, après l'incendie de 1194, la nef de la nouvelle cathédrale ayant été rebâtie plus haute. Elle est donc du début du XIIIe siècle. La lancette centrale, l'enfance et la vie du Christ est entourée de deux lancettes légèrement plus petites. À gauche, La Passion qui est un rappel du Nouveau Testament et à droite, l'Arbre de Jessé, qui est l'évocation de la lignée du Christ et de l'Ancien Testament. La baie ouest constitue un grand tableau christologique consacré à l'Incarnation du verbe divin en Jésus-Christ. Ces quatre ensembles décrivent successivement son enracinement humain dans la descendance de Jessé et l'annonce des prophètes (l'Arbre de Jessé à droite), suivi de l'incarnation (l'Enfance du Christ au centre) de Dieu le Fils devenu homme, né de la Vierge Marie, puis le sacrifice (la Passion à gauche), et enfin la Rédemption pour ceux qui ont foi en Jésus-Christ (rose du Jugement dernier). L'arbre de Jessé de la cathédrale de Chartres est la plus ancienne représentation subsistante de l'arbre de Jessé. Elle date d’environ 1145. La première utilisation du thème de l'arbre de Jessé dans une verrière a été réalisée par Suger à l'abbatiale de Saint-Denis, mais celle-ci a été très lourdement restaurée. À Saint-Denis, ces verrières étaient situées au chevet. Surger désignait la verrière de l'Arbre de Jessé par Stirps Jesse, utilisant les deux premiers mots de l'hymne de répons composé par Fulbert de Chartres pour la fête de la Vierge. |                                     |                           |
| Baie 51 - Vitrail de la Passion. | Baie 50 - Enfance et Vie du Christ. | Baie 49 - Arbre de Jessé. |
| |                                     |                           |

### Rosace sud
Il s'agit de la baie 122. Elle fut offerte par la maison de Dreux Bretagne dont faisait partie Pierre Mauclerc et exécutée entre 1221 et 1230.
Elle est composée de cinq lancettes en arc brisé surmontées d'une grande rose. La rose est formée d'un œil à douze lobes, puis de douze quartiers comportant des médaillons, de douze cercles, de douze quadrilobes et enfin de douze demi-cercles comportant des médaillons.
| N° baie | Nom du vitrail                          | Donateurs                        | Dates     | Base Palissy         | Wikimedia Commons    |
| ------- | --------------------------------------- | -------------------------------- | --------- | -------------------- | -------------------- |
| 122     | Verrière de la maison de Dreux Bretagne | Pierre Mauclerc, Alix de Thouars | 1221-1230 | Notice no PM28000814 | Baie 122 sur Commons |

#### Lancettes
La lancette centrale représente la Vierge tenant l'Enfant Jésus dans ses bras. De part et d'autre deux groupes de quatre personnages montés deux à deux. Les quatre grands prophètes de l'Ancien testament portent sur leurs épaules les quatre évangélistes. Cette représentation traduit la continuité entre les deux testaments. Il y a de gauche vers la droite : Jérémie portant saint Luc, Isaïe portant saint Matthieu, Ézéchiel portant saint Jean, Daniel portant saint Marc. Ces prophètes et les évangélistes ont annoncé le royaume de Dieu qui est représenté dans la rose placée au-dessus. Cette représentation des évangélistes montés sur les épaules des prophètes reprend l'image fameuse du maître et chancelier de l'école de Chartres, Bernard de Chartres, telle qu'elle nous a été transmise par Jean de Salisbury dans son Metalogicon : « Nous sommes comme des nains juchés sur des épaules de géants… »,.
Au-dessous de ces personnages sont représentés les membres de la famille des donateurs. Au-dessous de la Vierge, les armoiries des comtes de Dreux. Pierre de Dreux ou Pierre Mauclerc, s'était marié en 1213 avec Alix de Thouars. Il devient alors duc de Bretagne et fait de cette branche cadette des capétiens une famille puissante. À gauche, au-dessous de Isaïe, Alix de Thouars, duchesse de Bretagne puis à sa gauche, au-dessous de Jérémie, sa fille Yolande, au-dessous d'Ezéchiel, Pierre de Dreux dit Mauclerc, et enfin, le fils aîné, Jean le Roux (né en 1217) au-dessous de Daniel.

#### Rose
Cette rose est une illustration de la première vision de l'Apocalypse de Jean.
Au centre de la rose se trouve le Christ en majesté. Le premier cercle représente, à partir du bas à gauche et dans le sens d'une montre, les quatre Vivants de l'Apocalypse : le lion, aussi symbole de l'évangéliste Marc ; le bœuf, aussi symbole de l'évangéliste Luc ; l'homme, aussi symbole de l'évangéliste Matthieu ; l'aigle, aussi symbole de l'évangéliste Jean. Les autres vitraux représentent des anges tenant des encensoirs. Les deux cercles suivants représentent les vingt quatre Vieillards de l'Apocalypse. Entre ces deux cercles, des quadrilobes avec les blasons de la famille de Dreux, donateurs.

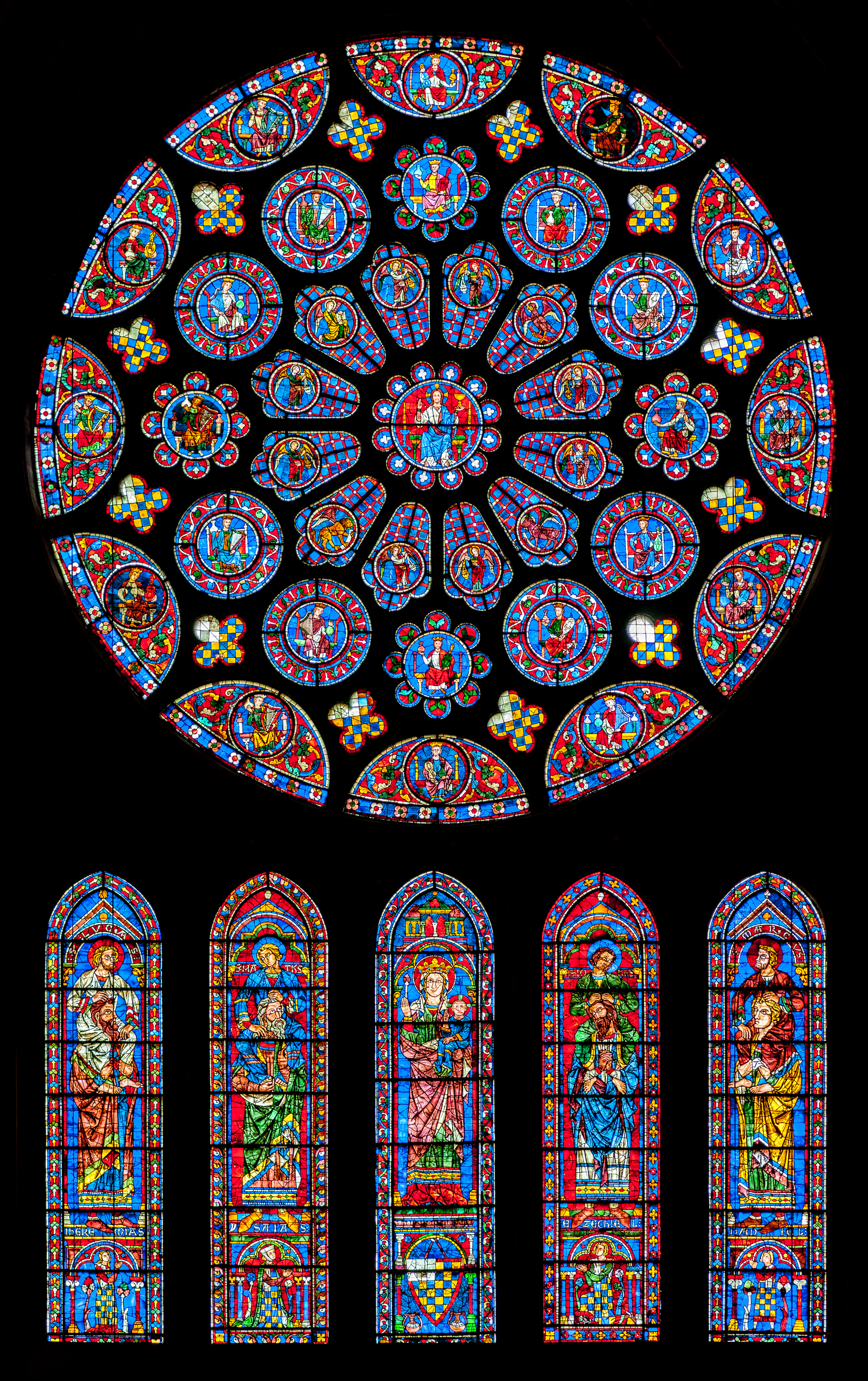
Baie 122 Rose et lancettes de la façade du transept sud.
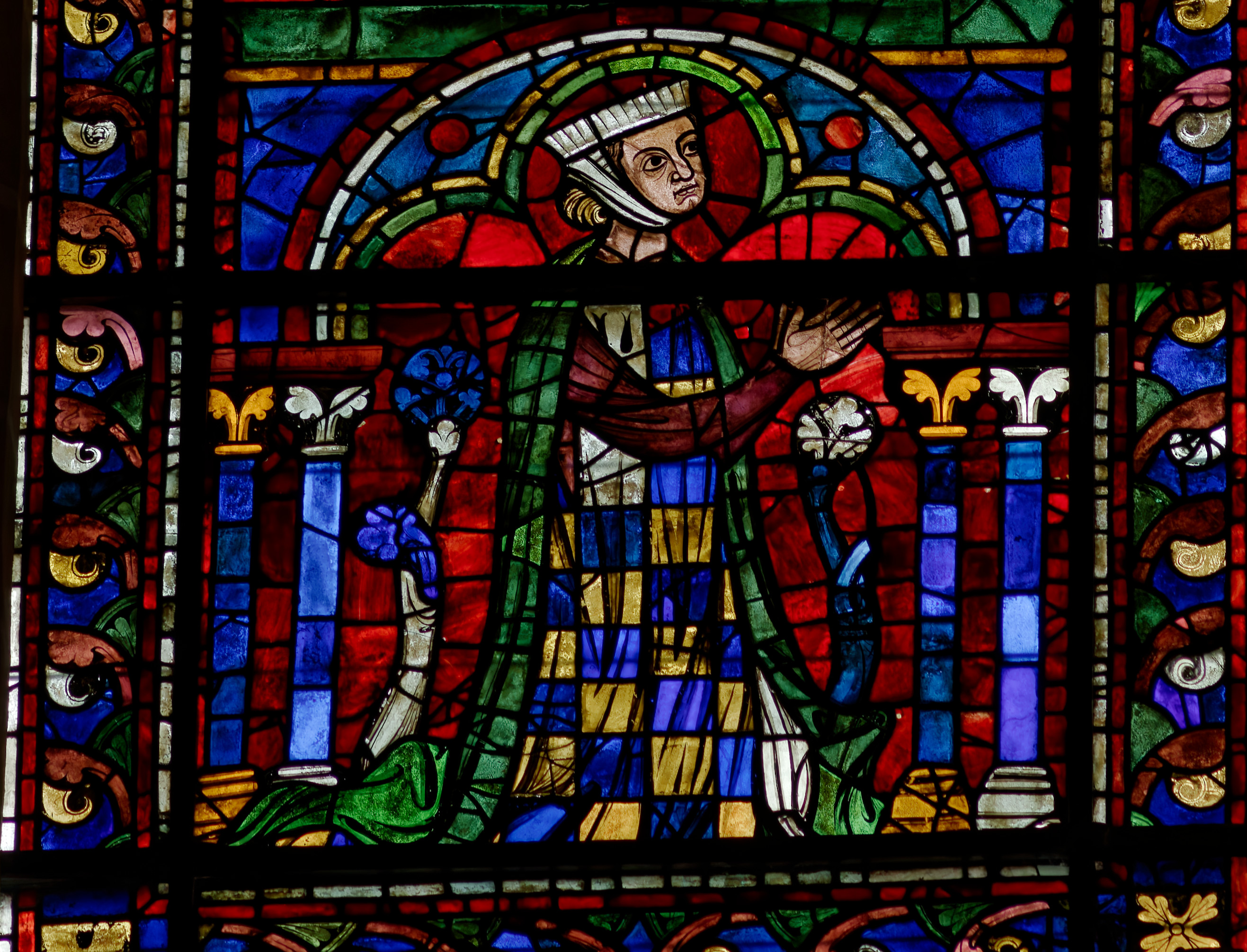
Baie 122, lancette Alix de Touars.
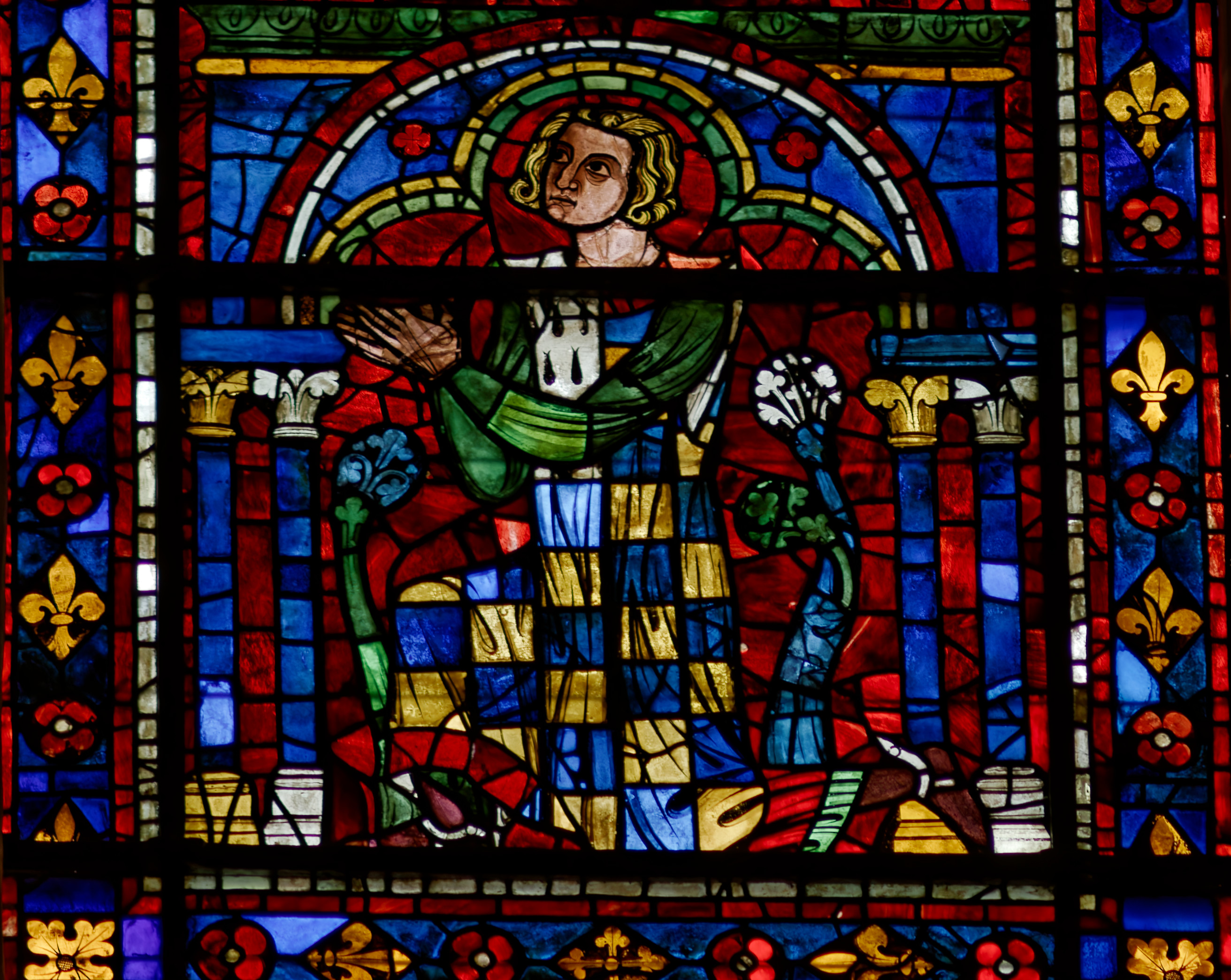
Baie 122, lancette Pierre Mauclerc.
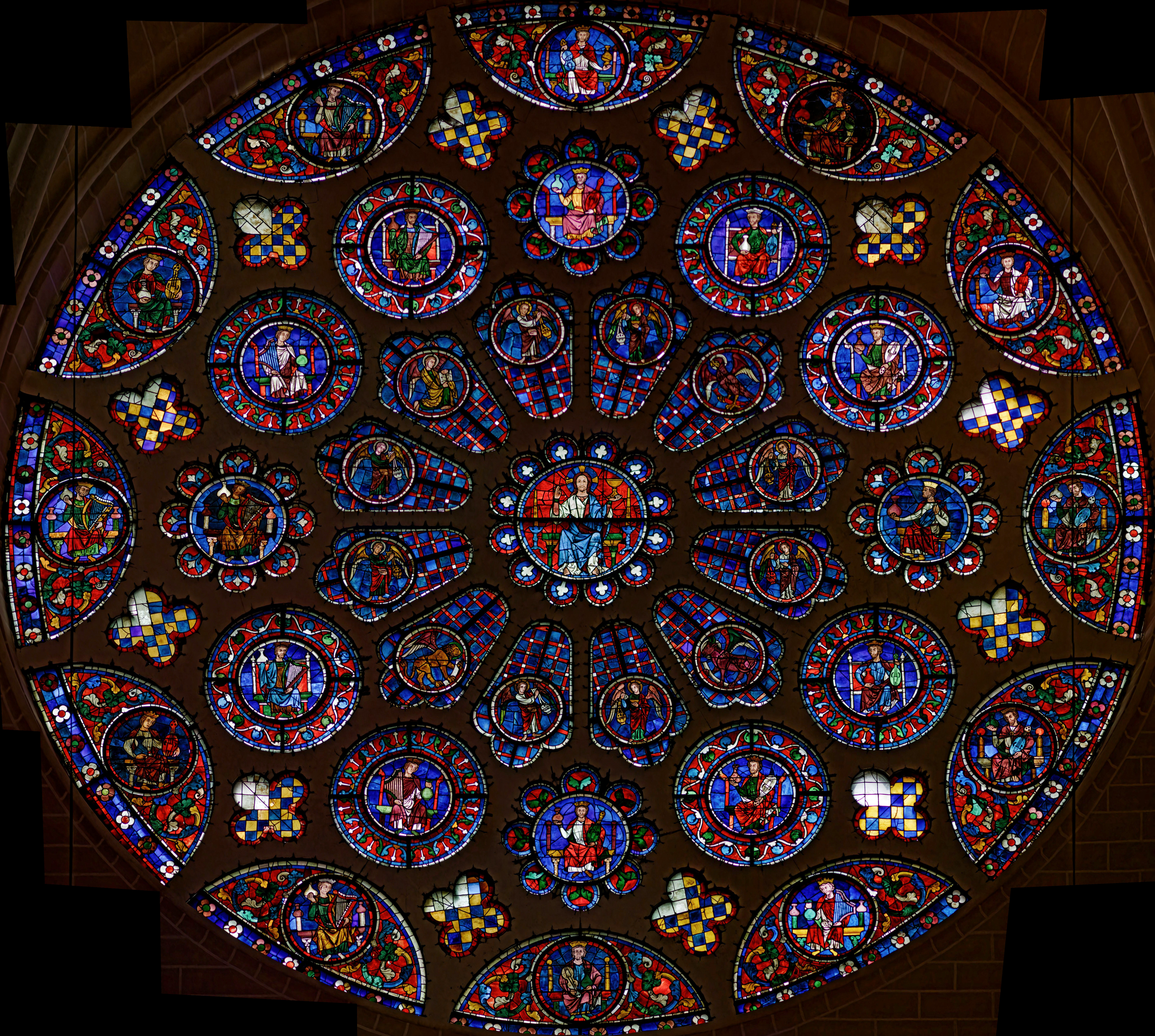
Baie 122 Rose du transept Sud.
Baie 122 Lancettes de la façade du transept sud.

### Rosace nord
Il s'agit de la baie 121. Elle est aussi connue sous le nom de verrière de la maison de France, car elle fut offerte par le roi Louis IX et sa mère Blanche de Castille en 1230.
Elle est composée de cinq lancettes en arc brisé surmontées d'une grande rose, les écoinçons inférieurs de la rose sont ajourés de quatre petites lancettes de chaque côté représentant alternativement les armes de France et de Castille. La rose est formée d'un œil à douze lobes, puis de douze quartiers comportant des médaillons, de douze carrés, de douze quadrilobes et enfin de douze demi-cercles comportant des médaillons.
| N° baie | Nom du vitrail                  | Donateurs                          | Dates | Base Palissy         | Wikimedia Commons    |
| ------- | ------------------------------- | ---------------------------------- | ----- | -------------------- | -------------------- |
| 121     | Verrière de la maison de France | Saint Louis et Blanche de Castille | 1230  | Notice no IM28000460 | Baie 121 sur Commons |

#### Lancettes
La lancette centrale représente sainte Anne tenant la Vierge enfant dans ses bras, au-dessus des armes de France. À gauche, une lancette figurant le roi David tenant sa harpe, au-dessus de Saül qui se jette sur son épée, scène qui représente le vice de la colère. Puis à gauche de cette dernière, une lancette représentant Melchisédech, le roi-prêtre, placé au-dessus de Nabuchodonosor adorant une idole. À droite de la lancette centrale, le roi Salomon placé au-dessus de Jéroboam adorant le veau d'or. Puis à droite de cette dernière, Aaron, le grand prêtre, dominant pharaon et ses troupes englouties par la Mer Rouge.

#### Rose
La rose figure, en son centre, la Vierge Marie portant l'Enfant Jésus, autour, un premier cercle présentant au-dessus de la Vierge, quatre colombes, pour les dons du Saint-Esprit, des anges tenant des encensoirs, des anges tenant des chandeliers et des chérubins. Ensuite un deuxième cercle de vitraux en forme de losange représentant la lignée des rois de Juda donnée dans l'Évangile selon Matthieu. Sur un troisième cercle, au bord de la rose, les douze petits prophètes de l'Ancien Testament. Entre le deuxième et le troisième cercles, des quadrilobes aux armes de France.

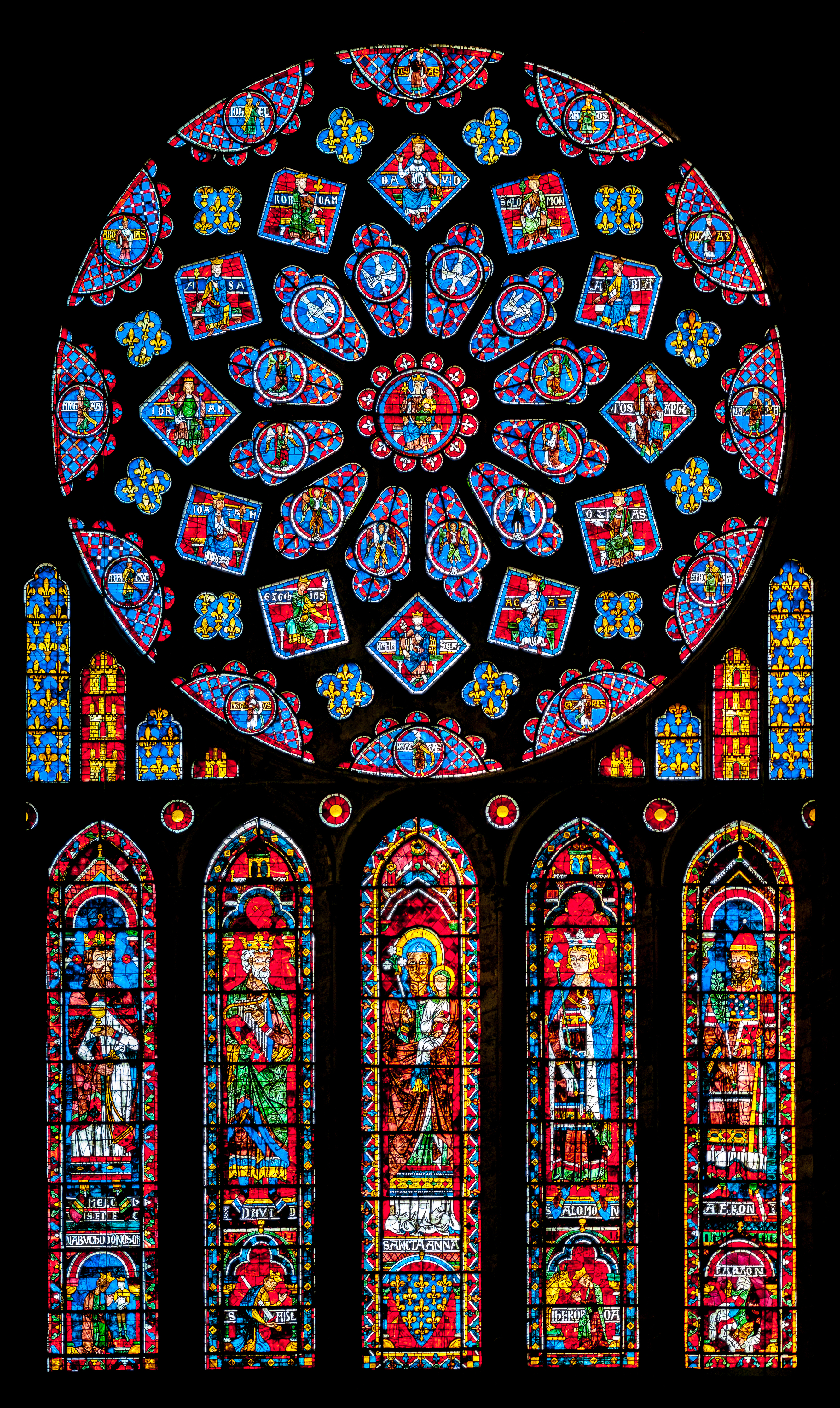
Baie 121 Vitraux de la façade du transept nord.
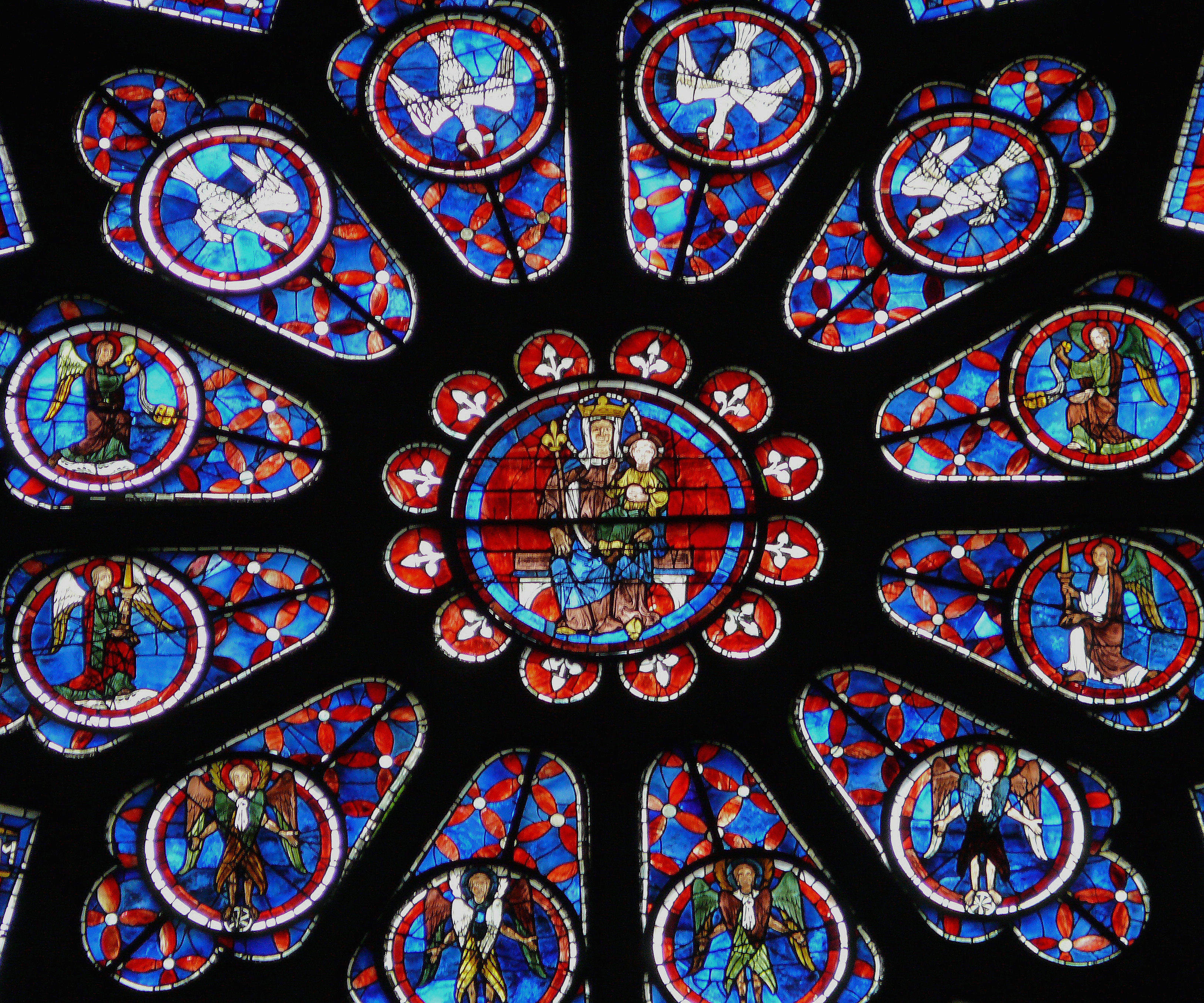
Baie 121 Détail de la rose.
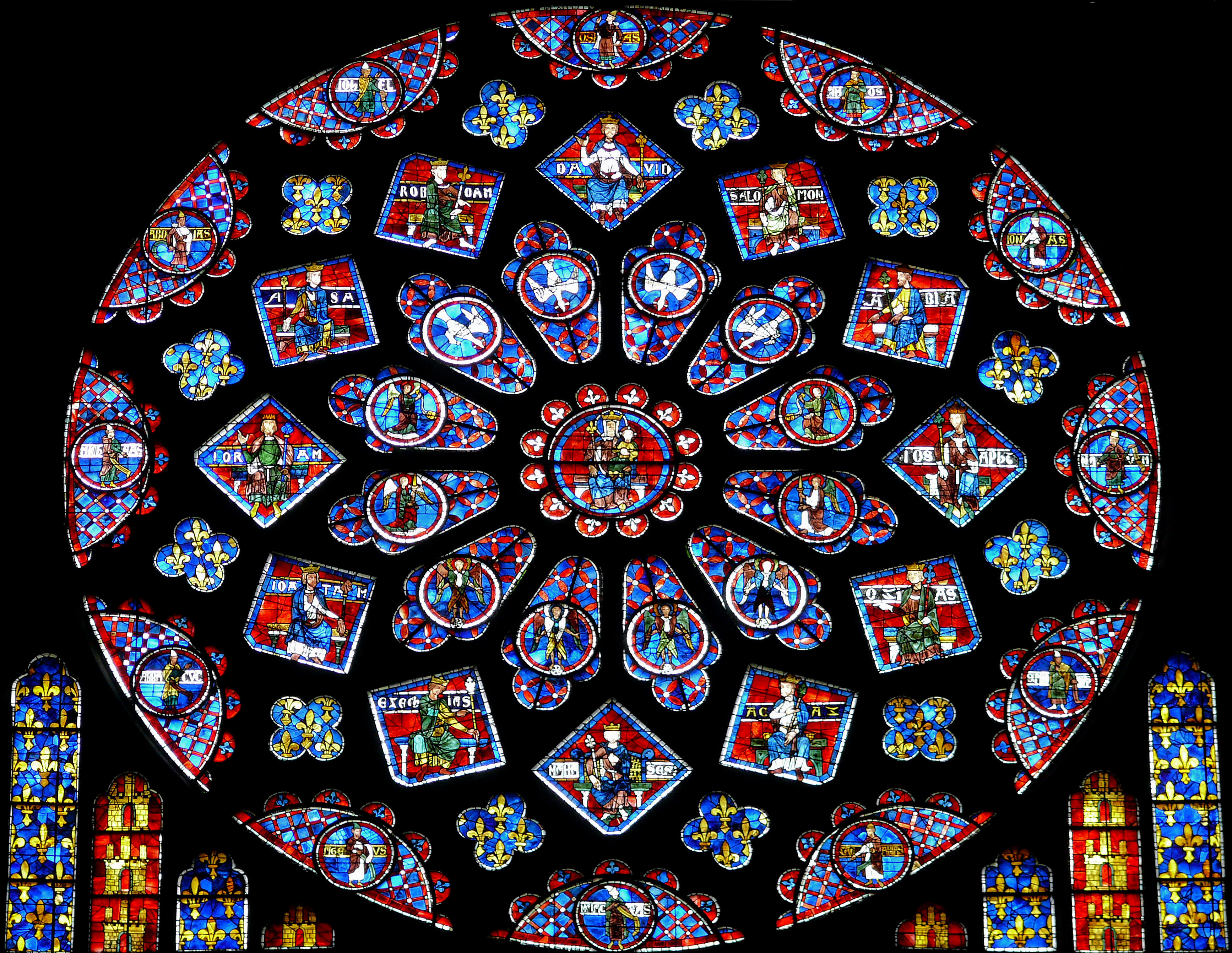
Baie 121 Rose.
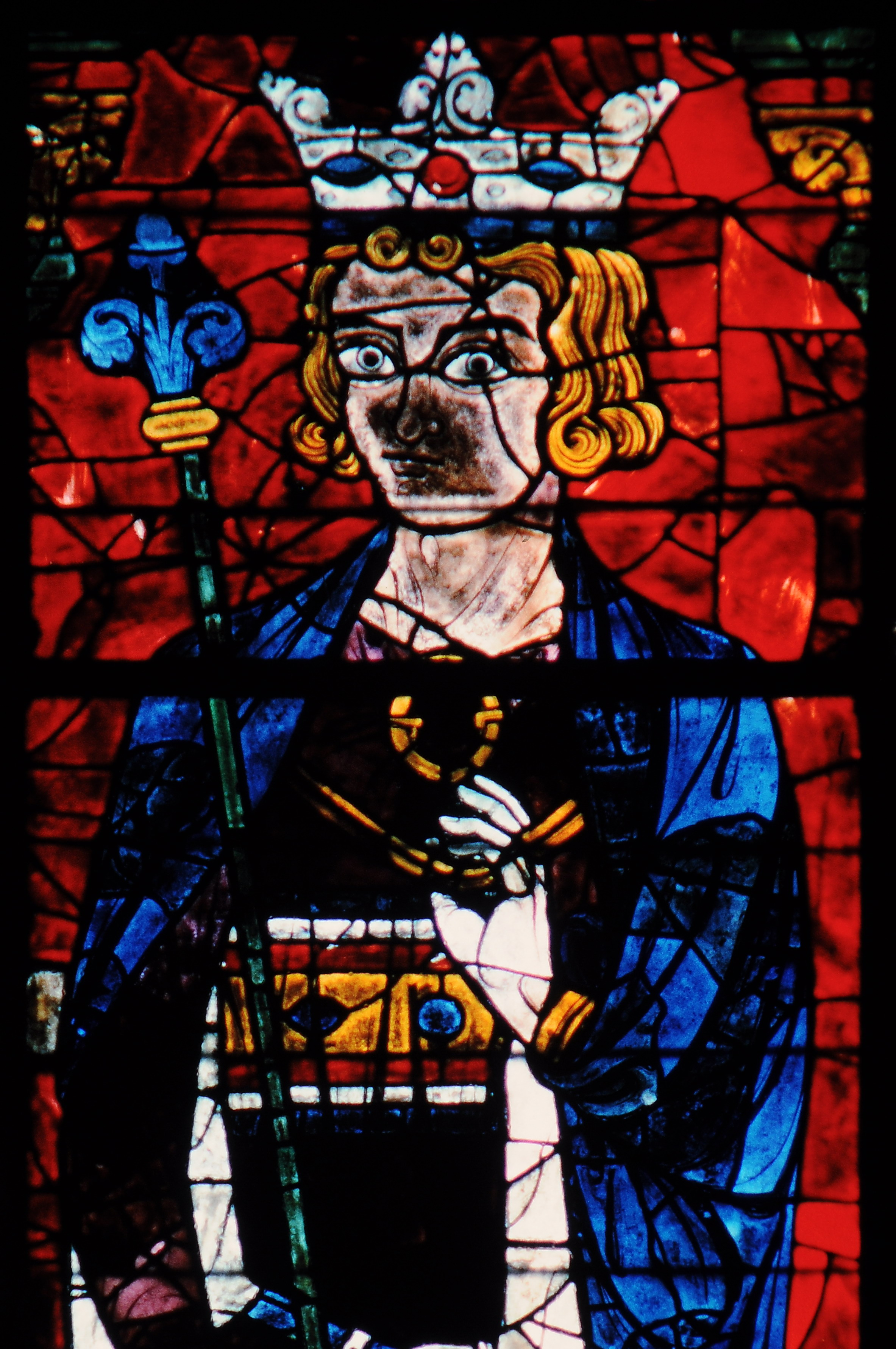
Baie 121, lancette Salomon.

## Verrières basses
Le nombre de verrières basses identifiées dans le système de numérotation est de 52 (de 0 à 51). Aux extrémités sud et nord du déambulatoire, 6 d'entre elles sont composées de 2 lancettes surmontées par une rose, ce qui porte le nombre des vitraux à 64.

### Les vitraux historiés
Contrairement aux verrières hautes, qui se limitent à montrer de loin de grands personnages sur trois étages verticaux, les verrières basses sont destinées à être vues de près.
Composés de panneaux successifs, qui se lisent généralement de bas en haut et de gauche à droite, elles racontent divers épisodes bibliques, mais également des épisodes tirés des apocryphes bibliques, ou les légendes de la vie des saints, que l'on retrouvera pour la plupart cinquante ans plus tard dans la Légende dorée de Jacques de Voragine (1261-1266).
Ces panneaux sont des illustrations « légendaires » au sens premier de la légende, qui signifie ici « ce qui doit être lu ».
Plus encore que le statuaire, elles forment un véritable catéchisme en image, bande dessinée avant la lettre. Les prédicateurs s'adressant aux pèlerins s'appuyaient sur ces illustrations pour donner un support visuel aux récits et commentaires de ces histoires, qui à cette époque étaient familières à tous.

### Sud de la nef

Vitraux du sud de la nef
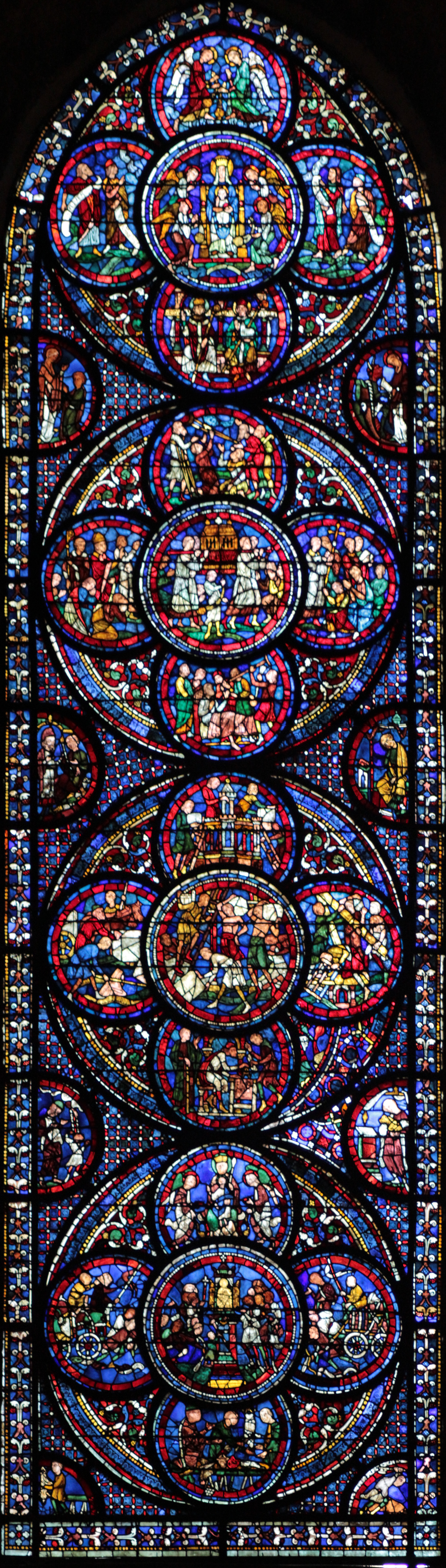
Baie 38 Miracles de Notre-Dame.
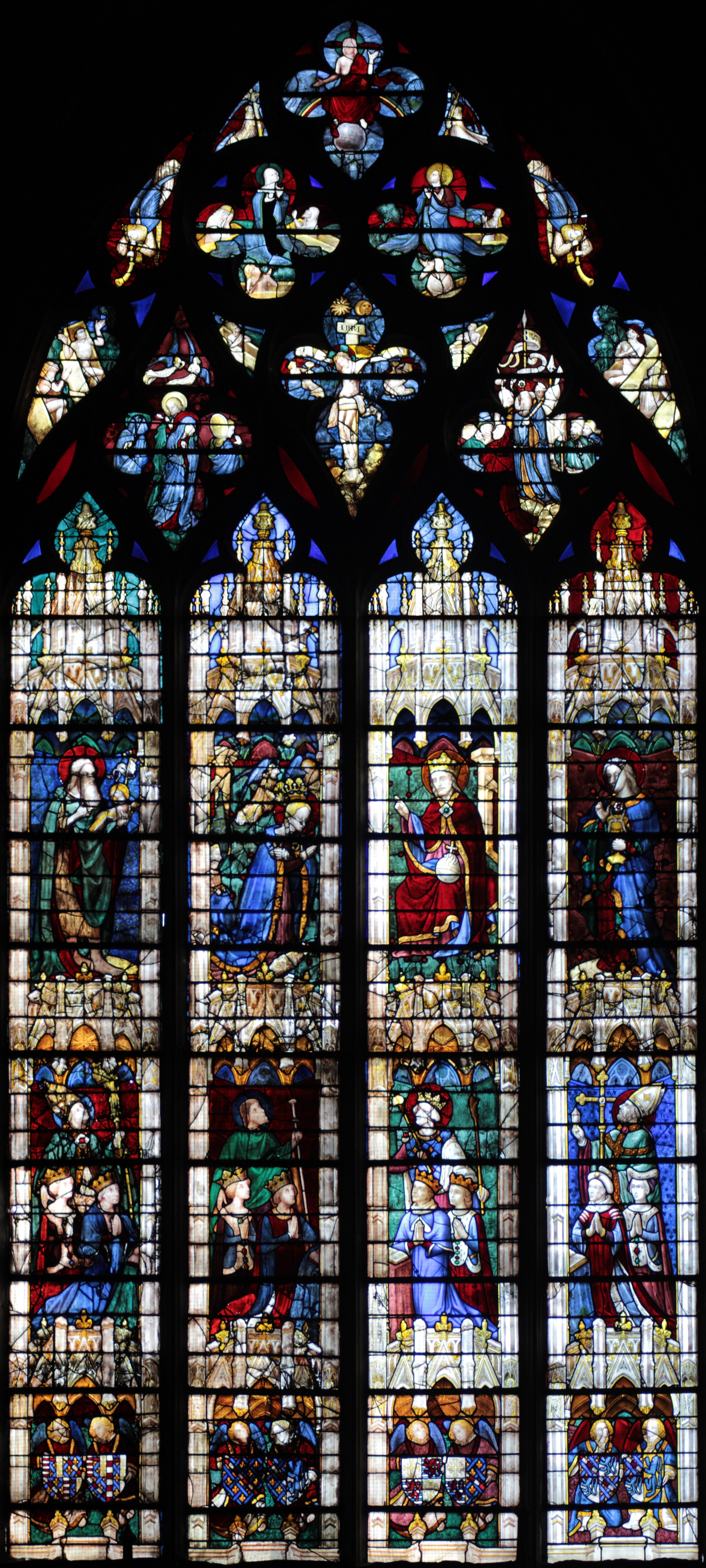
Baie 40 Chapelle Vendôme.
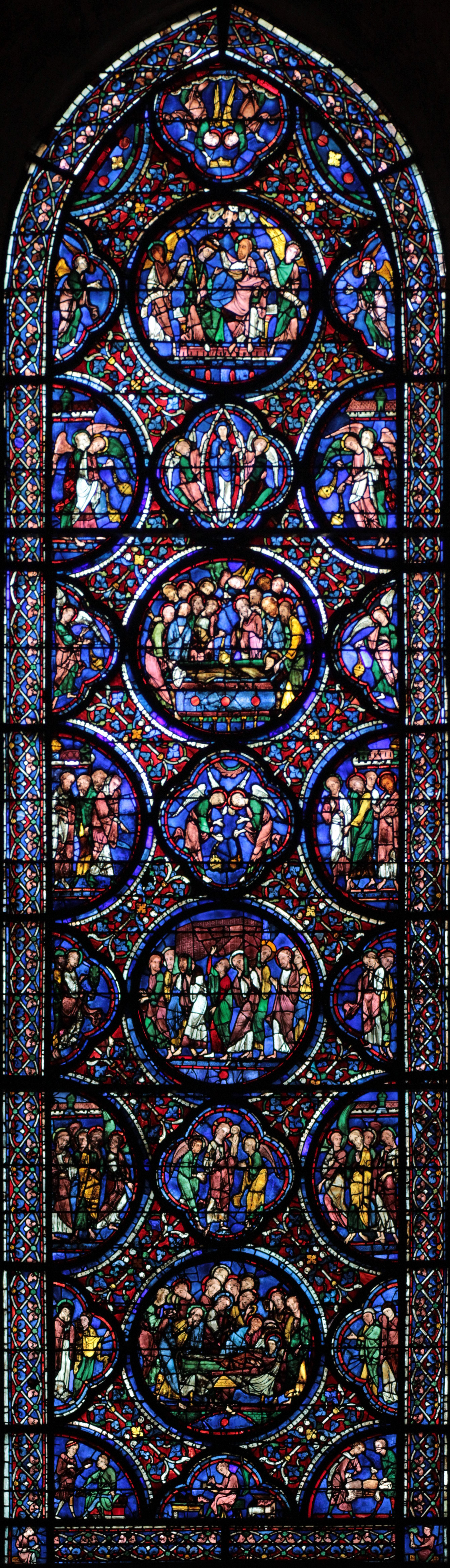
Baie 42 Mort, sépulture et assomption de la Vierge.
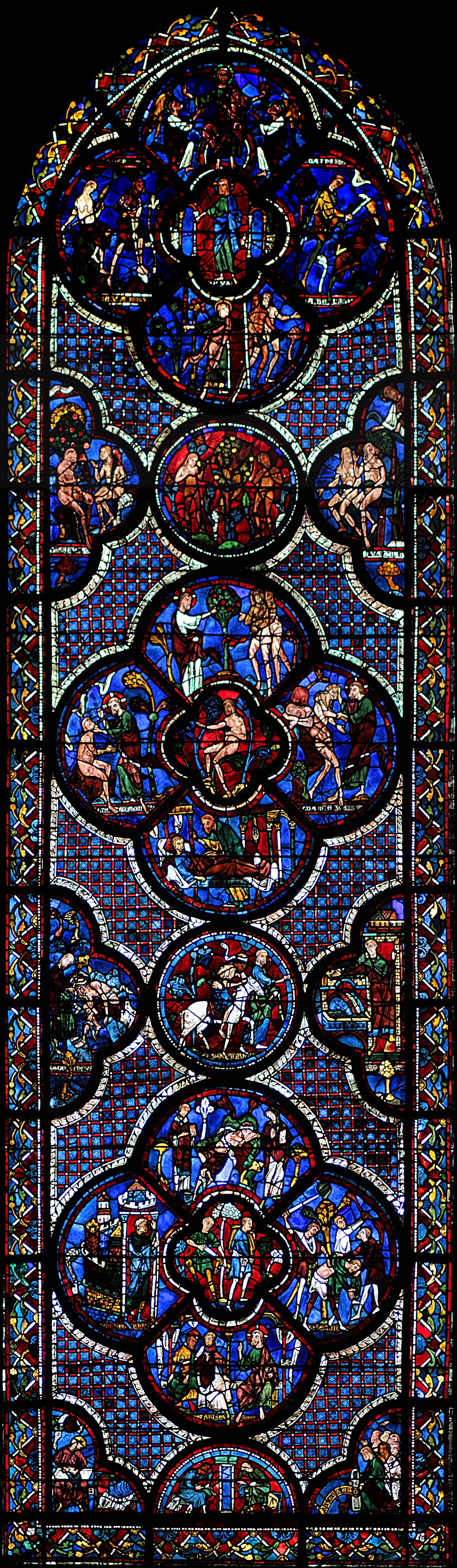
Baie 44 Parabole du Bon Samaritain.
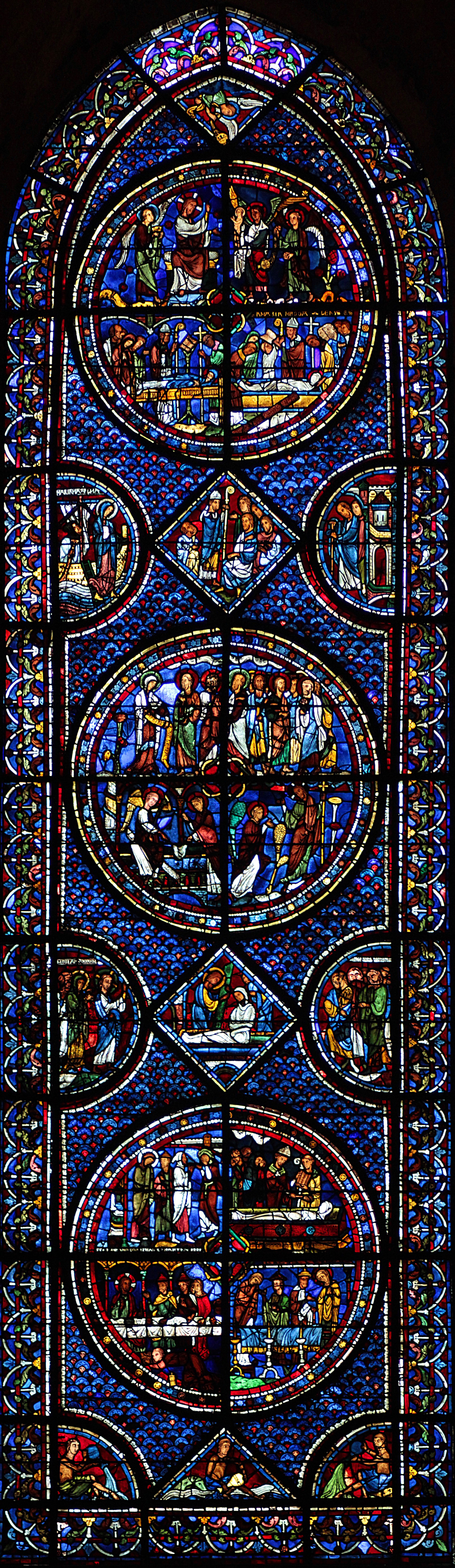
Baie 46 Histoire de sainte Marie-Madeleine.
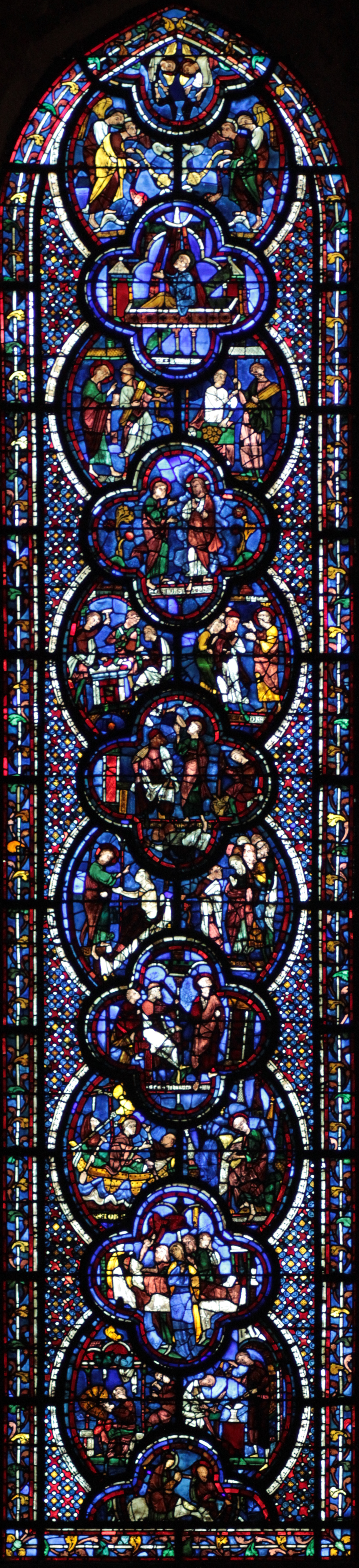
Baie 48 Vitrail de saint Jean-l'évangéliste.

48 - Histoire de saint Jean l’Évangéliste
Le récit de miracles et de la mort de Saint Jean est tiré de légendes traditionnelles remontant au IIe siècle,
qui seront quelques années plus tard compilés dans la Légende dorée par Jacques de Voragine.
Corporation des armuriers, 1205-1215.
46 - Histoire de sainte Marie-Madeleine
Le récit combine des scènes évangéliques associées à Marie-Madeleine, l'évangélisation de la Provence, et la légende de la mort de Marie-Madeleine.
Corporation des porteurs d'eau, 1205-1215.
44 - Parabole du Bon Samaritain
Le vitrail met en parallèle la parabole du bon samaritain et le récit de la Chute dans la Genèse.
Corporation des cordonniers, 1205-1215.
42 - Mort et Assomption de la Vierge
Récit de la mort de la Vierge entourée des Apôtres, des miracles associés à son enterrement, et de son Assomption au Ciel.
Corporation des cordonniers, 1205-1215.
40 - Famille de Vendôme
Cette chapelle de style gothique flamboyant du XVe siècle présente un contraste évident avec le gothique primitif du reste de la nef, construite et décorée au XIIIe siècle. La baie représente de droite à gauche le donateur, sa sœur, son père et son frère, agenouillés avec leurs conjoints. Le tympan représente une scène de jugement dernier.
Donateur Louis de Bourbon, comte de Vendôme, 1417.
38 - Miracles de Notre-Dame
Vitrail « publicitaire » montrant le pèlerinage de Chartres, la construction de la cathédrale et quelques-uns des nombreux miracles attribués à Notre-Dame de Chartres. L'appel à la nécessaire générosité des pèlerins est souligné dans le cercle inférieur.
Corporation des bouchers, 1205-1215.

### Transept sud
La partie sud du transept comporte trois baies, composées chacune d'une lancette à arc brisé. Deux sont à l'ouest et une seule à l'est, du fait de la présence du double déambulatoire.
La baie 32, offerte par les architectes américains, date de 1954, la baie 34 comporte des fragments fin XVe siècle-début XVIe siècle. Par ailleurs, il est indiqué que la baie 36, datant du XIIe et XIIIe siècles ne se trouve pas à son emplacement d'origine.

Verrières basses du transept sud
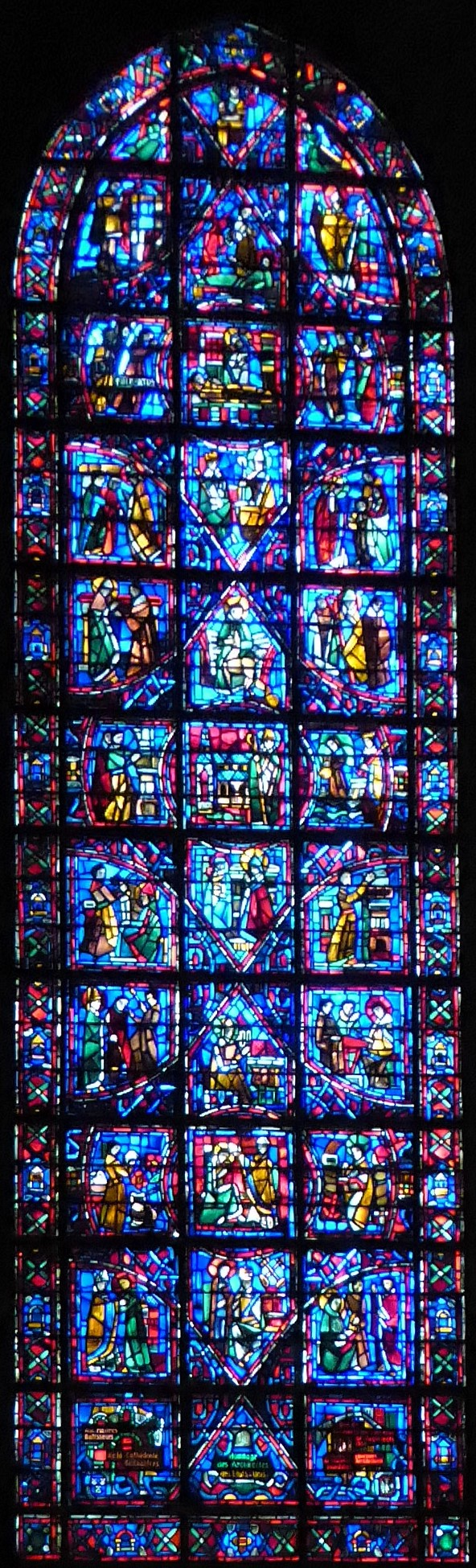
Baie 32 (est) : Vie de saint Fulbert.
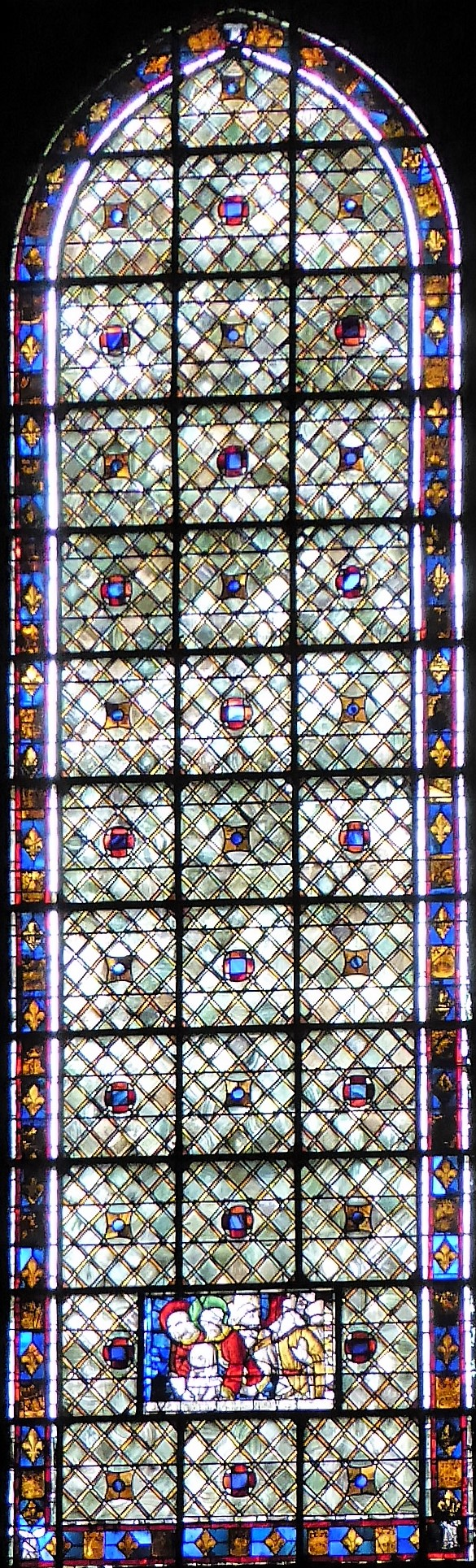
Baie 34 (ouest) : Fragments d'une résurrection de Lazare.
Baie 36 (ouest) : Histoire de saint Apollinaire.

| N° baie | Nom du vitrail                                                                           | Donateurs | Dates | Base Palissy                              | Wikimedia Commons   |
| ------- | ---------------------------------------------------------------------------------------- | --- | --- | ----------------------------------------- | ------------------- |
| 36      | Histoire de saint Apollinaire                                                            | Le chanoine Thierry | 1205-1215 Ajout en partie inférieure de panneaux de 1328, très restaurée en 1908 par Gaudin, puis en 1909                                | Notice no PM28000810 Notice no IM28000468 | Baie 36 sur Commons |
| 34      | Fragments d'une résurrection de Lazare Grisaille à bordure de couronnes et fleurs de lys | « Donné vers 1840 par M. Dugué propriétaire à Mainvilliers qui en avait fait l'acquisition à Paris » (inscription du vitrail) | Fin XVe siècle Début XVIe siècle Grisaille de 1924 de C. Lorin                                                                           | Notice no PM28000807 Notice no IM28000466 | Baie 34 sur Commons |
| 32      | Vie de saint Fulbert                                                                     | Association des architectes américains, contactée par l'architecte français Jean Maunoury                                     | 1954, réalisé par F. Lorin Remplace un vitrail du XIIIe siècle racontant l'histoire de saint Blaise, détruit en 1793, baie ensuite murée | Notice no PM28000807                      | Baie 32 sur Commons |

### Déambulatoire

#### Déambulatoire sud (30-26)
Les vitraux de Chartres sont célèbres pour leur bleu qui a fait la renommée de la ville et de sa cathédrale, le « bleu de Chartres ». Ce « bleu roman » très lumineux, mis au point dans les années 1140 sur le chantier de la basilique Saint-Denis, est utilisé par la suite dans la cathédrale de Chartres et celle du Mans. Ayant un fondant sodique coloré au cobalt, il s'est révélé plus résistant que les rouges ou les verts de la même époque,.
Notre-Dame de la Belle-Verrière, vitrail qui est une des cent soixante-quinze représentations de la Vierge dans la Cathédrale, doit sa célébrité à ce bleu cobalt exceptionnel. Il a pourtant failli disparaître lors du terrible incendie de 1194. En effet, seul le panneau central — celui de Marie et de son Enfant — et les trois verrières qui surplombent le portail royal ont résisté au désastre.

Vitraux du déambulatoire sud
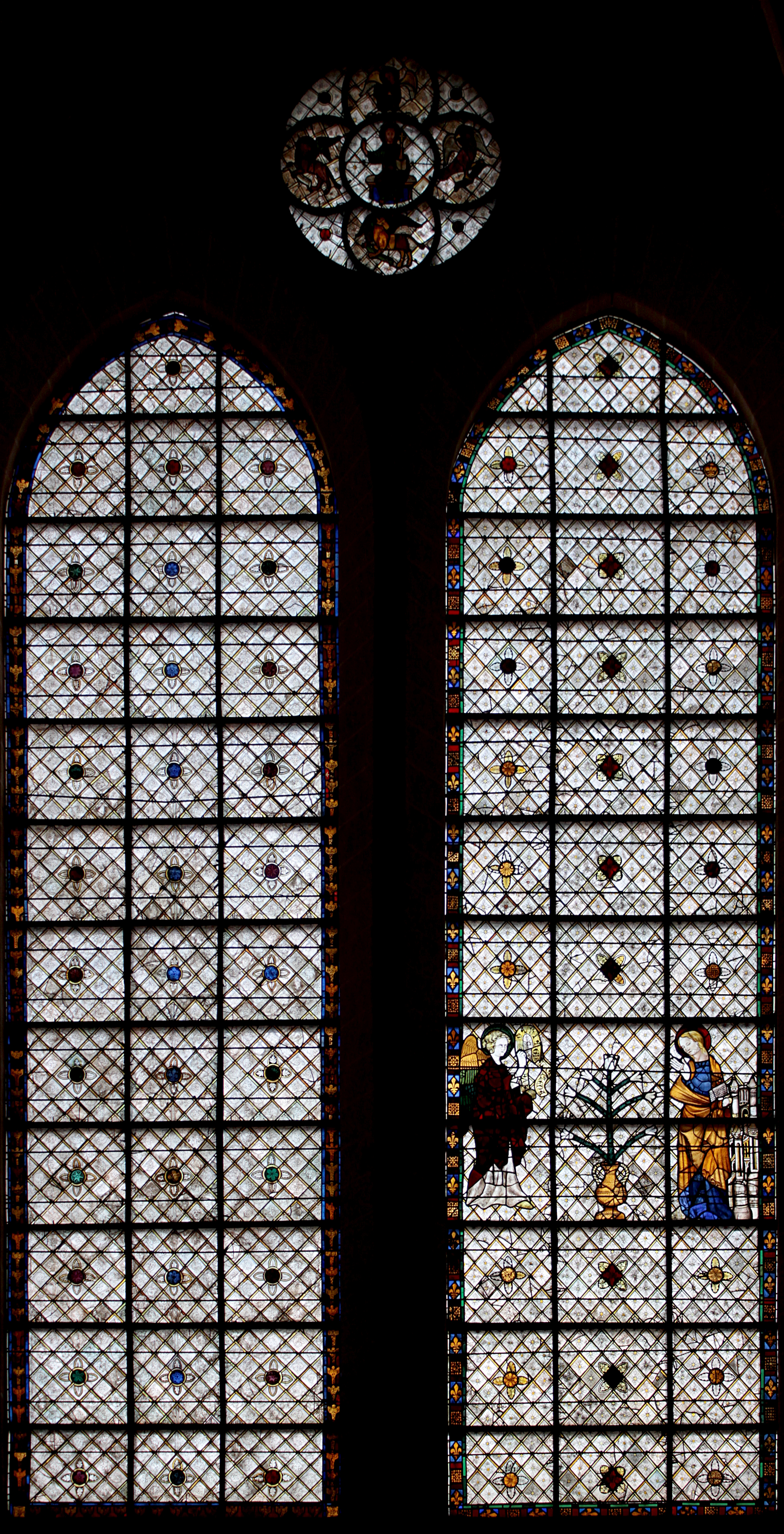
Baie 26 Verrière de l'Annonciation.
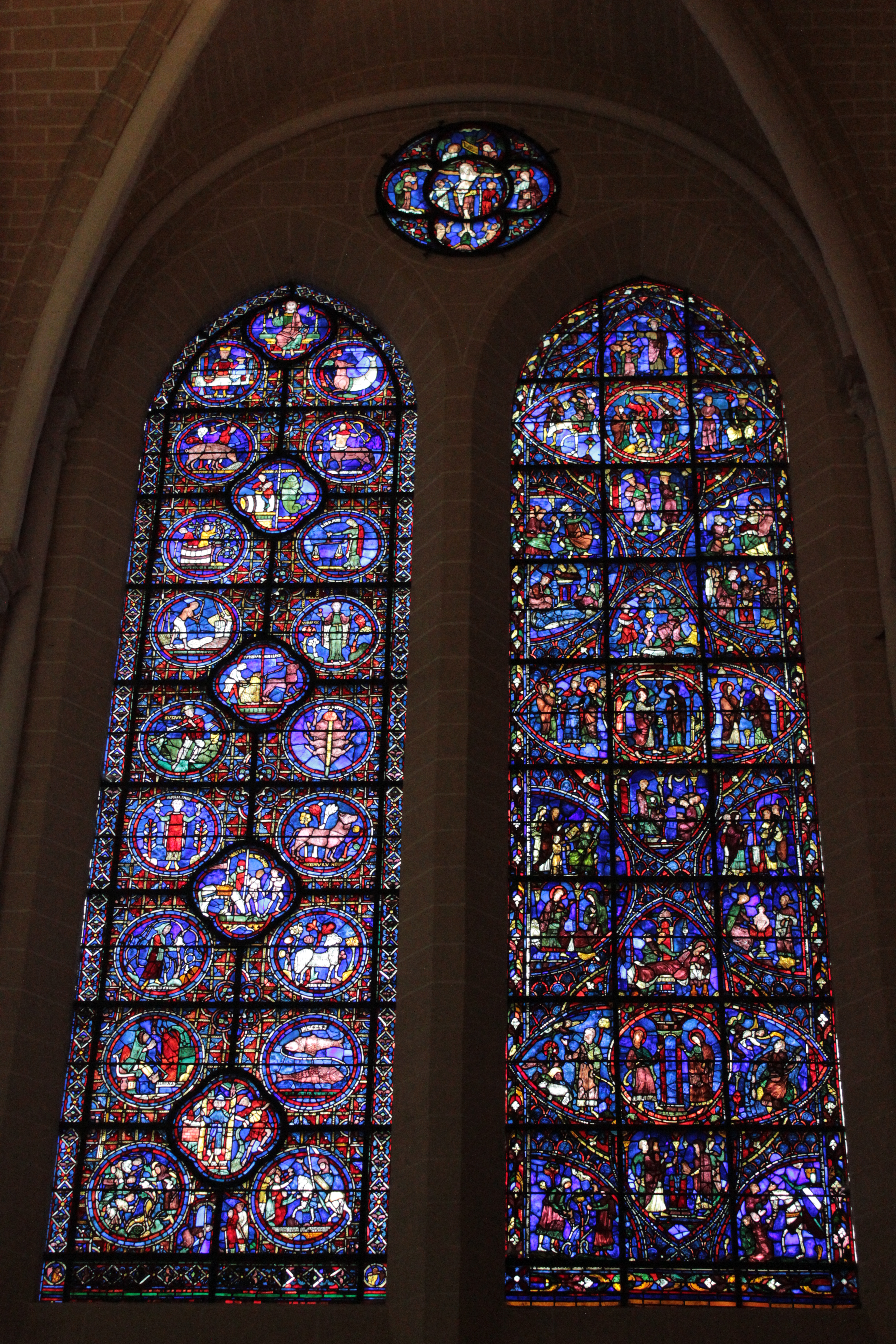
Baie 28 Vitraux du zodiaque et de la vie de la Vierge.
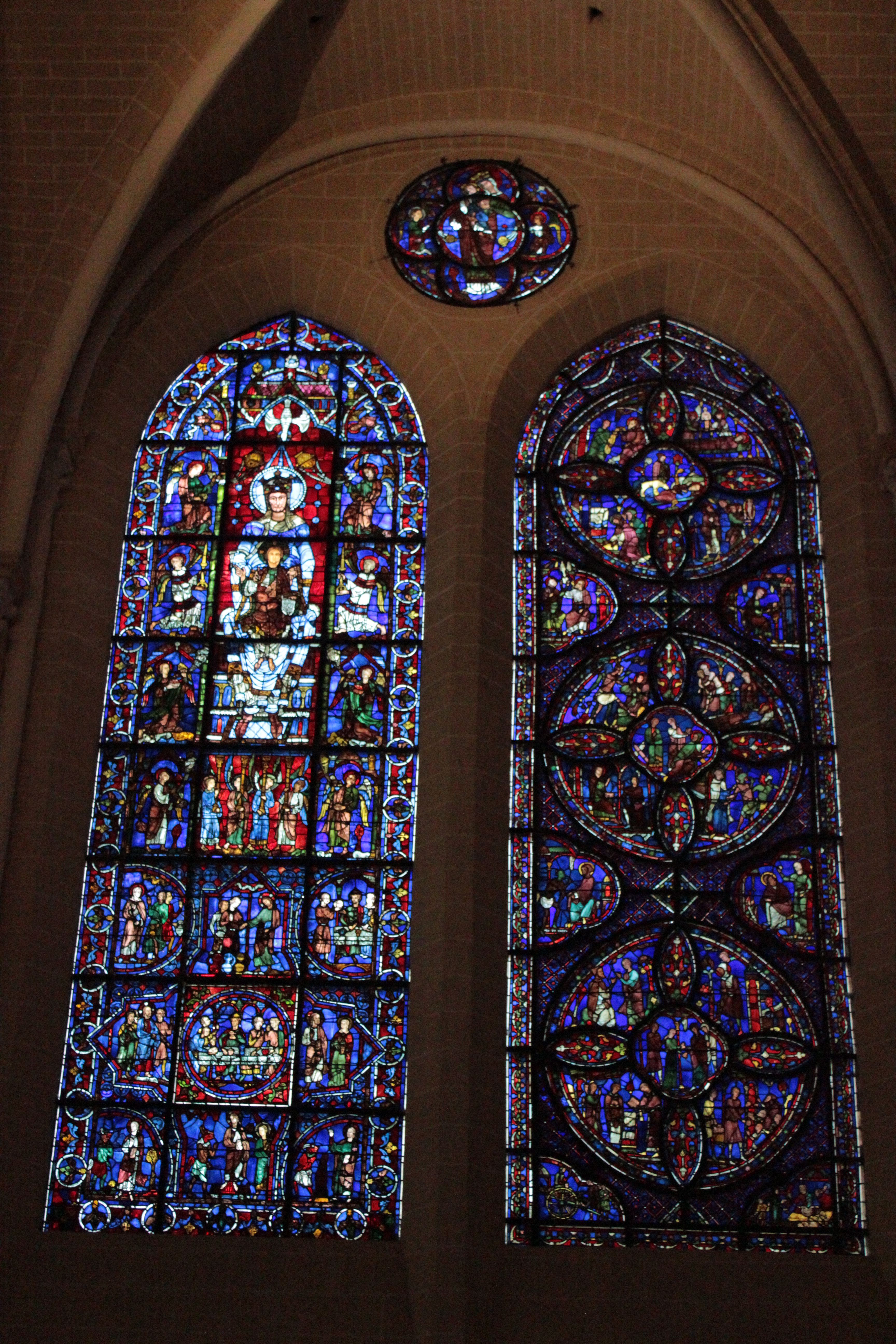
Baie 30 Notre-Dame de la Belle-Verrière et Histoire des saints Antoine et Paul.
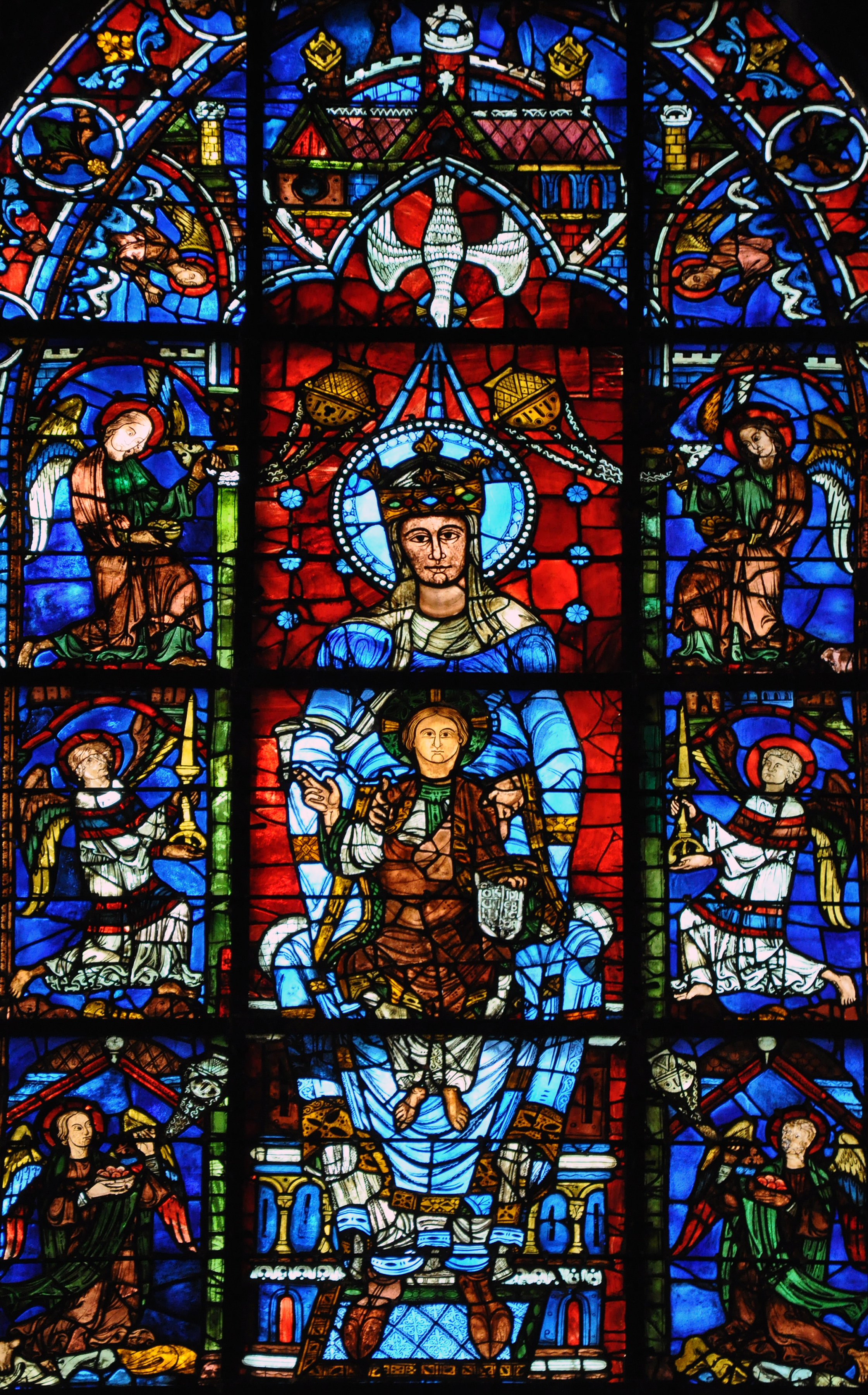
Baie 30 Notre-Dame de la Belle Verrière, détail.

| N° baie | Déambulatoire sud | Donateurs                                    | Dates                                                   | Base Palissy         | Wikimedia Commons                                          |
| 30      | 2 lancettes À gauche : Notre-Dame de la Belle-Verrière A droite : Histoire des saints Antoine et Paul Oculus : Vierge allaitant | - Les poissonniers                           | 1180 1215-1220 Restauré XXe siècle par Gaudin et Petit  | Notice no IM28000465 | Baie 30 gauche sur Commons Baie 30 droite sur Commons      |
| 28      | 2 lancettes À gauche : Zodiaque et Travaux des mois A droite : Vie de la Vierge Oculus : Christ bénissant, Alpha et Omega       | Thibault VI, comte de Chartres Les vignerons | 1217-1220 Restauré XXe siècle par Gaudin et Mauret      | Notice no IM28000515 | Galerie du zodiaque sur Commons Baie 28 droite sur Commons |
| 26      | Verrière de l'Annonciation : 2 lancettes en grisaille Oculus : le Christ bénissant et trônant                                   | -                                            | XIIIe siècle Restauré XXe siècle par C. Lorin et Gaudin | Notice no PM28000821 | Baie 26 sur Commons                                        |

#### Chapelle de tous les Saints (24-20)

Chapelle de tous les Saints
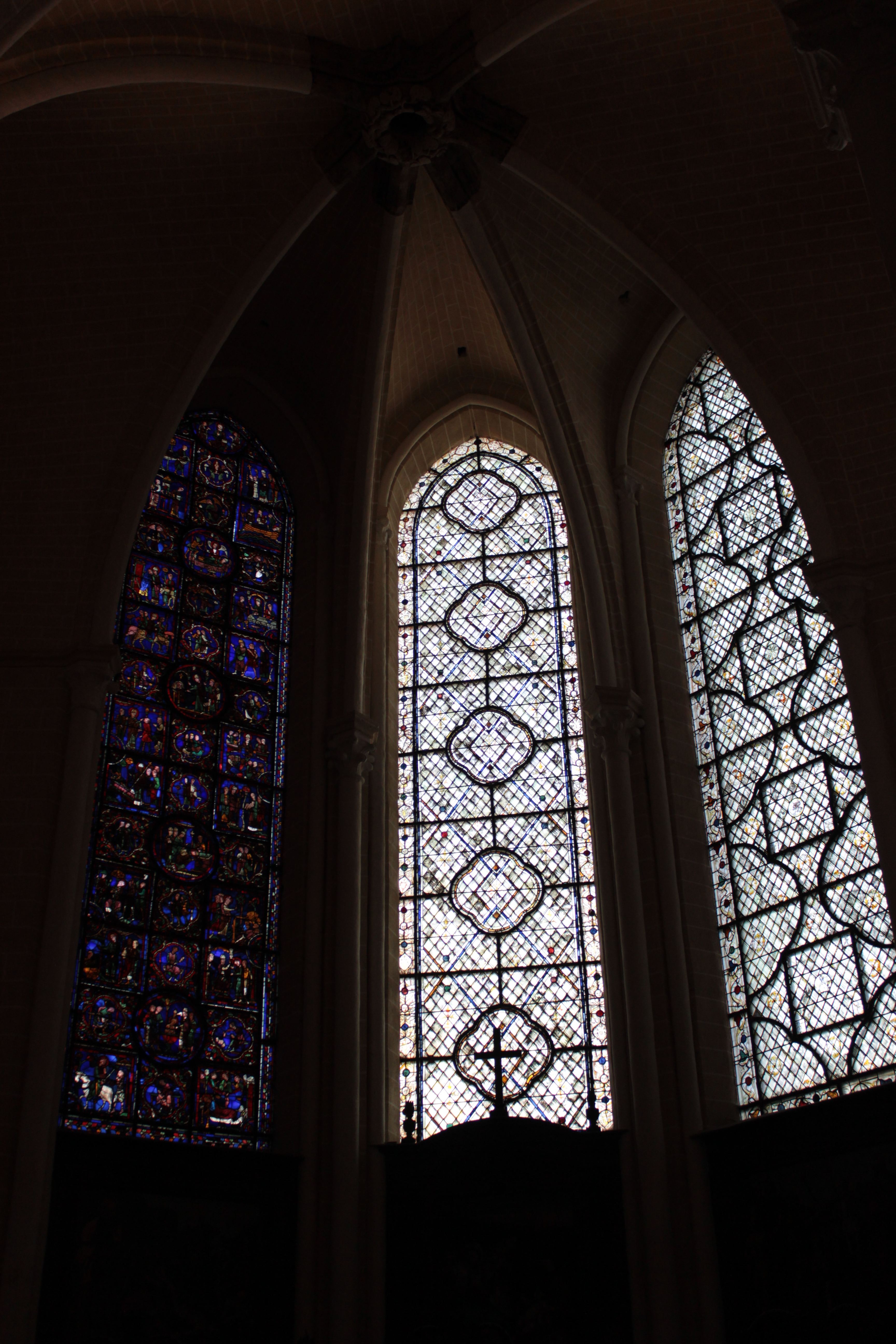
Chapelle de tous les Saints Baies 20, 22 et 24 (de gauche à droite).
Baie 20 Histoire de saint Martin.

| N° baie | Emplacement ou Nom du vitrail | Donateurs      | Dates                                                                      | Base Palissy         | Wikimedia Commons                       |
| ------- | ----------------------------- | -------------- | -------------------------------------------------------------------------- | -------------------- | --------------------------------------- |
|         | Chapelle de tous les saints   |                |                                                                            |                      | Chapelle de tous les saints sur Commons |
| 24      | Grisaille                     | -              | XVIe siècle avec éléments du XIIIe siècle Très restaurée en 1961 par Lorin | Notice no PM28000820 | Baie 24 sur Commons                     |
| 22      | Grisaille                     | -              | XVIe siècle avec éléments du XIIIe siècle Très restaurée en 1961 par Lorin | Notice no PM28000820 | Baie 22 sur Commons                     |
| 20      | Histoire de saint Martin      | Les corroyeurs | 1215-1225                                                                  | Notice no IM28000392 | Baie 20 sur Commons                     |

#### Chapelle des confesseurs (18-10)

Chapelle des confesseurs
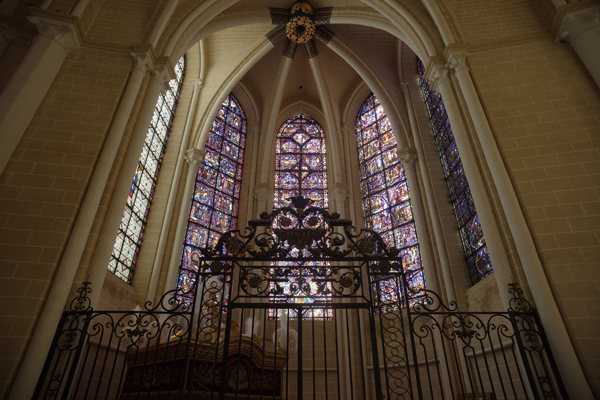
La chapelle des confesseurs.
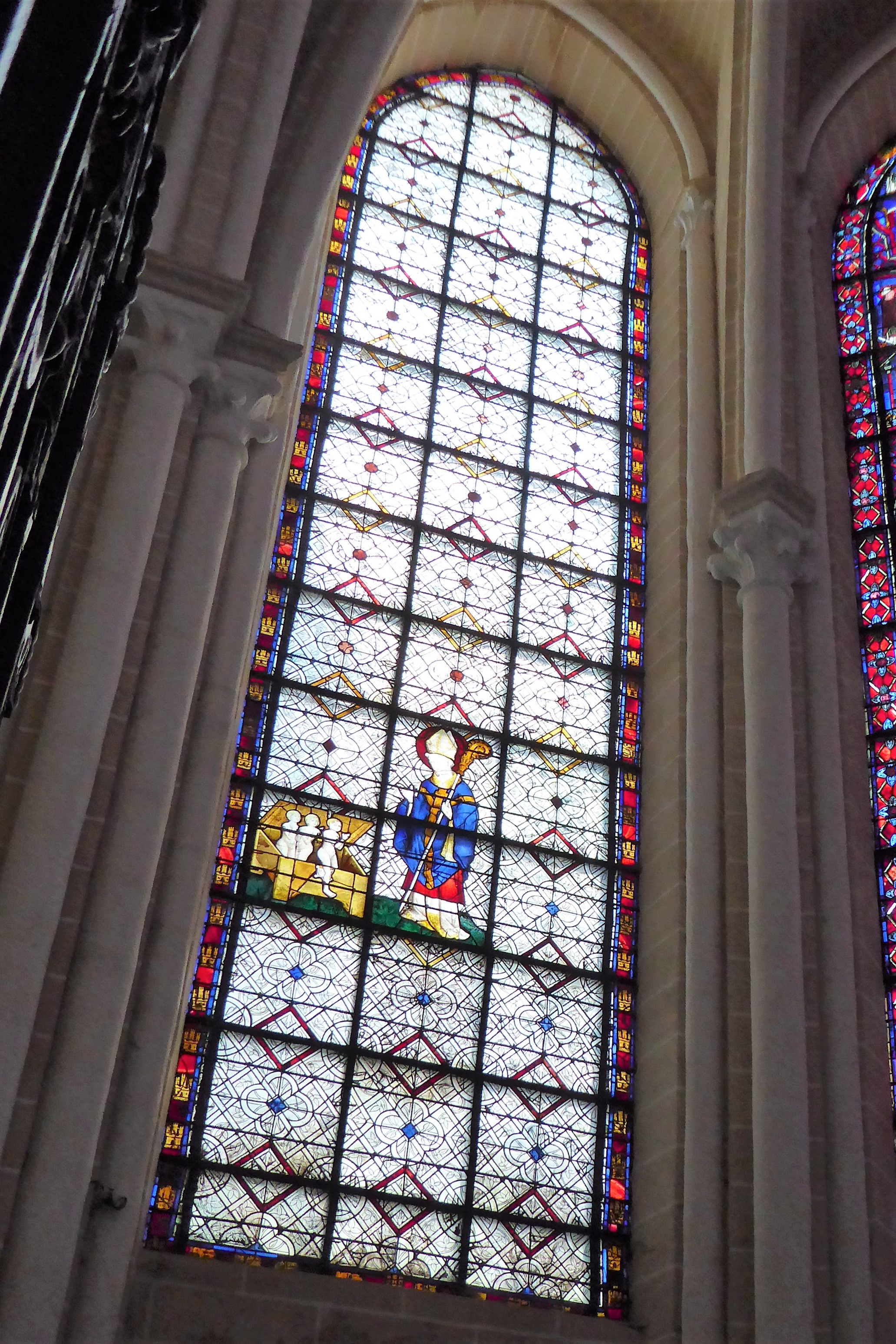
Baies 10 Grisaille, saint Nicolas.
Baie 12 Saint Rémi.
Baie 14 Saint Nicolas.
Baie 16 Saintes Marguerite et Catherine.
Baie 18 Saint Thomas Becket.

| N° baie | Emplacement ou Nom du vitrail                               | Donateurs    | Dates                                                                                             | Base Palissy         | Wikimedia Commons                    |
| ------- | ----------------------------------------------------------- | ------------ | ------------------------------------------------------------------------------------------------- | -------------------- | ------------------------------------ |
|         | Chapelle des confesseurs (chapelle absidiale ou rayonnante) |              |                                                                                                   |                      | Chapelle des confesseurs sur Commons |
| 18      | Histoire de saint Thomas Becket                             | Les tanneurs | 1215-1225 Restauré par Gaudin en 1921, Lorin en 1996                                              | Notice no IM28000393 | Baie 18 sur Commons                  |
| 16      | Histoire de sainte Marguerite Histoire de sainte Catherine  | -            | 1210-1225                                                                                         | Notice no PM28000818 | Baie 16 sur Commons                  |
| 14      | Histoire et miracles de saint Nicolas                       | -            | 1215-1225 5 panneaux inférieurs détruits en 1791, remplacés par Lorin en 1924                     | Notice no IM28000470 | Baie 14 sur Commons                  |
| 12      | Histoire de saint Rémi                                      | -            | 1210-1225                                                                                         | Notice no PM28000818 | Baie 12 sur Commons                  |
| 10      | Grisaille                                                   | -            | XIIIe siècle Restaurée en 1417 par Jean Périer avec ajout de saint Nicolas ressuscitant 3 enfants | Notice no IM28000518 | Baie 10 sur Commons                  |

#### Chapelle d'accès à la chapelle Saint-Piat (8-6)

Vitraux de la chapelle d'accès à la chapelle Saint-Piat
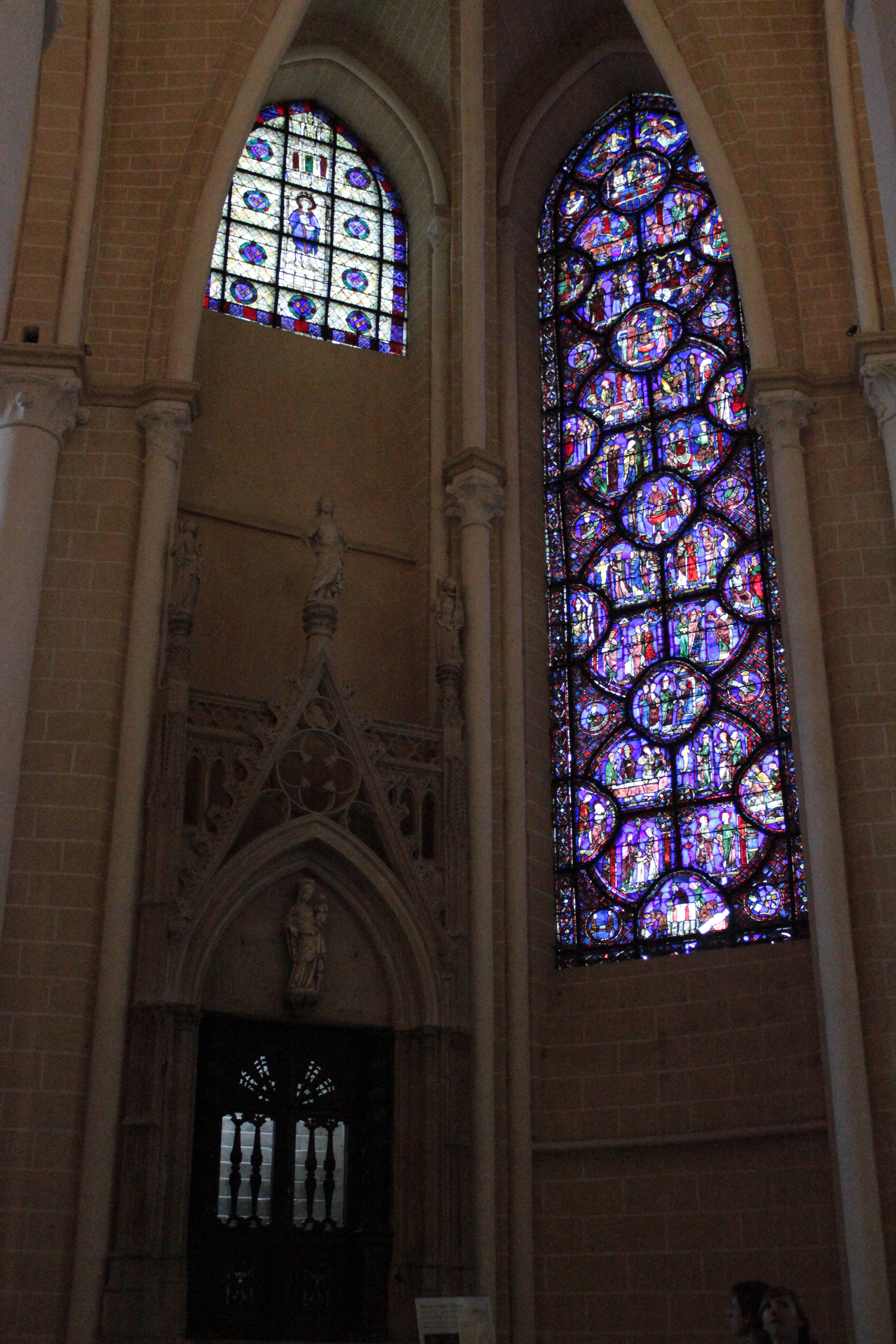
Baies 6 et 8 Chapelle murale d'accès à la chapelle Saint-Piat.
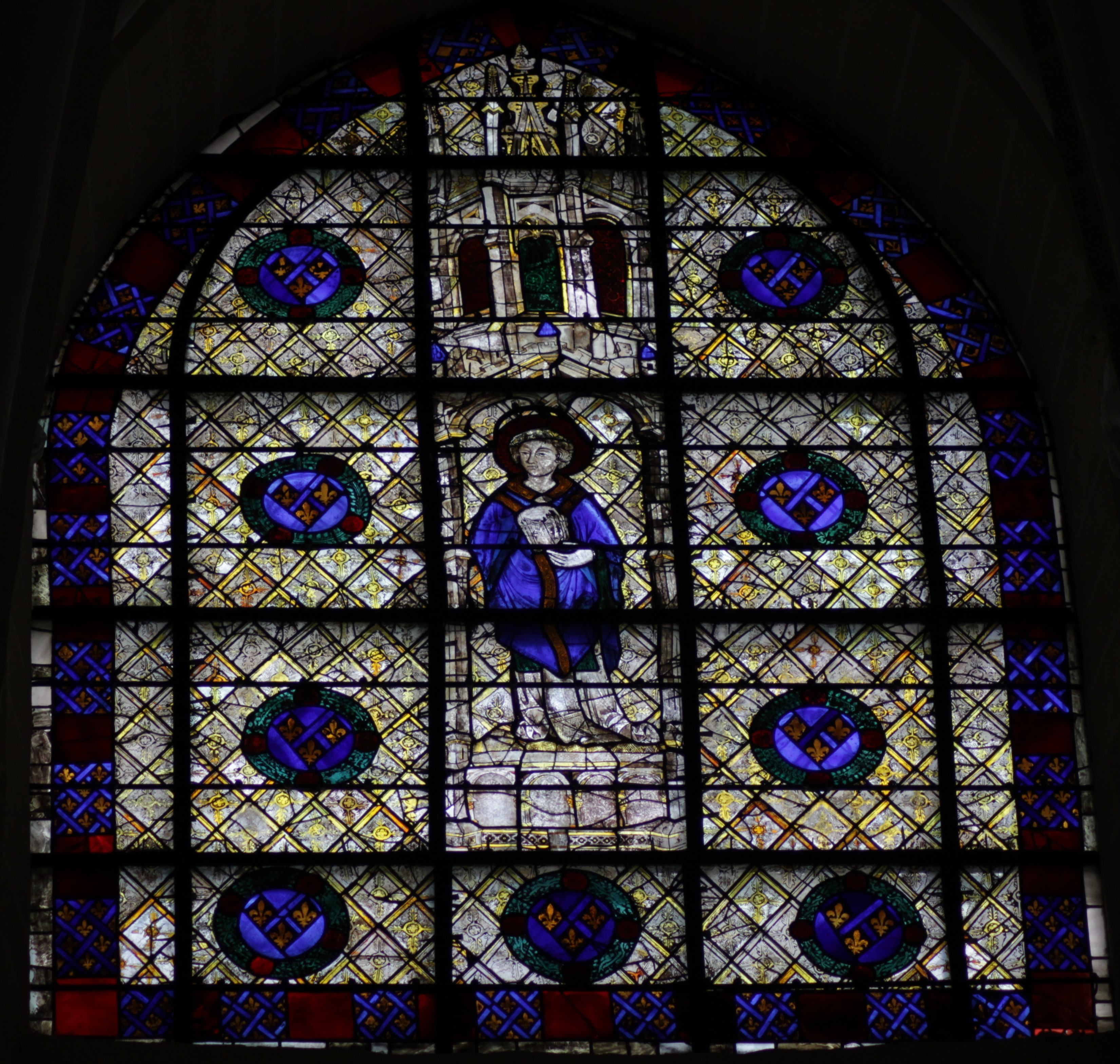
Baie 6 Grisaille : saint Piat tenant un livre, debout sur un socle et sous un dais.
Baie 8 Saint-Sylvestre.

| N° baie | Emplacement ou Nom du vitrail | Donateurs                         | Dates                                                | Base Palissy         | Wikimedia Commons  |
| ------- | ----------------------------- | --------------------------------- | ---------------------------------------------------- | -------------------- | ------------------ |
| 8       | Histoire de saint Silvestre   | Les maçons et tailleurs de pierre | 1210-1225 Restaurée par Gaudin en 1921, puis en 1999 | Notice no IM28000519 | Baie 8 sur Commons |
| 6       | Grisaille : saint Piat        | Jean II le Bon                    | 1350-1360 Restaurée par Gaudin en 1921               | Notice no PM28000819 | Baie 6 sur Commons |

#### Chapelle axiale (4-3)

Chapelle axiale des Apôtres
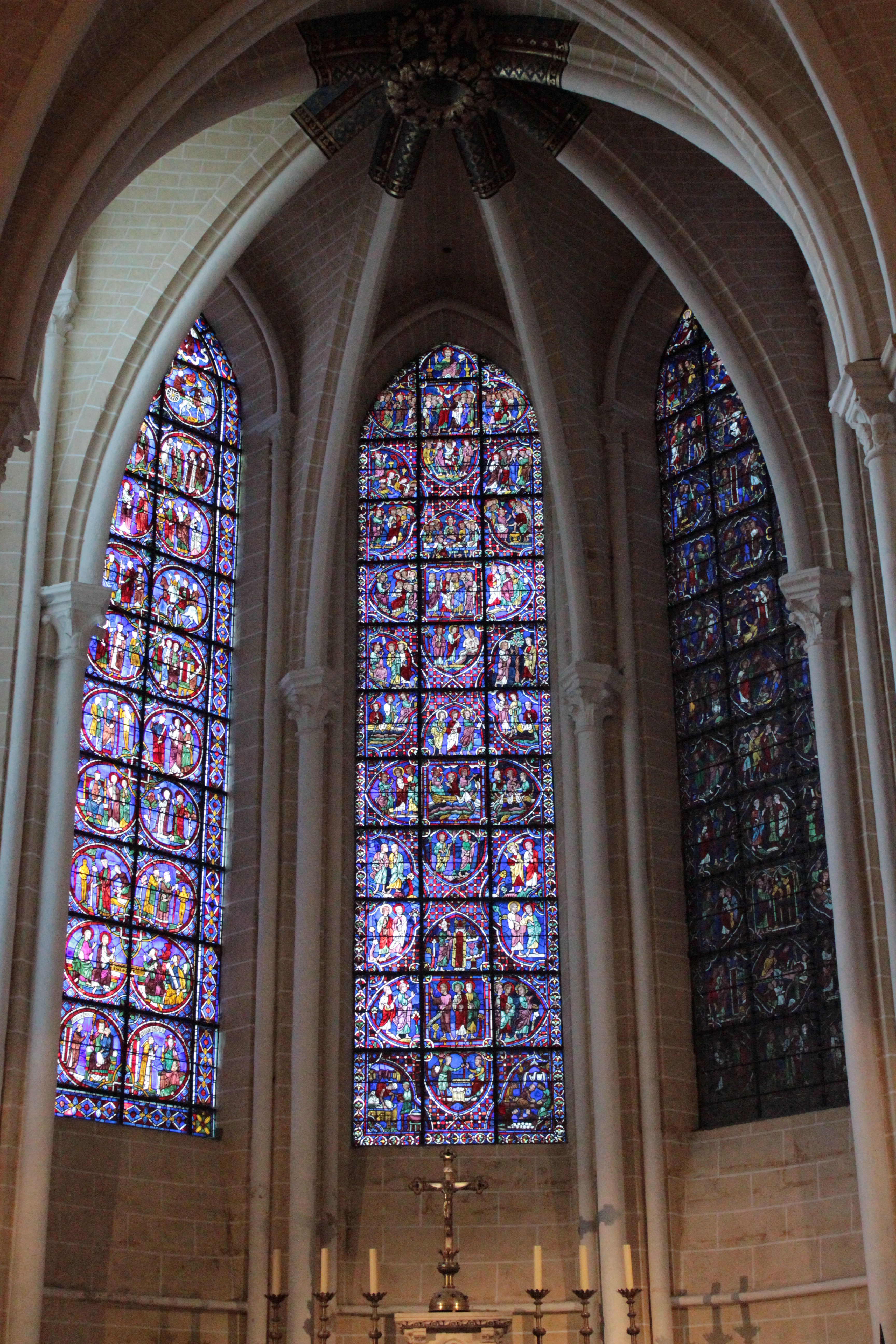
Baies 1, 0 et 2
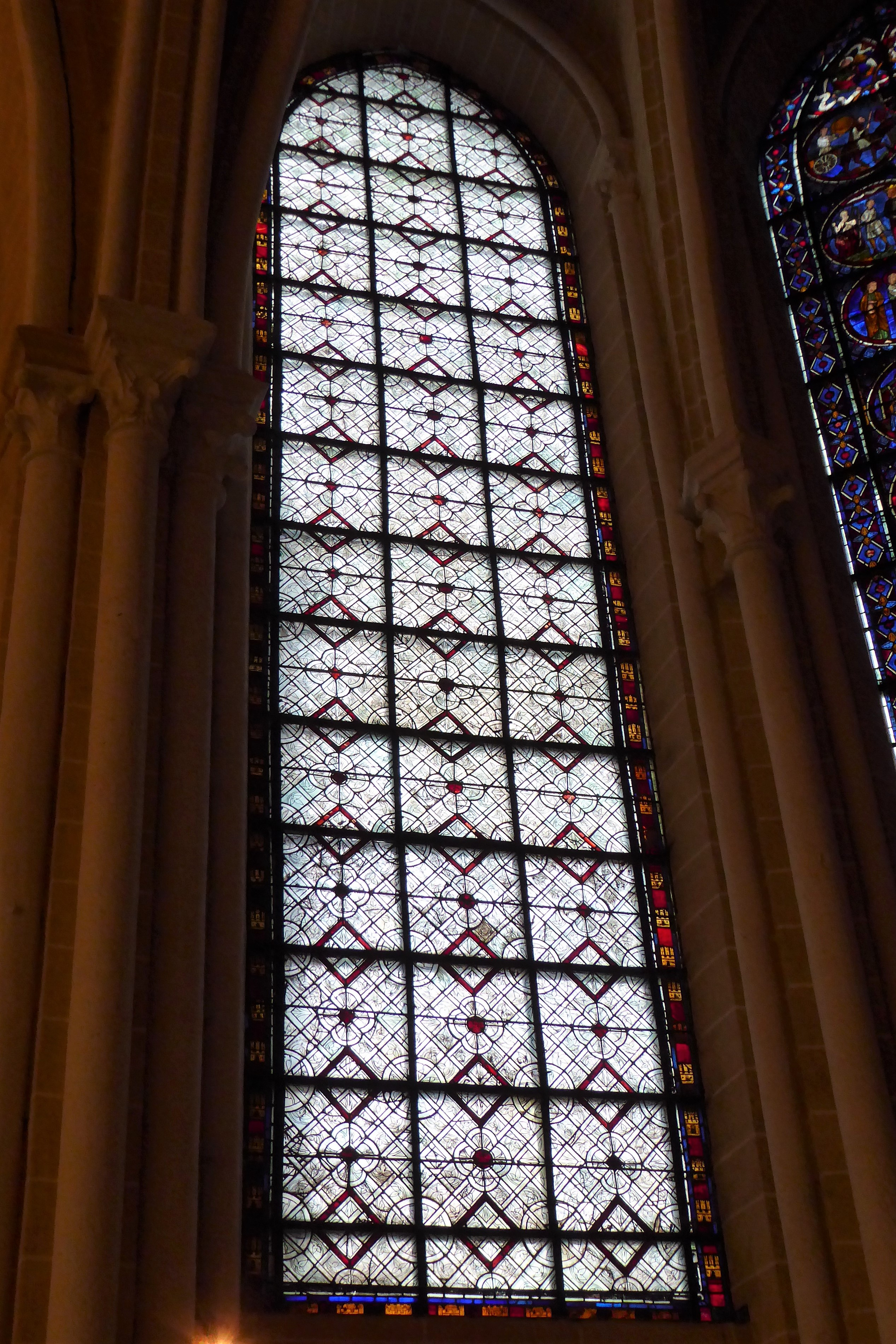
Baie 3 Grisaille.
Baie 1 Saints Simon et Jude.
Baie 0 Histoire des Apôtres.
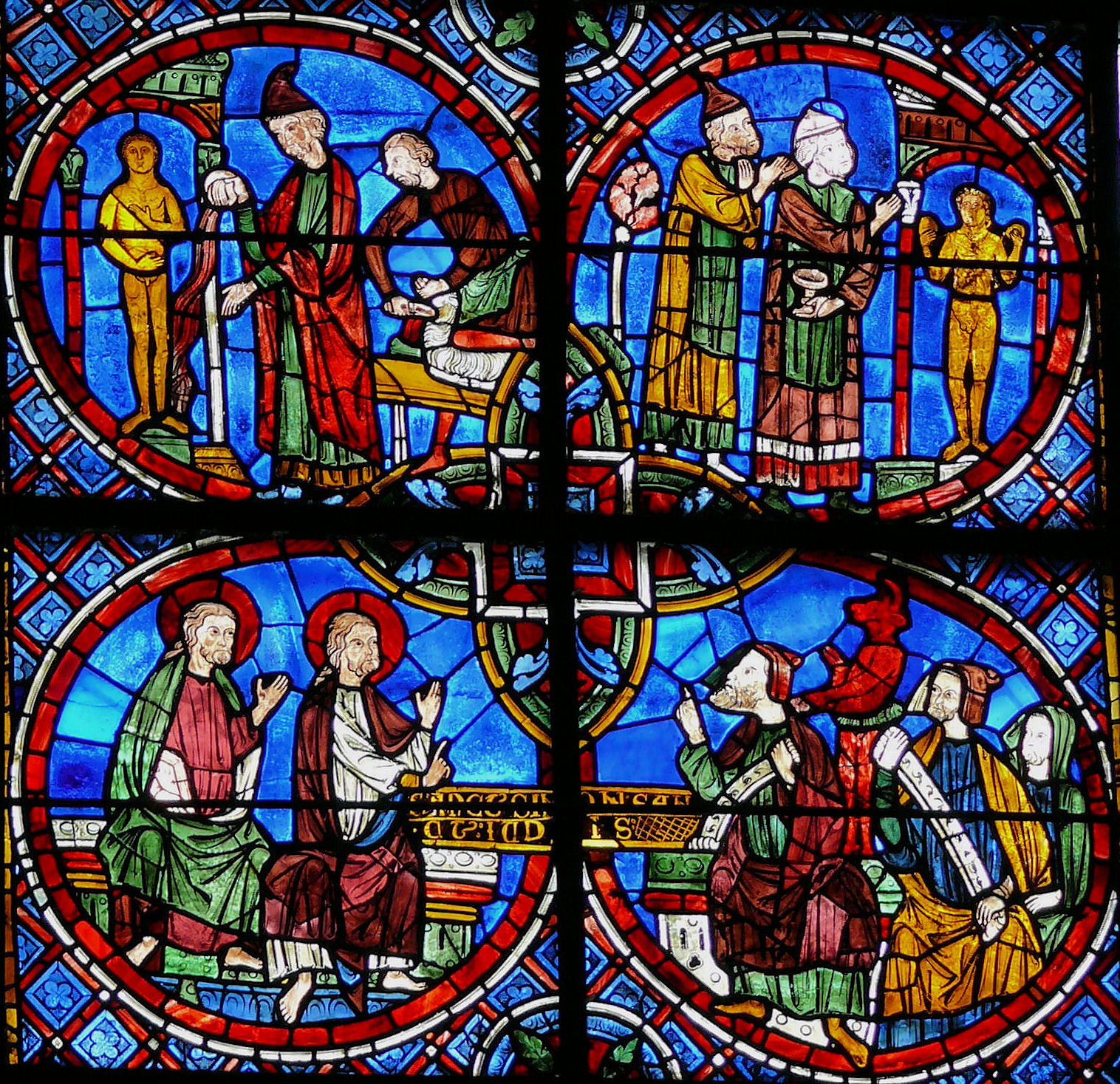
Baie 1 Histoire de saint Simon et de saint Jude.

| N° baie | Nom du vitrail                           | Donateurs                | Dates                                                                           | Base Palissy         | Wikimedia commons           |
| ------- | ---------------------------------------- | ------------------------ | ------------------------------------------------------------------------------- | -------------------- | --------------------------- |
|         | Chapelle axiale des Apôtres baies 4-3    |                          |                                                                                 |                      | Chapelle axiale sur Commons |
| 4       | Histoire de saint Paul                   | -                        | 1210-1225 Restaurée en 1872 par Coffetier, puis 1999                            | Notice no IM28000517 | Baie 4 sur Commons          |
| 2       | Histoire de saint André                  | -                        | 1210-1225 Restaurée en 1872 par Coffetier, puis en 1998-1999 par Petit          | Notice no IM28000398 | Baie 2 sur Commons          |
| 0       | Histoire des Apôtres                     | Les boulangers           | 1210-1225 Restaurée en 1872 par Coffetier, en 1921 par Lorin, puis en 1994-1995 | Notice no IM28000390 | Baie 0 sur Commons          |
| 1       | Histoire de saint Simon et de saint Jude | Le chanoine Henri Noblet | 1220-1225 Restaurée en 1921 par Lorin, puis en 2000-2001 par Petit              | Notice no IM28000399 | Baie 1 sur Commons          |
| 3       | Grisaille                                | -                        | XIIIe siècle Restaurée XXe siècle par C. Lorin et Gaudin                        | Notice no PM28000821 | Baie 3 sur Commons          |

La chapelle axiale est consacrée à la mission des Apôtres, ce qui constitue, dans le cadre de la cathédrale de Chartres dédiée à Notre-Dame, une originalité par rapport aux autres cathédrales dont la chapelle axiale est généralement consacrée à la Vierge. Cependant il est à noter qu'en 1208, le pape Innocent III lance la croisade contre les Albigeois et rappelle, à cette occasion, la mission des apôtres dont les évêques sont les successeurs.

#### Chapelle murale (5 et 7)

Chapelle murale des baies 7 et 5
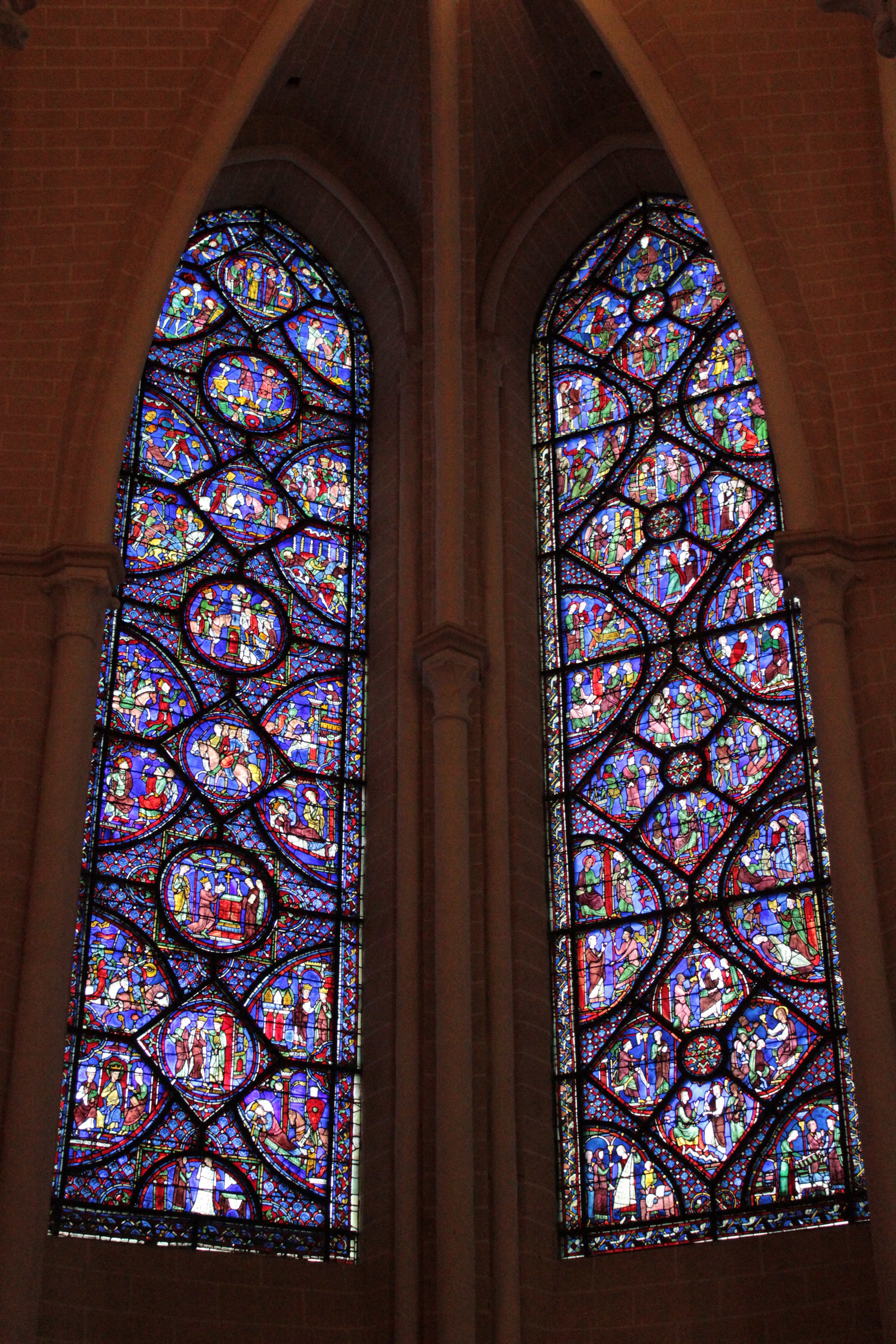
Baies 7 et 5.
Baie 7 Charlemagne.
Baie 5 Saint Jacques le Majeur.

| N° baie | Emplacement ou Nom du vitrail       | Donateurs                 | Dates                                                                                       | Base Palissy         | Wikimedia Commons               |
| ------- | ----------------------------------- | ------------------------- | ------------------------------------------------------------------------------------------- | -------------------- | ------------------------------- |
|         | Chapelle murale baies 5 et 7        |                           |                                                                                             |                      | Chapelle murale 5-7 sur Commons |
| 5       | Histoire de saint Jacques le Majeur | Les fourreurs et drapiers | 1210-1225 Restaurée en 1921 par Lorin, puis en 1994-1995 par l'atelier Avice-France Vitrail | Notice no IM28000391 | Baie 5 sur Commons              |
| 7       | Histoire de Charlemagne             | Les pelletiers            | 1225 Restaurée par Lorin en 1921, puis en 1999                                              | Notice no IM28000516 | Baie 7 sur Commons              |

#### Chapelle des Martyrs (9-17)

Chapelle des Martyrs
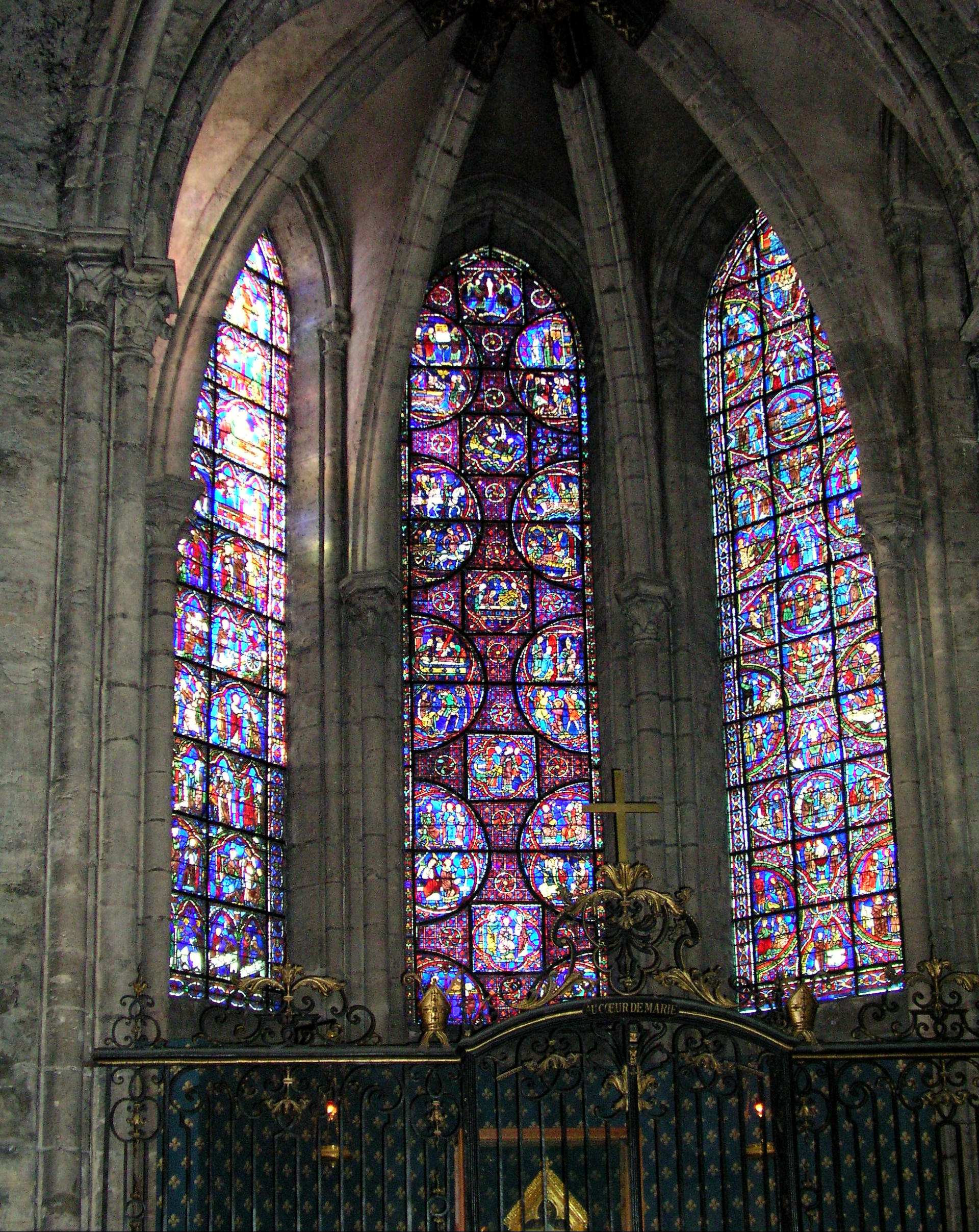
Chapelle des Martyrs (Baies 15, 13, 11).
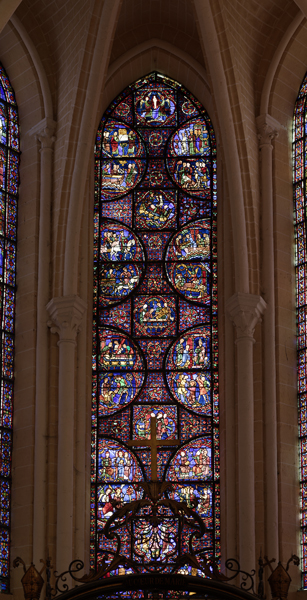
Baie 13 Histoire de saint Étienne.
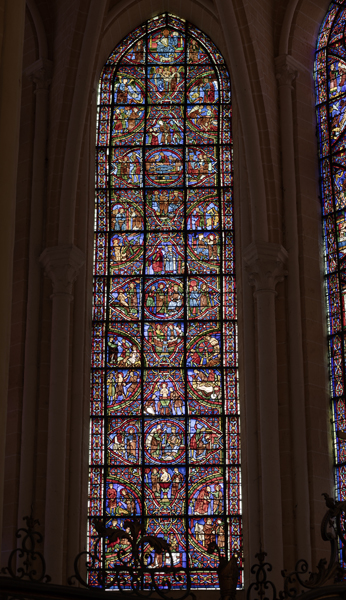
Baie 11 Histoire de saint Pantaléon.

| N° baie | Emplacement ou Nom du vitrail                           | Donateurs                             | Dates | Base Palissy         | Wikimedia Commons                |
| ------- | ------------------------------------------------------- | ------------------------------------- | --- | -------------------- | -------------------------------- |
|         | Chapelle des martyrs (chapelle absidiale ou rayonnante) |                                       | |                      | Chapelle des martyrs sur Commons |
| 9       | Histoire des saints Théodore et Vincent                 | -                                     | 1210-1225 | Notice no PM28000818 | Baie 9 sur Commons               |
| 11      | Histoire de saint Pantaléon                             | Nicolas Li (ou Le) Sesne              | 1220-1225 Restaurée en 1921 par Lorin, en 2000-2001 par Avice-France Vitrail                                                     | Notice no IM28000396 | Baie 11 sur Commons              |
| 13      | Histoire de saint Étienne                               | Les cordonniers                       | 1220-1225 Restaurée au XVe siècle (bordure inférieure supprimée), en 1922 par Lorin, en 1999-2000 par Avice-France Vitrail       | Notice no IM28000394 | Baie 13 sur Commons              |
| 15      | Histoire de saint Chéron                                | Les tailleurs de pierre et sculpteurs | 1220-1225 Restaurée au XVIIe siècle, un panneau restauré en 1915, ensemble restauré en 1922 par Lorin, et en 1998-1999 par Petit | Notice no IM28000395 | Baie 15 sur Commons              |
| 17      | Histoire des saints Savinien et Potentien               | -                                     | 1210-1225 | Notice no PM28000818 | Baie 17 sur Commons              |

#### Chapelle murale (19 à 23)

Chapelle murale des baies 23, 21 et 19
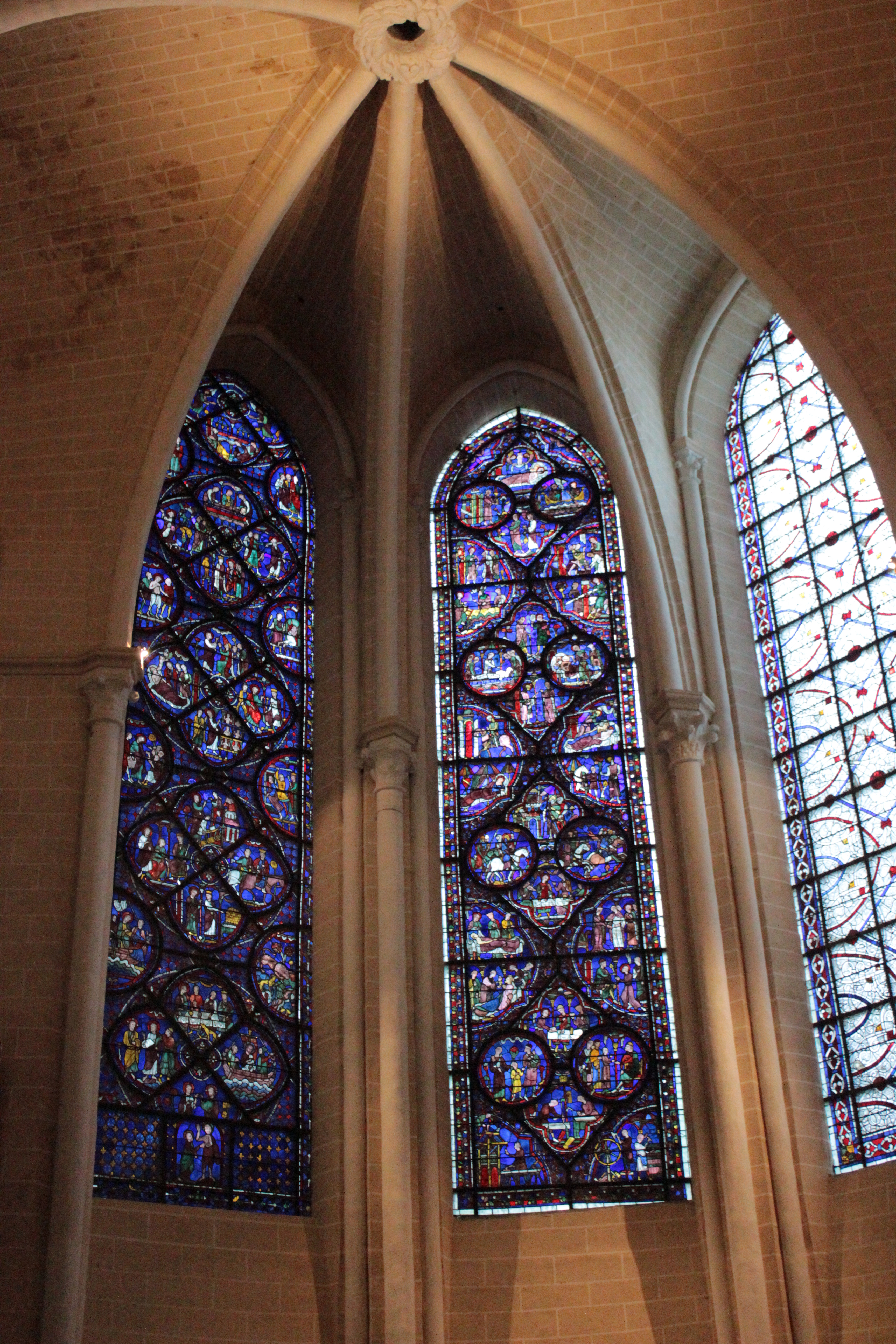
Chapelle murale : Baies 23, 21 et 19 (de gauche à droite).
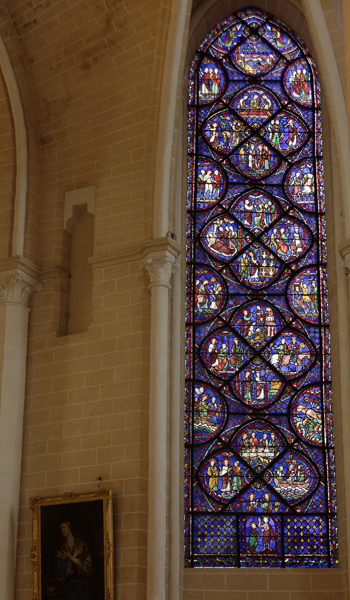
Baie 23 Histoire de saint Thomas.
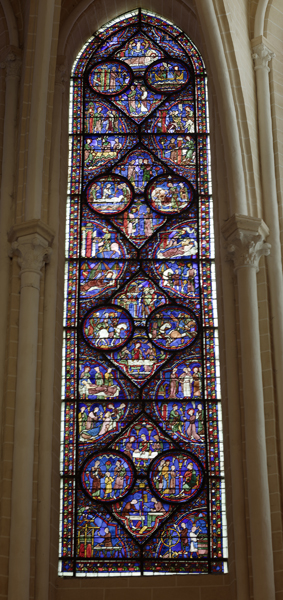
Baie 21 Histoire de saint Julien.
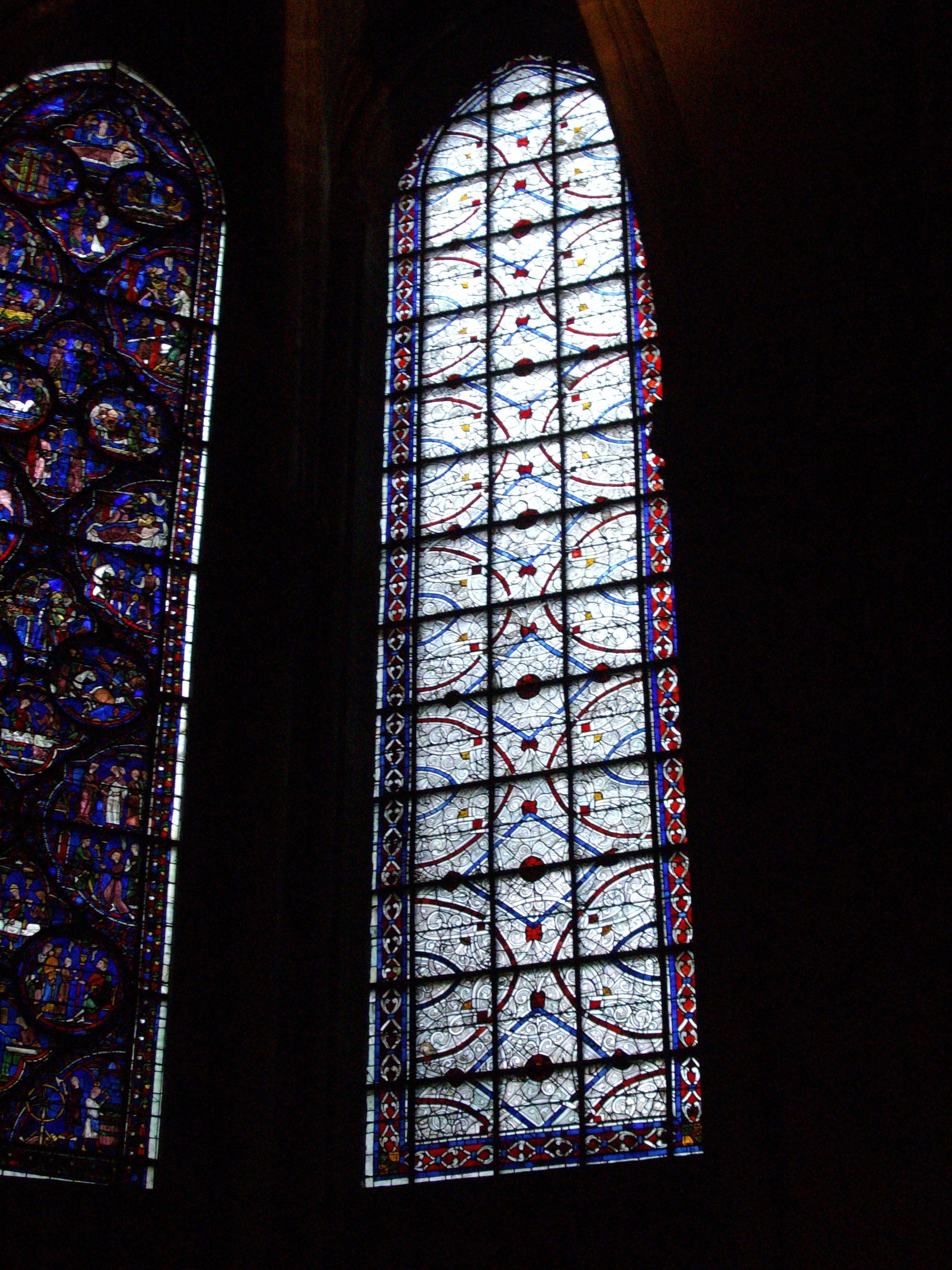
Baie 19 Grisaille.

| N° baie | Emplacement ou Nom du vitrail          | Donateurs | Dates                                                                    | Base Palissy         | Wikimedia Commons                     |
| ------- | -------------------------------------- | --------- | ------------------------------------------------------------------------ | -------------------- | ------------------------------------- |
|         | Chapelle murale (19 à 23)              |           |                                                                          |                      | Chapelle murale (19 à 23) sur Commons |
| 19      | Grisaille                              | -         | vers 1240 Restaurée XXe siècle par C.Lorin et Gaudin                     | Notice no PM28000821 | Baie 19 sur Commons                   |
| 21      | Histoire de saint Julien l'Hospitalier | -         | 1210-1225 Restaurée fin XIXe siècle-début XXe siècle par Lorin et Gaudin | Notice no PM28000818 | Baie 21 sur Commons                   |
| 23      | Histoire de saint Thomas               | -         | 1210-1240 Restaurée fin XIXe siècle-début XXe siècle par Lorin et Gaudin | Notice no PM28000818 | Baie 23 sur Commons                   |

#### Déambulatoire nord (25-29)

Déambulatoire nord
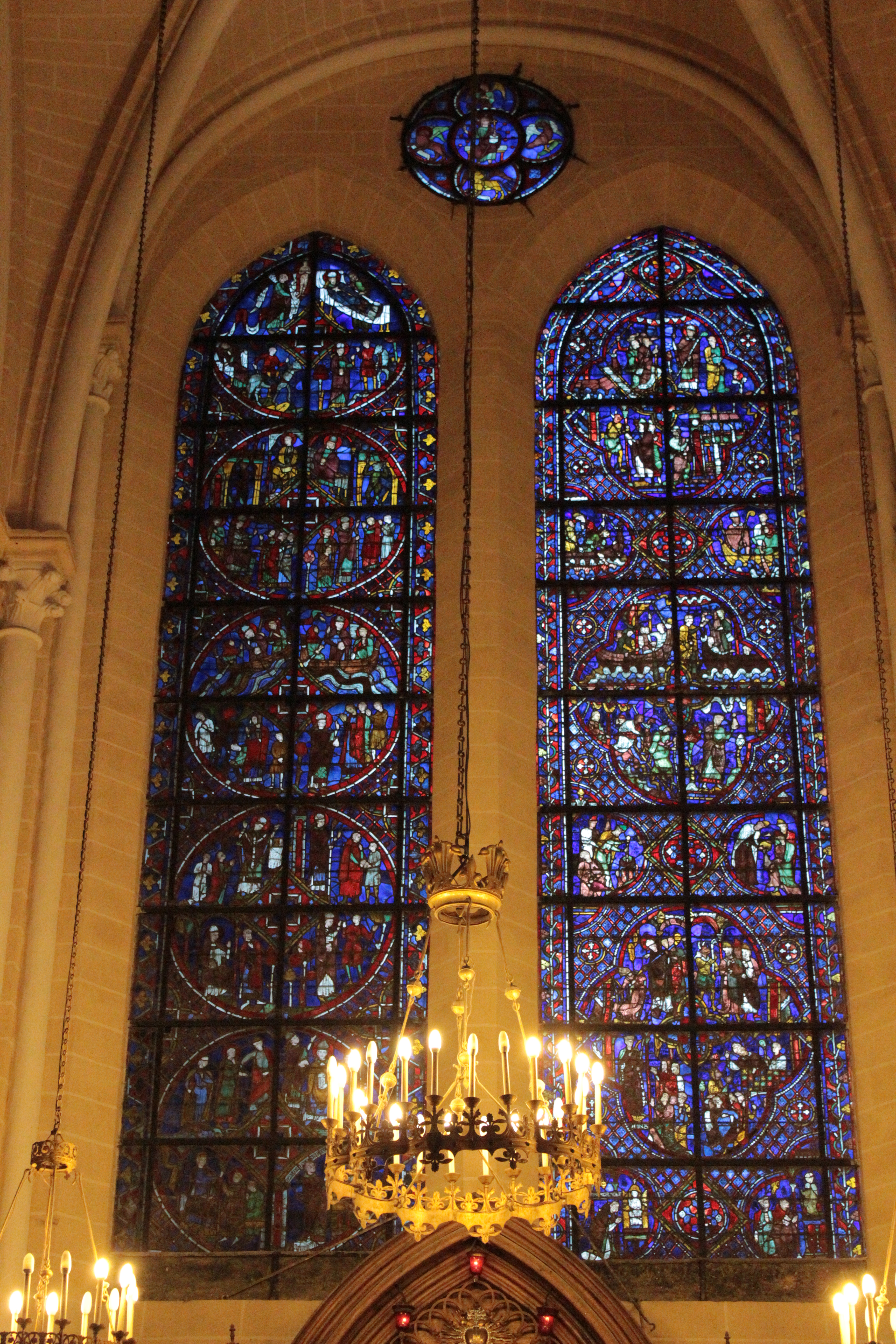
Baie 29 Chapelle Notre-Dame du Pilier.
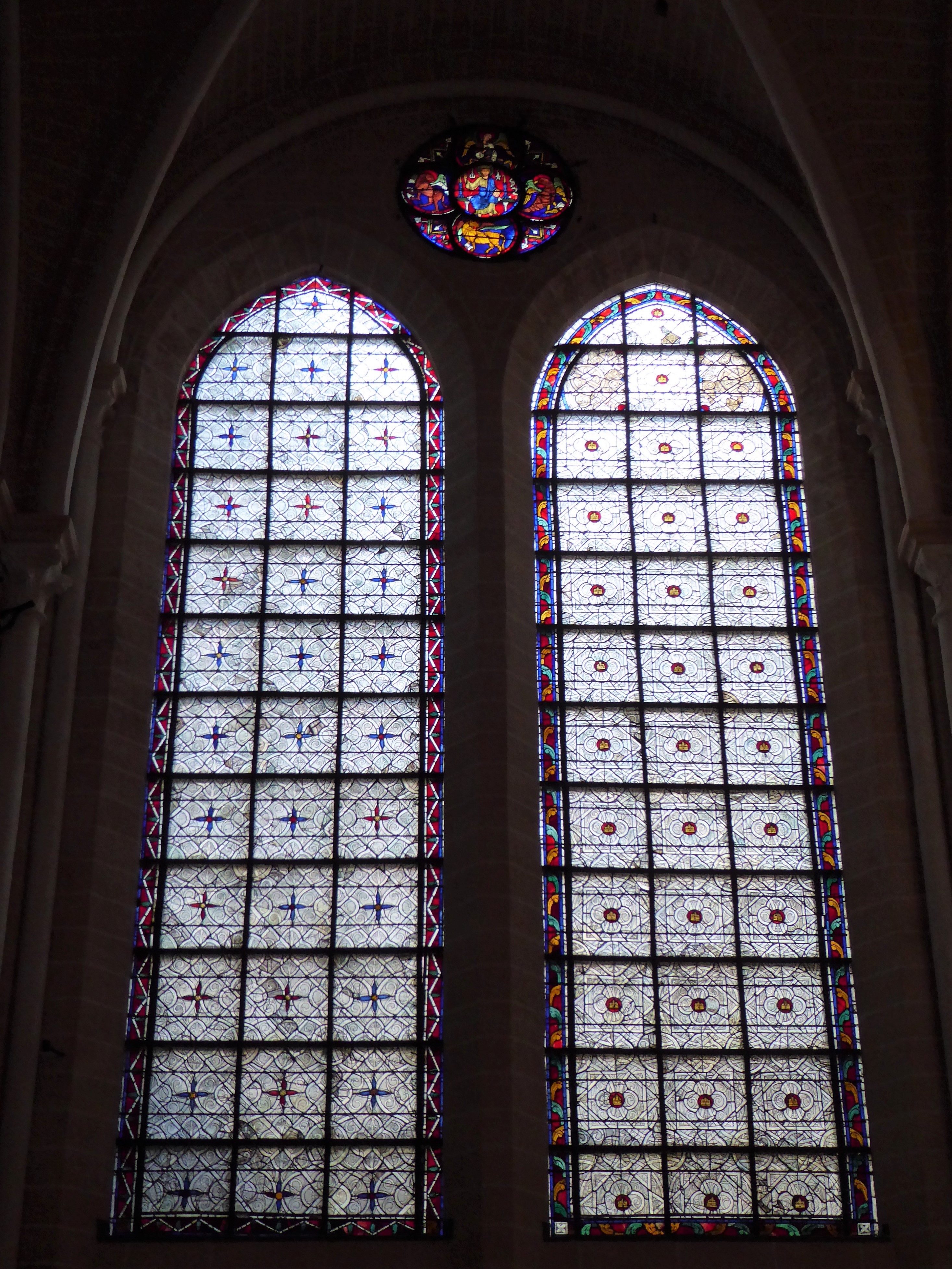
Baie 27 Grisaille, au-dessus de la sacristie.
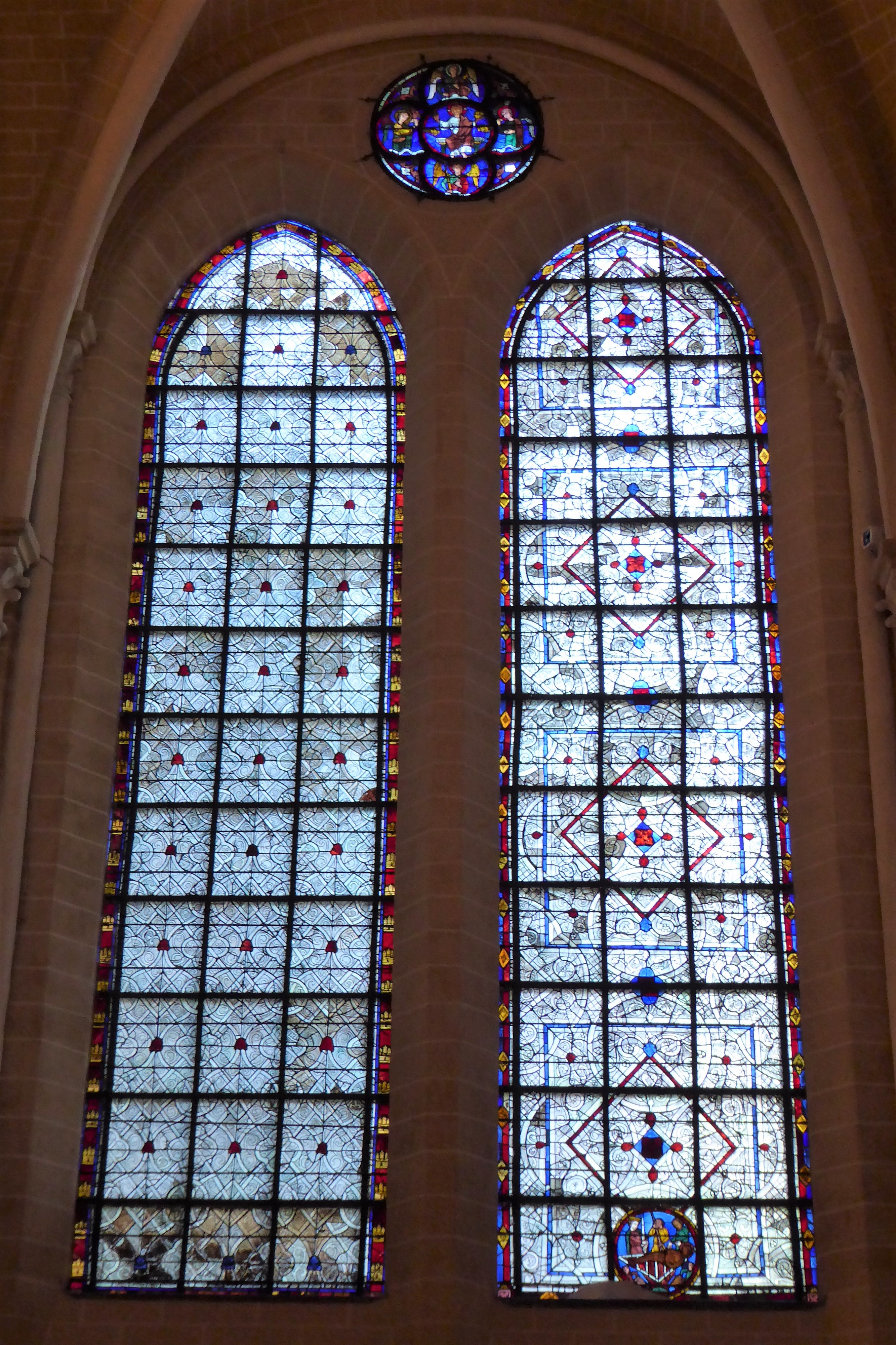
Baie 25 Grisaille décorative.

| N° baie | Emplacement ou Nom du vitrail | Donateurs                                                    | Dates | Base Palissy         | Wikimedia Commons                |
| ------- | --- | ------------------------------------------------------------ | --- | -------------------- | -------------------------------- |
| 25      | 2 lancettes en grisaille surmontées d'un oculus représentant le Christ bénissant et trônant                                                           | -                                                            | 1230-1250 Restaurée début XXe siècle par C. Lorin et Gaudin                                                                                             | Notice no PM28000821 | Baie 25 sur Commons              |
| 27      | 2 lancettes en grisaille surmontées d'un oculus représentant le Christ bénissant et trônant                                                           | -                                                            | 1230-1250 Restaurée début XXe siècle par C. Lorin et Gaudin                                                                                             | Notice no PM28000821 | Baie 27 sur Commons              |
|         | |                                                              | |                      |                                  |
|         | Chapelle Notre-Dame du Pilier |                                                              | |                      | Notre-Dame du Pilier sur Commons |
| 29      | 2 lancettes À gauche : histoire de saint Germain l'Auxerrois À droite : les miracles de saint Nicolas Oculus : le Christ bénissant et un tétramorphe. | Le chanoine Geoffroy Chardonel Le chanoine Étienne Chardonel | 1225-1235 Les 2 lancettes restaurées en 1919 par Lorin, lancette gauche restaurée en 1925, ensemble restauré en 1999 par Avice-France Vitrail (Le Mans) | Notice no IM28000521 | Baie 29 sur Commons              |

### Transept nord
Dans la partie nord du transept, la baie 31 date de 1971 et la baie 33 comporte des fragments de panneaux des XIIe et XIIIe siècles remontés avec des éléments modernes en 1964.

Verrières basses du transept nord
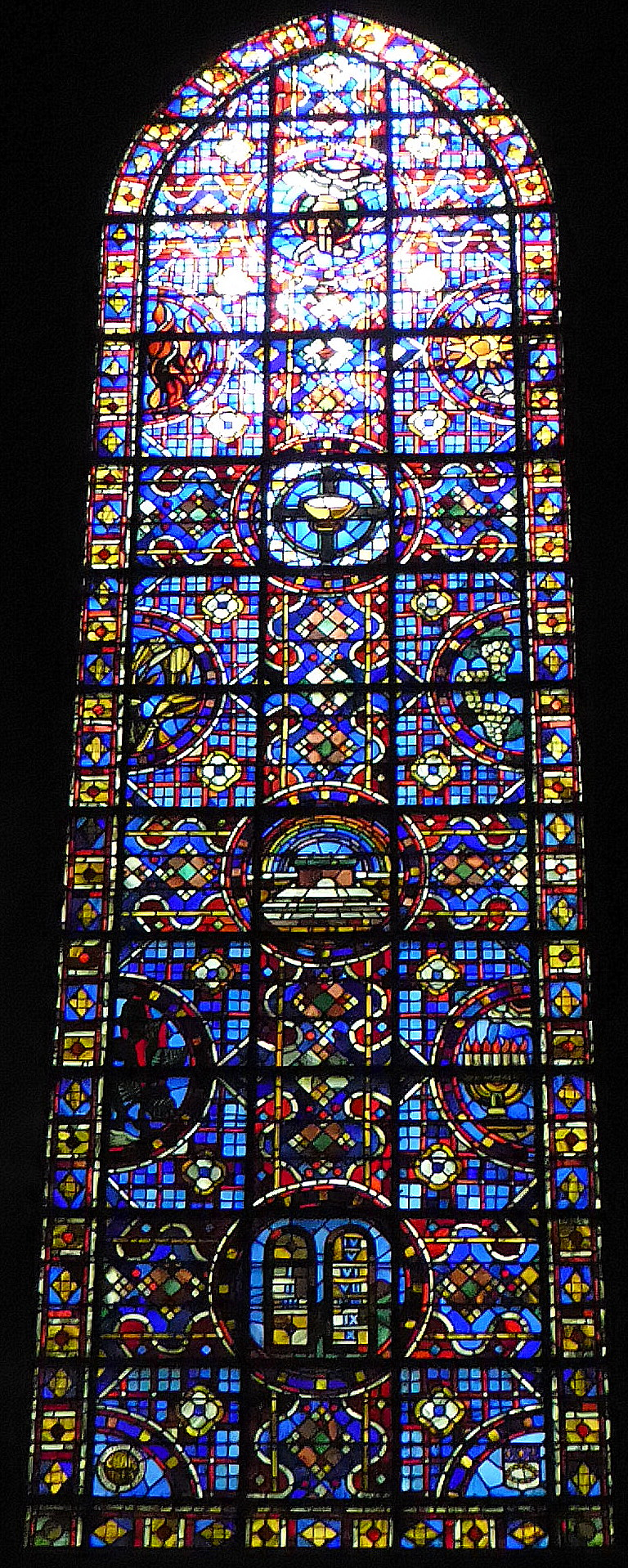
Baie 31 (nord-est) Verrière de la réconciliation entre Dieu et les hommes.
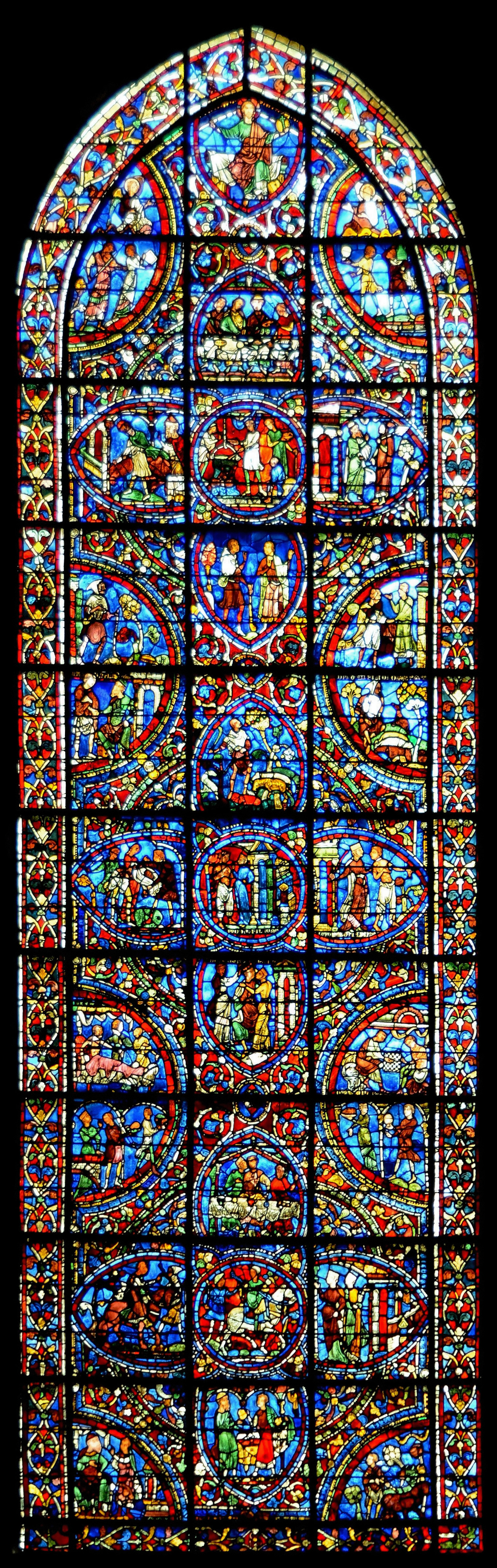
Baie 35 (nord-ouest) Parabole du Fils prodigue.
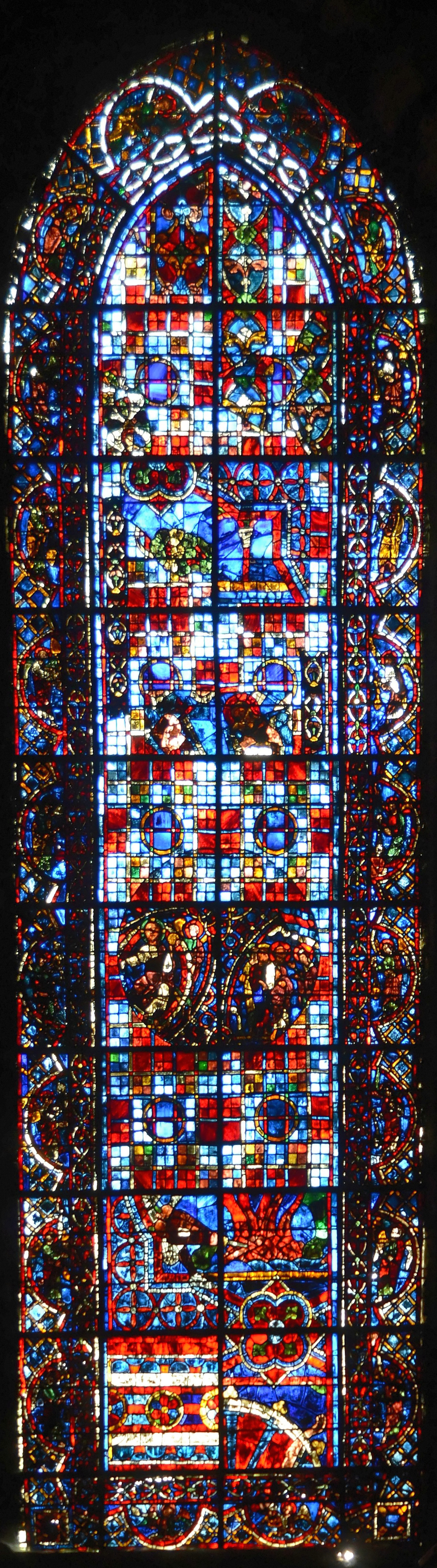
Baie 33 (nord-ouest) Décor végétal.

| N° baie | Nom du vitrail                                                    | Donateurs                                                   | Dates                                                                                  | Base Palissy         | Wikimedia Commons   |
| ------- | ----------------------------------------------------------------- | ----------------------------------------------------------- | -------------------------------------------------------------------------------------- | -------------------- | ------------------- |
| 31      | Verrière symbolique de la réconciliation entre Dieu et les hommes | Association allemande des Amis de la cathédrale de Chartres | 1971 Atelier Lorin                                                                     | Notice no PM28000807 | Baie 31 sur Commons |
| 33      | Décor végétal                                                     | -                                                           | Fragments du XIIe et XIIIe siècles, inclus en 1964 dans éléments modernes par F. Lorin | Notice no PM28000807 | Baie 33 sur Commons |
| 35      | Parabole du Fils prodigue                                         | -                                                           | 1205-1215 Restaurée en 1923 par Lorin, puis dans les années 1980                       | Notice no IM28000467 | Baie 35 sur Commons |

### Nord de la nef
Contrairement aux autres verrières, le vitrail de la Passion et de la Rédemption (baie no 37) se lit de haut en bas.

Vitraux du nord de la nef vue de l'intérieur : baies 47, 41, 39 et 37
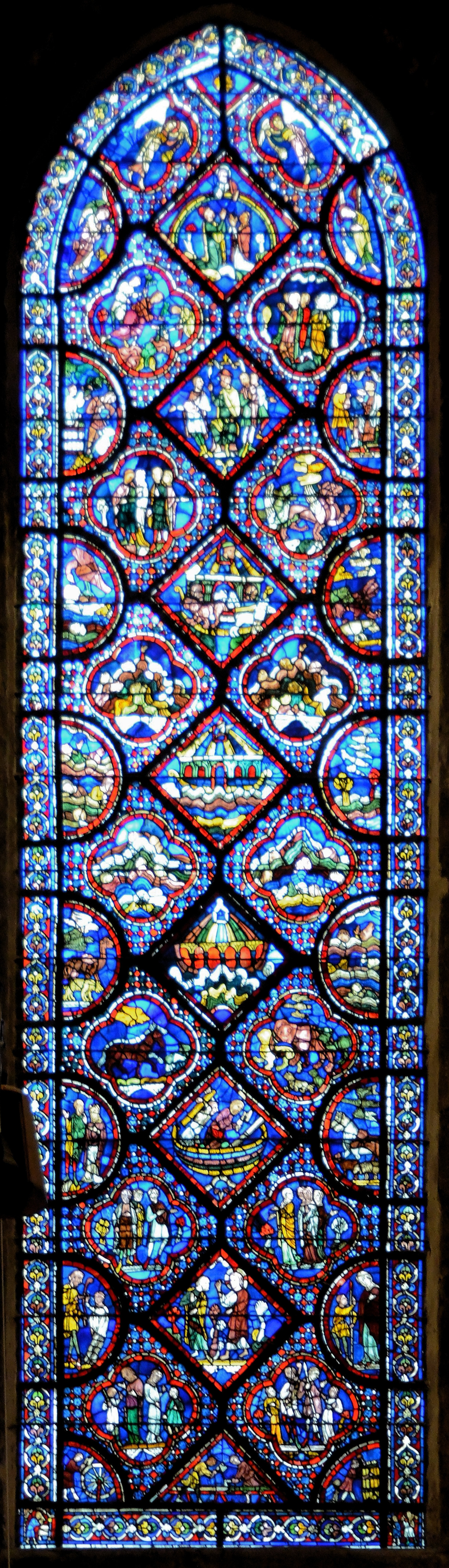
Baie 47 Histoire de Noé.
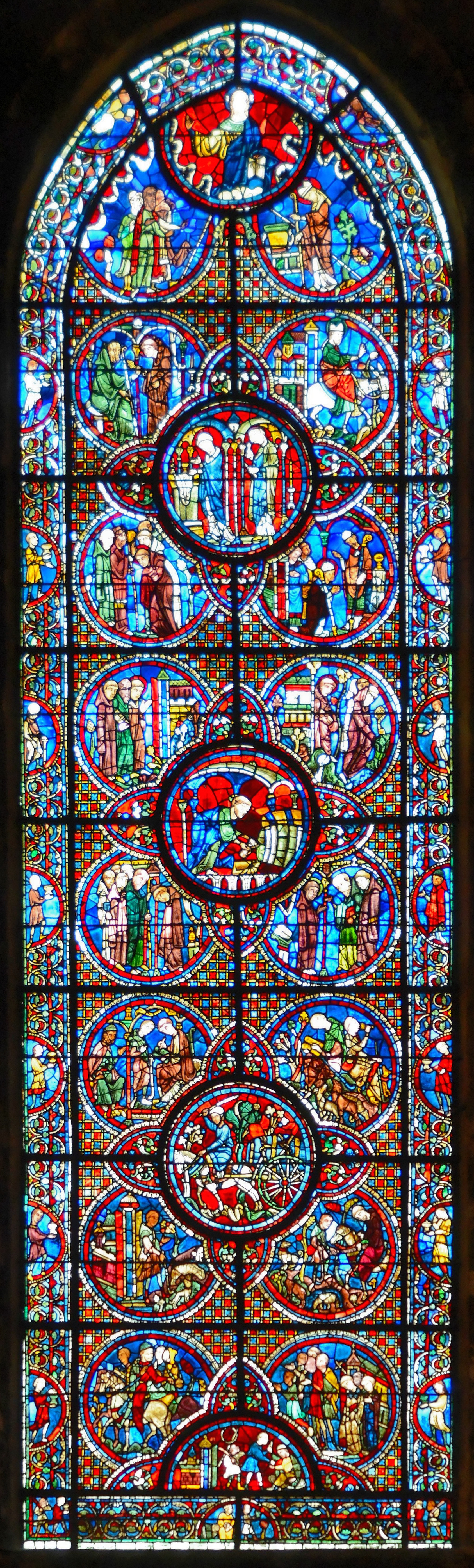
Baie 45 Histoire de saint Lubin.
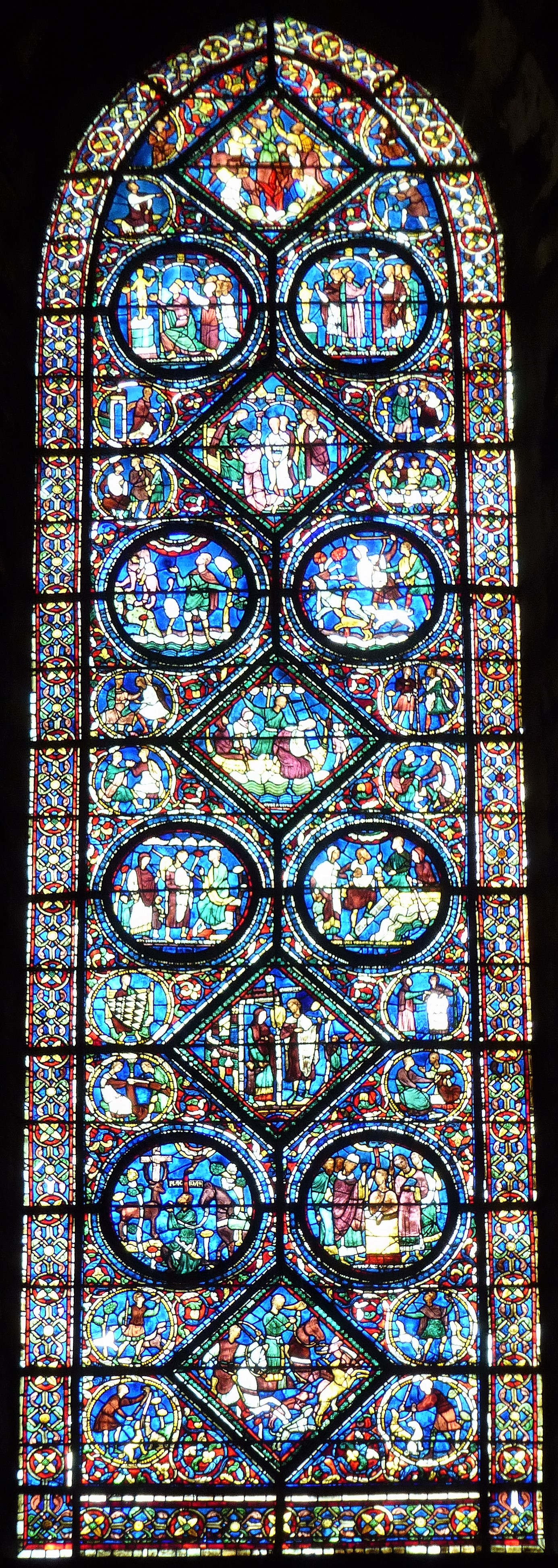
Baie 43 Histoire de saint Eustache.
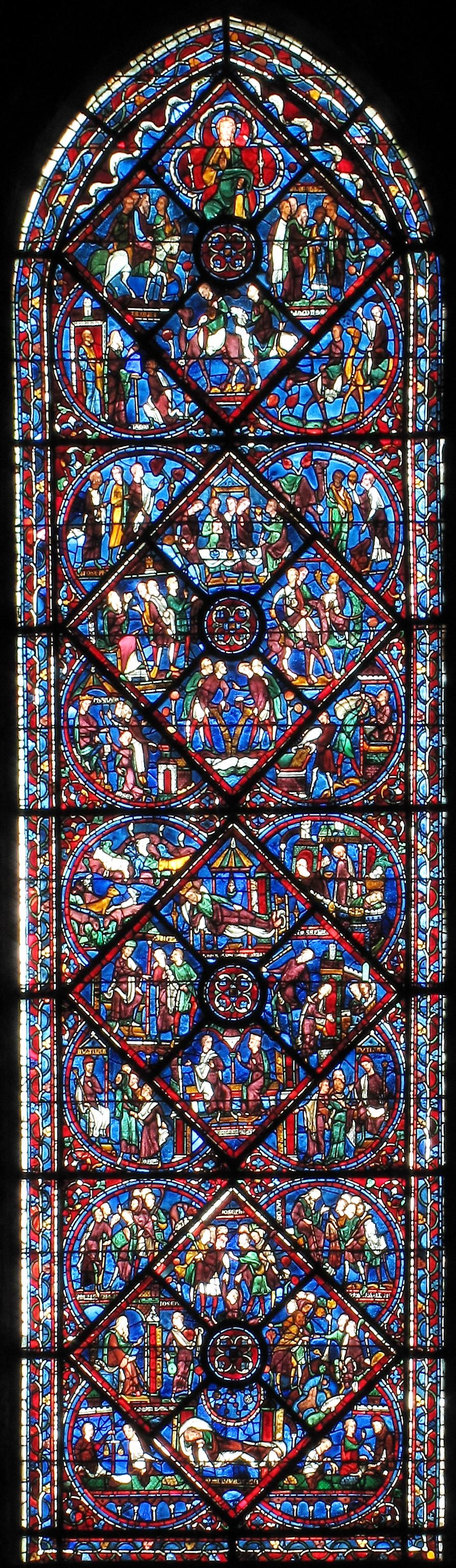
Baie 41 Histoire de Joseph.
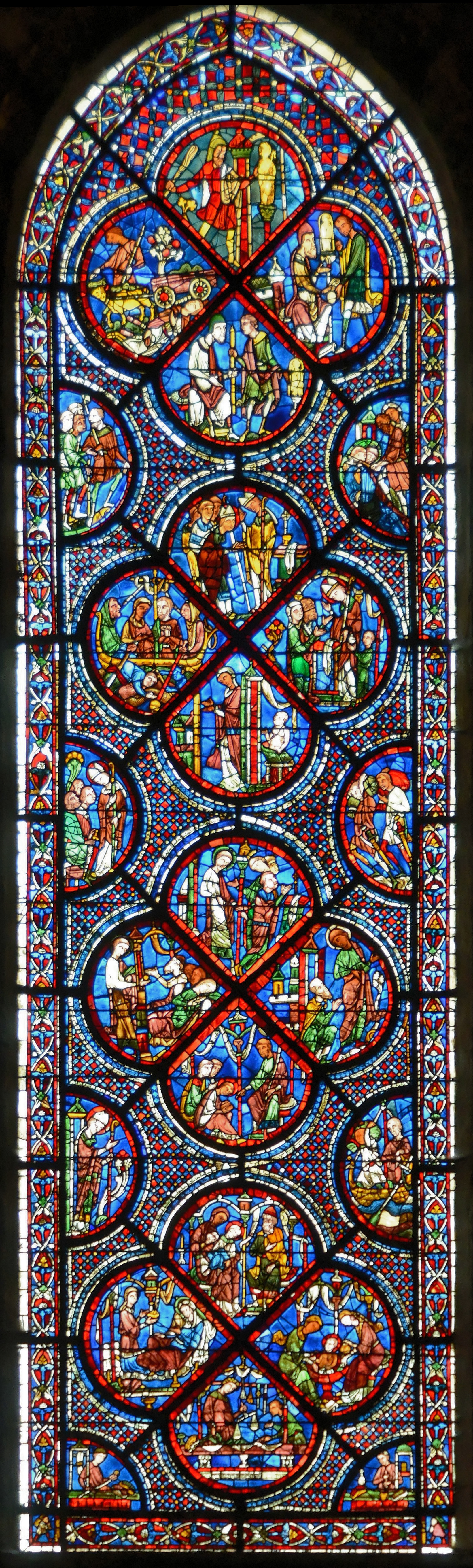
Baie 39 Histoire et miracles de saint Nicolas.
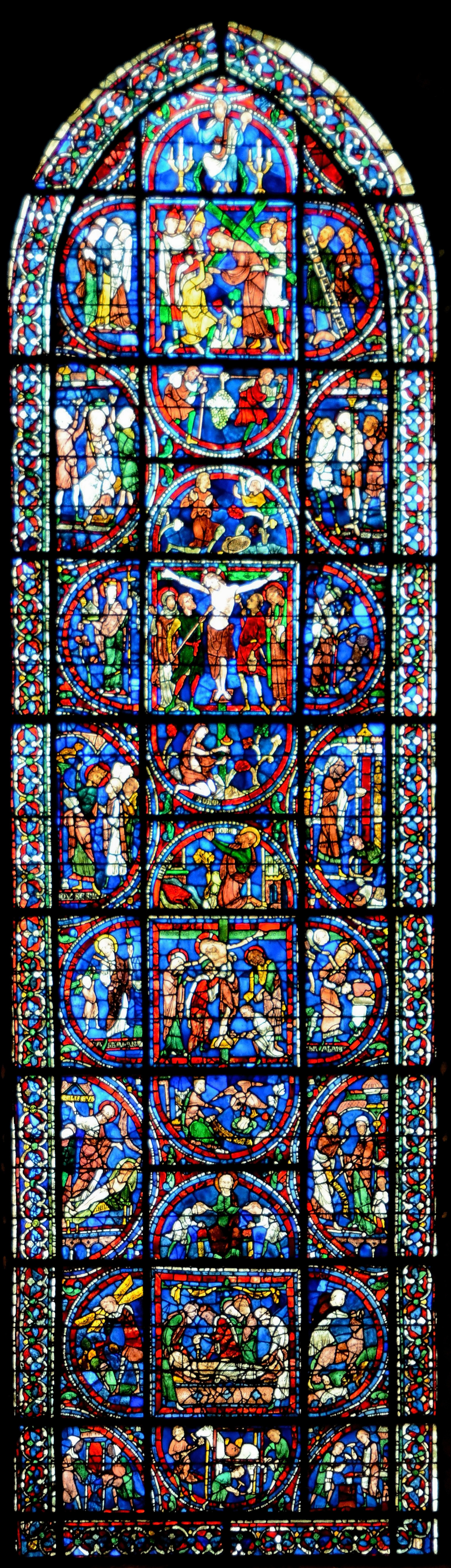
Baie 37 Passion - Descente de la Croix.

| N° baie | Nom du vitrail                        | Donateurs                                | Dates                                                                                             | Base Palissy         | Wikimedia Commons   |
| ------- | ------------------------------------- | ---------------------------------------- | ------------------------------------------------------------------------------------------------- | -------------------- | ------------------- |
| 37      | La Passion et la Rédemption           | Les maréchaux-ferrants                   | 1205-1215 7 panneaux détruits en 1816 restitués par Lorin en 1876, restaurée dans les années 1980 | Notice no IM28000464 | Baie 37 sur Commons |
| 39      | Histoire et miracles de saint Nicolas | Les merciers-apothicaires                | 1220-1225 Restaurée en 1924 par Gaudin, puis dans les années 1980                                 | Notice no IM28000463 | Baie 39 sur Commons |
| 41      | Histoire de Joseph                    | Les changeurs                            | 1205-1215 Restaurée en 1924 par Gaudin, puis dans les années 1980                                 | Notice no IM28000476 | Baie 41 sur Commons |
| 43      | Histoire de saint Eustache            | Les drapiers et fourreurs                | 1210 Restaurée en 1924 par Gaudin, puis dans les années 1980                                      | Notice no IM28000475 | Baie 43 sur Commons |
| 45      | Histoire de saint Lubin               | Les marchands de vin                     | 1205-1215 Restaurée en 1924 par Gaudin, puis dans les années 1980                                 | Notice no IM28000474 | Baie 45 sur Commons |
| 47      | Histoire de Noé                       | Les charpentiers, charrons et tonneliers | 1205-1215 Restaurée en 1924 par Gaudin, puis dans les années 1980                                 | Notice no IM28000473 | Baie 47 sur Commons |

Détails des baies 37, 41, 43 et 45
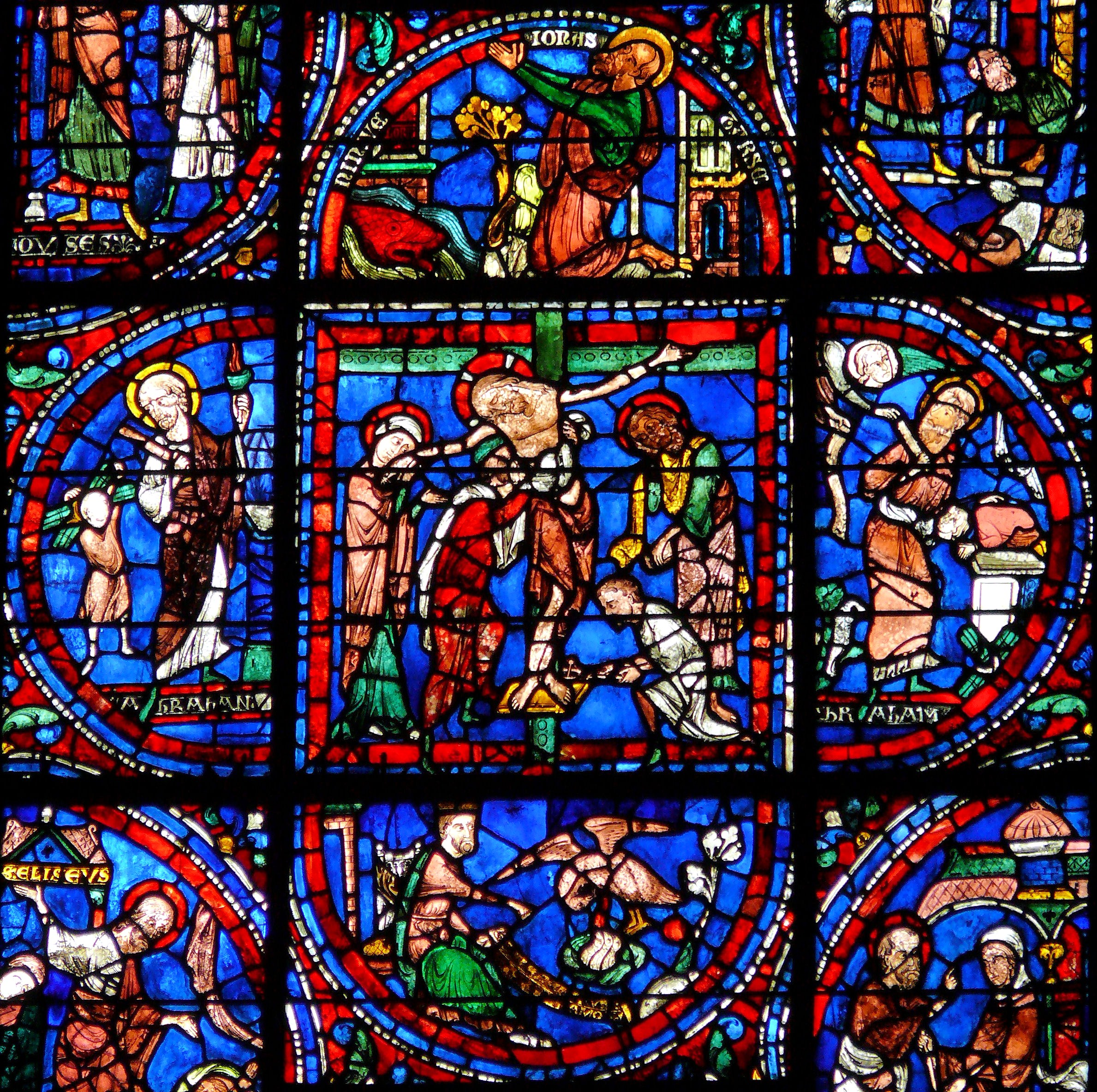
Baie 37 Passion typologique (Descente de la Croix).
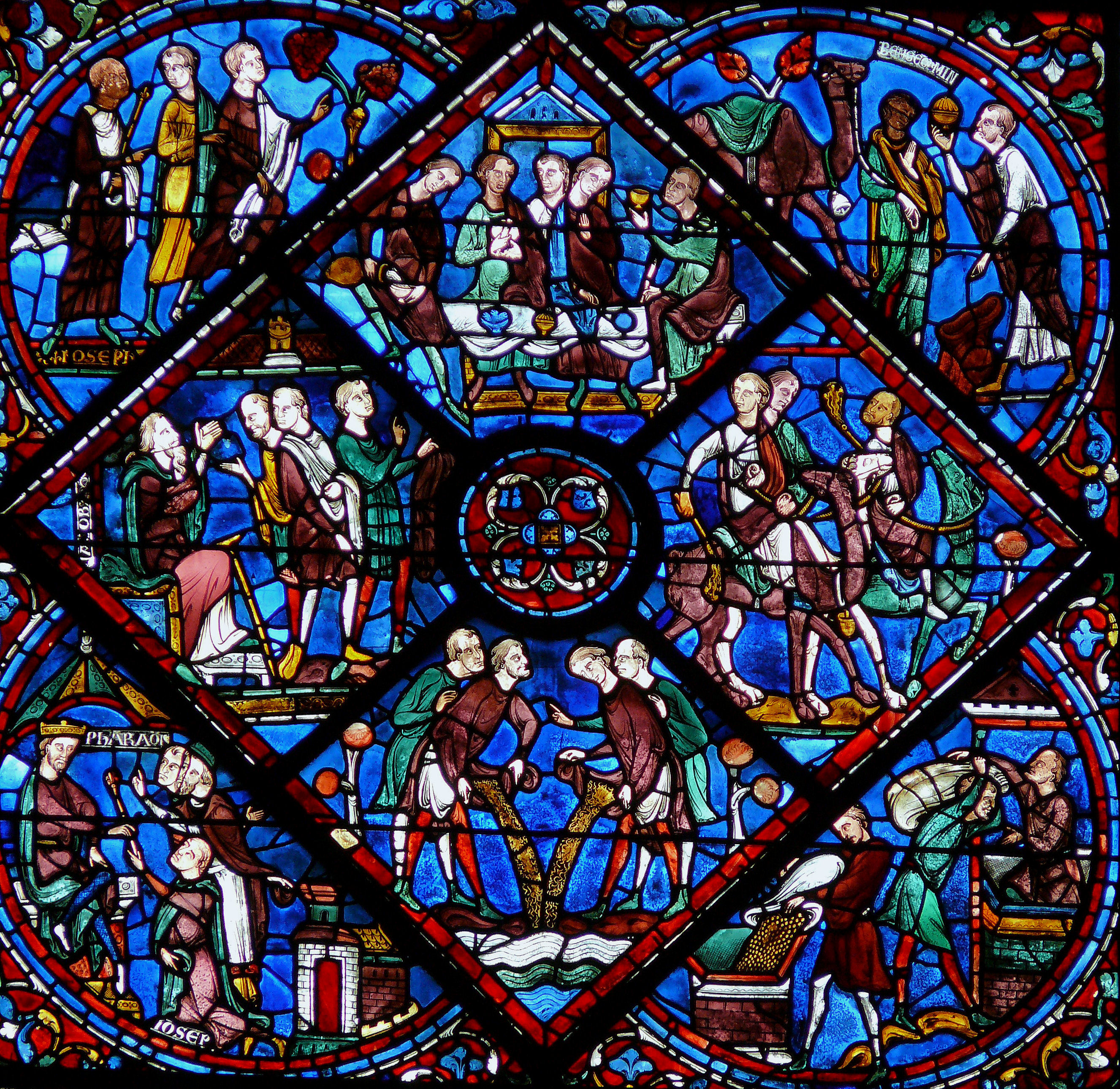
Baie 41 Histoire de Joseph.
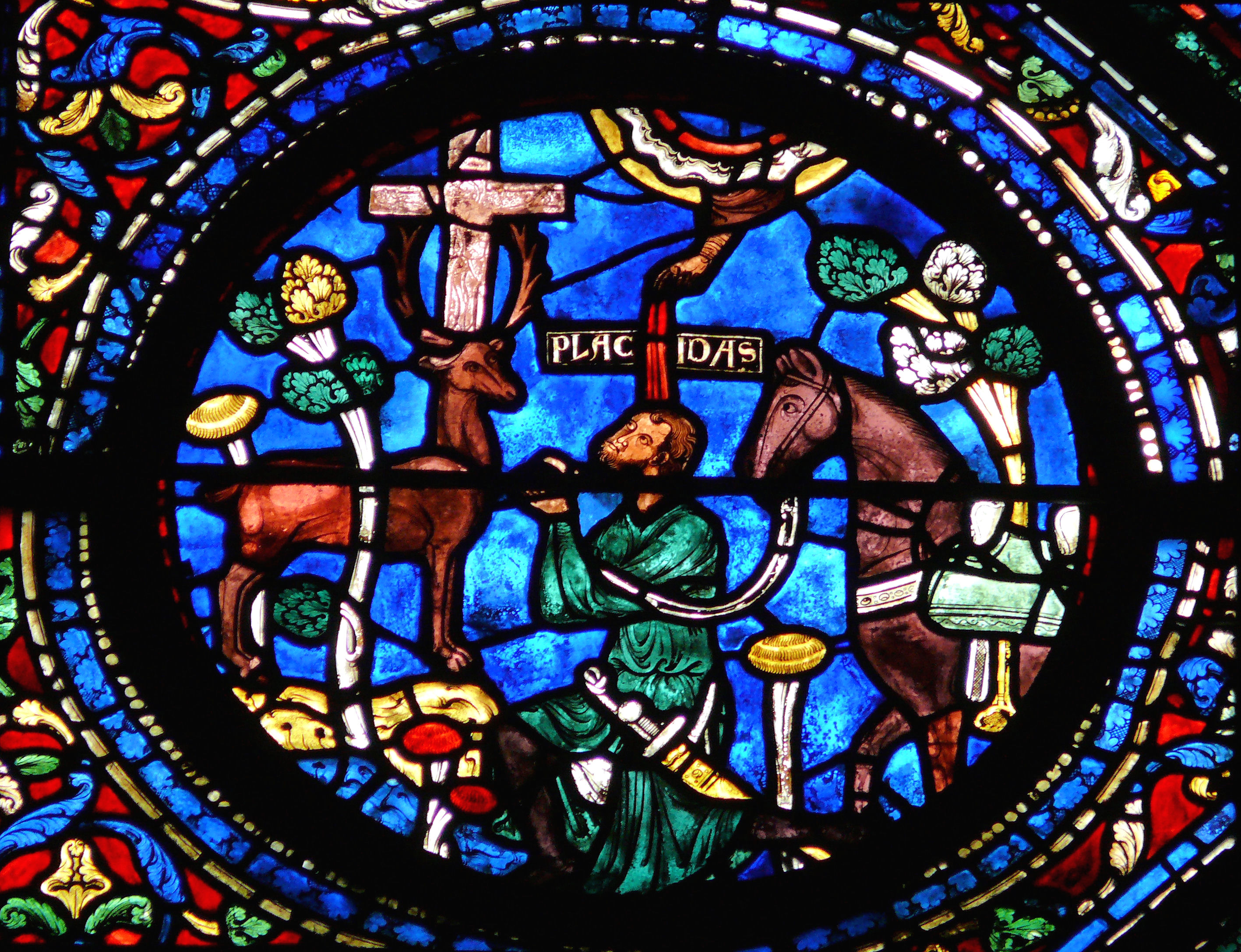
Baie 43 Histoire de saint Eustache.
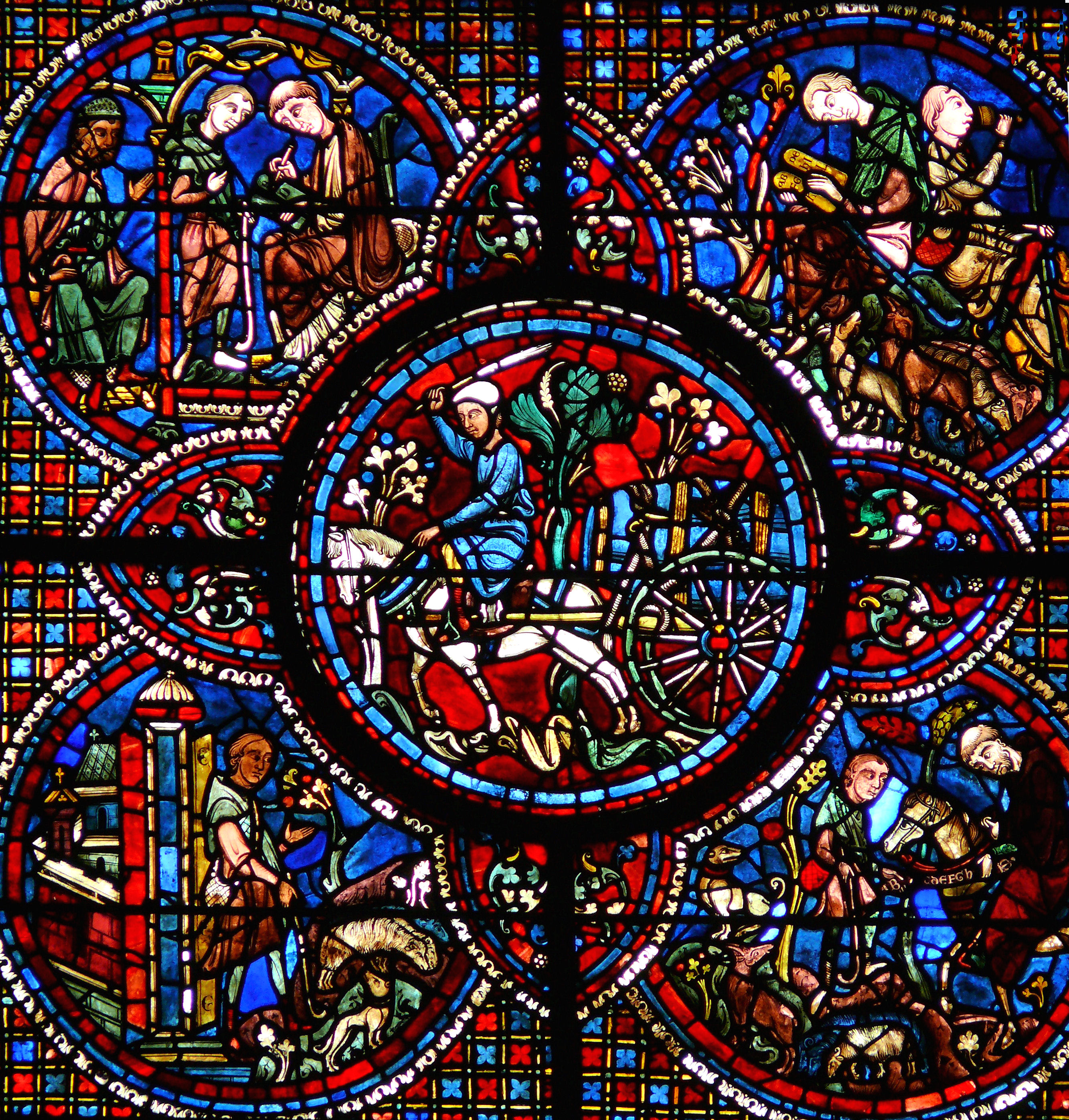
Baie 45 Histoire de saint Lubin.

### Récapitulatif des vitraux historiés
| N° baie | Nom du vitrail | Donateurs                                                    | Dates                                                            | Base Palissy         | Wikimedia Commons                                          |
| ------- | --- | ------------------------------------------------------------ | ---------------------------------------------------------------- | -------------------- | ---------------------------------------------------------- |
| 0       | Histoire des Apôtres | Les boulangers                                               | 1210-1225                                                        | Notice no IM28000390 | Baie 0 sur Commons                                         |
| 1       | Histoire de saint Simon et de saint Jude | Le chanoine Henri Noblet                                     | 1220-1225                                                        | Notice no IM28000399 | Baie 1 sur Commons                                         |
| 2       | Histoire de saint André | -                                                            | 1210-1225                                                        | Notice no IM28000398 | Baie 2 sur Commons                                         |
| 3       | Grisaille | -                                                            | XIIIe siècle                                                     | Notice no PM28000821 | Baie 3 sur Commons                                         |
| 4       | Histoire de saint Paul | -                                                            | 1210-1225                                                        | Notice no IM28000517 | Baie 4 sur Commons                                         |
| 5       | Histoire de saint Jacques le Majeur | Les fourreurs et drapiers                                    | 1210-1225                                                        | Notice no IM28000391 | Baie 5 sur Commons                                         |
| 6       | Grisaille : saint Piat | Jean II le Bon                                               | 1350-1360                                                        | Notice no PM28000819 | Baie 6 sur Commons                                         |
| 7       | Histoire de Charlemagne | Les pelletiers                                               | 1225                                                             | Notice no IM28000516 | Baie 7 sur Commons                                         |
| 8       | Histoire de saint Silvestre | Les maçons et tailleurs de pierre                            | 1210-1225                                                        | Notice no IM28000519 | Baie 8 sur Commons                                         |
| 9       | Histoire des saints Théodore et Vincent | -                                                            | 1210-1225                                                        | Notice no PM28000818 | Baie 9 sur Commons                                         |
| 10      | Grisaille | -                                                            | XIIIe siècle-1417                                                | Notice no IM28000518 | Baie 10 sur Commons                                        |
| 11      | Histoire de saint Pantaléon | Nicolas Li (ou Le) Sesne                                     | 1220-1225                                                        | Notice no IM28000396 | Baie 11 sur Commons                                        |
| 12      | Histoire de saint Rémi | -                                                            | 1210-1225                                                        | Notice no PM28000818 | Baie 12 sur Commons                                        |
| 13      | Histoire de saint Étienne | Les cordonniers                                              | 1220-1225                                                        | Notice no IM28000394 | Baie 13 sur Commons                                        |
| 14      | Histoire et miracles de saint Nicolas | -                                                            | 1215-1225                                                        | Notice no IM28000470 | Baie 14 sur Commons                                        |
| 15      | Histoire de saint Chéron | Les tailleurs de pierre et sculpteurs                        | 1220-1225                                                        | Notice no IM28000395 | Baie 15 sur Commons                                        |
| 16      | Histoire de sainte Marguerite Histoire de sainte Catherine | -                                                            | 1210-1225                                                        | Notice no PM28000818 | Baie 16 sur Commons                                        |
| 17      | Histoire des saints Savinien et Potentien | -                                                            | 1210-1225                                                        | Notice no PM28000818 | Baie 17 sur Commons                                        |
| 18      | Histoire de saint Thomas Becket | Les tanneurs                                                 | 1215-1225                                                        | Notice no IM28000393 | Baie 18 sur Commons                                        |
| 19      | Grisaille | -                                                            | vers 1240                                                        | Notice no PM28000821 | Baie 19 sur Commons                                        |
| 20      | Histoire de saint Martin | Les corroyeurs                                               | 1215-1225                                                        | Notice no IM28000392 | Baie 20 sur Commons                                        |
| 21      | Histoire de saint Julien l'Hospitalier | -                                                            | 1210-1225                                                        | Notice no PM28000818 | Baie 21 sur Commons                                        |
| 22      | Grisaille | -                                                            | XVIe siècle                                                      | Notice no PM28000820 | Baie 22 sur Commons                                        |
| 23      | Histoire de saint Thomas | -                                                            | 1210-1240                                                        | Notice no PM28000818 | Baie 23 sur Commons                                        |
| 24      | Grisaille | -                                                            | XVIe siècle                                                      | Notice no PM28000820 | Baie 24 sur Commons                                        |
| 25      | 2 lancettes en grisaille surmontées d'un oculus représentant le Christ bénissant et trônant                                                                          | -                                                            | 1230-1250                                                        | Notice no PM28000821 | Baie 25 sur Commons                                        |
| 26      | Verrière de l'Annonciation Oculus : le Christ bénissant et trônant                                                                                                   | -                                                            | XIIIe siècle                                                     | Notice no PM28000821 | Baie 26 sur Commons                                        |
| 27      | 2 lancettes en grisaille surmontées d'un oculus représentant le Christ bénissant et trônant                                                                          | -                                                            | 1230-1250                                                        | Notice no PM28000821 | Baie 27 sur Commons                                        |
| 28      | 2 lancettes À gauche : Zodiaque et Travaux des mois A droite : Vie de la Vierge Oculus : Christ bénissant, Alpha et Omega                                            | Thibault VI, comte de Chartres Les vignerons                 | 1217-1220                                                        | Notice no IM28000515 | Galerie du zodiaque sur Commons Baie 28 droite sur Commons |
| 29      | 2 lancettes : 1- Les Miracles de saint Nicolas, 2- Histoire de saint Germain l'Auxerrois, surmontées d'un oculus représentant le Christ bénissant et un tétramorphe. | Le chanoine Geoffroy Chardonel Le chanoine Étienne Chardonel | 1225-1235                                                        | Notice no IM28000521 | Baie 29 sur Commons                                        |
| 30      | 2 lancettes À gauche : Notre-Dame de la Belle Verrière A droite : Histoire des saints Antoine et Paul                                                                | - Les poissonniers                                           | 1180 1215-1220                                                   | Notice no IM28000465 | Baie 30 gauche sur Commons Baie 30 droite sur Commons      |
| 31      | Verrière symbolique de la réconciliation entre Dieu et les hommes | Association allemande des Amis de la Cathédrale de Chartres  | 1971 Lorin                                                       | Notice no PM28000807 | Baie 31 sur Commons                                        |
| 32      | Vie de saint Fulbert | Les architectes américains                                   | 1954, atelier Lorin                                              | Notice no PM28000807 | Baie 32 sur Commons                                        |
| 33      | Décor végétal | -                                                            | XIIe siècle, XIIIe siècle, 1964 atelier Lorin                    | Notice no PM28000807 | Baie 33 sur Commons                                        |
| 34      | Grisaille Fragment d'une résurrection de Lazare | -                                                            | Fin XVe siècle-début XVIe siècle, grisaille de 1924 par C. Lorin | Notice no PM28000807 | Baie 34 sur Commons                                        |
| 35      | Parabole du Fils prodigue | -                                                            | 1205-1215                                                        | Notice no IM28000467 | Baie 35 sur Commons                                        |
| 36      | Histoire de saint Apollinaire | Le chanoine Thierry                                          | 1205-1215, 1328                                                  | Notice no IM28000468 | Baie 36 sur Commons                                        |
| 37      | Passion typologique | Les maréchaux-ferrants                                       | 1205-1215                                                        | Notice no IM28000464 | Baie 37 sur Commons                                        |
| 38      | Miracles de Notre-Dame | Les bouchers                                                 | 1205-1215                                                        | Notice no IM28000469 | Baie 38 sur Commons                                        |
| 39      | Histoire et miracles de saint Nicolas | Les merciers-apothicaires                                    | 1220-1225                                                        | Notice no IM28000463 | Baie 39 sur Commons                                        |
| 40      | Famille de Vendôme | Louis de Bourbon, comte de Vendôme                           | 1417                                                             | Notice no IM28000404 | Baie 40 sur Commons                                        |
| 41      | Histoire de Joseph | Les changeurs                                                | 1205-1215                                                        | Notice no IM28000476 | Baie 41 sur Commons                                        |
| 42      | Mort et Assomption de la Vierge | Les cordonniers                                              | 1205-1215                                                        | Notice no IM28000405 | Baie 42 sur Commons                                        |
| 43      | Histoire de saint Eustache | Les drapiers et fourreurs                                    | 1210                                                             | Notice no IM28000475 | Baie 43 sur Commons                                        |
| 44      | Parabole du Bon Samaritain | Les cordonniers                                              | 1205-1215                                                        | Notice no IM28000406 | Galerie du Bon Samaritain sur Commons                      |
| 45      | Histoire de saint Lubin | Les marchands de vin                                         | 1205-1215                                                        | Notice no IM28000474 | Baie 45 sur Commons                                        |
| 46      | Histoire de sainte Marie-Madeleine | Les porteurs d'eau                                           | 1205-1215                                                        | Notice no IM28000407 | Baie 46 sur Commons                                        |
| 47      | Histoire de Noé | Les charpentiers, charrons et tonneliers                     | 1205-1215                                                        | Notice no IM28000473 | Baie 47 sur Commons                                        |
| 48      | Histoire de saint Jean l’Évangéliste | Les armuriers                                                | 1205-1215                                                        | Notice no IM28000408 | Baie 48 sur Commons                                        |
| 49      | Arbre de Jessé | -                                                            | 1145-1155                                                        | Notice no PM28000797 | Baie 49 sur Commons                                        |
| 50      | Enfance et vie publique du Christ | -                                                            | 1145-1155                                                        | Notice no PM28000797 | Baie 50 sur Commons                                        |
| 51      | Passion | -                                                            | 1145-1155                                                        | Notice no PM28000797 | Baie 51 sur Commons                                        |

## Verrières hautes
Le nombre de verrières hautes identifiées dans le système de numérotation est de 44 (de 0 à 143). À l'exception des 7 verrières de l'abside composée d'une seule lancette et de la baie 132 dont les lancettes ont été murées au XVIe siècle pour installer les grandes orgues, toutes les baies de l'étage supérieur sont composées de 2 lancettes surmontées d'une rose, ce qui porte le nombre de vitraux à 68, les rosaces sud et nord étant comptées chacune pour un seul vitrail du fait de leur composition spécifique.

### Sud de la nef
La baie 132 fut murée au XVe siècle pour y installer les grandes orgues.
L'ensemble a été restauré par Coffetier de 1873 à 1883.

Verrières hautes du sud de la nef, de gauche à droite : baies 130, 134, 136, 138, 140 et 142
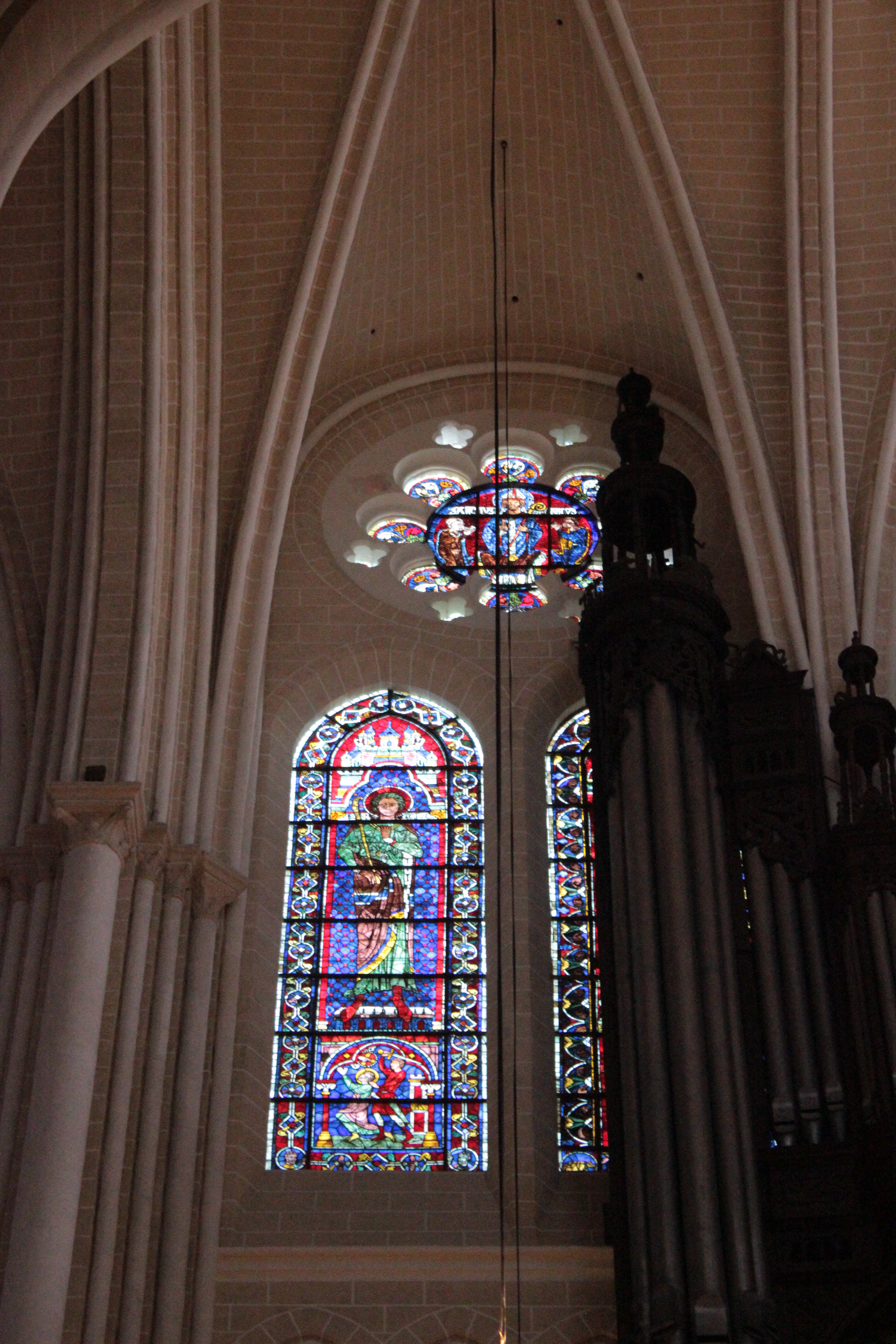
Baie 130.
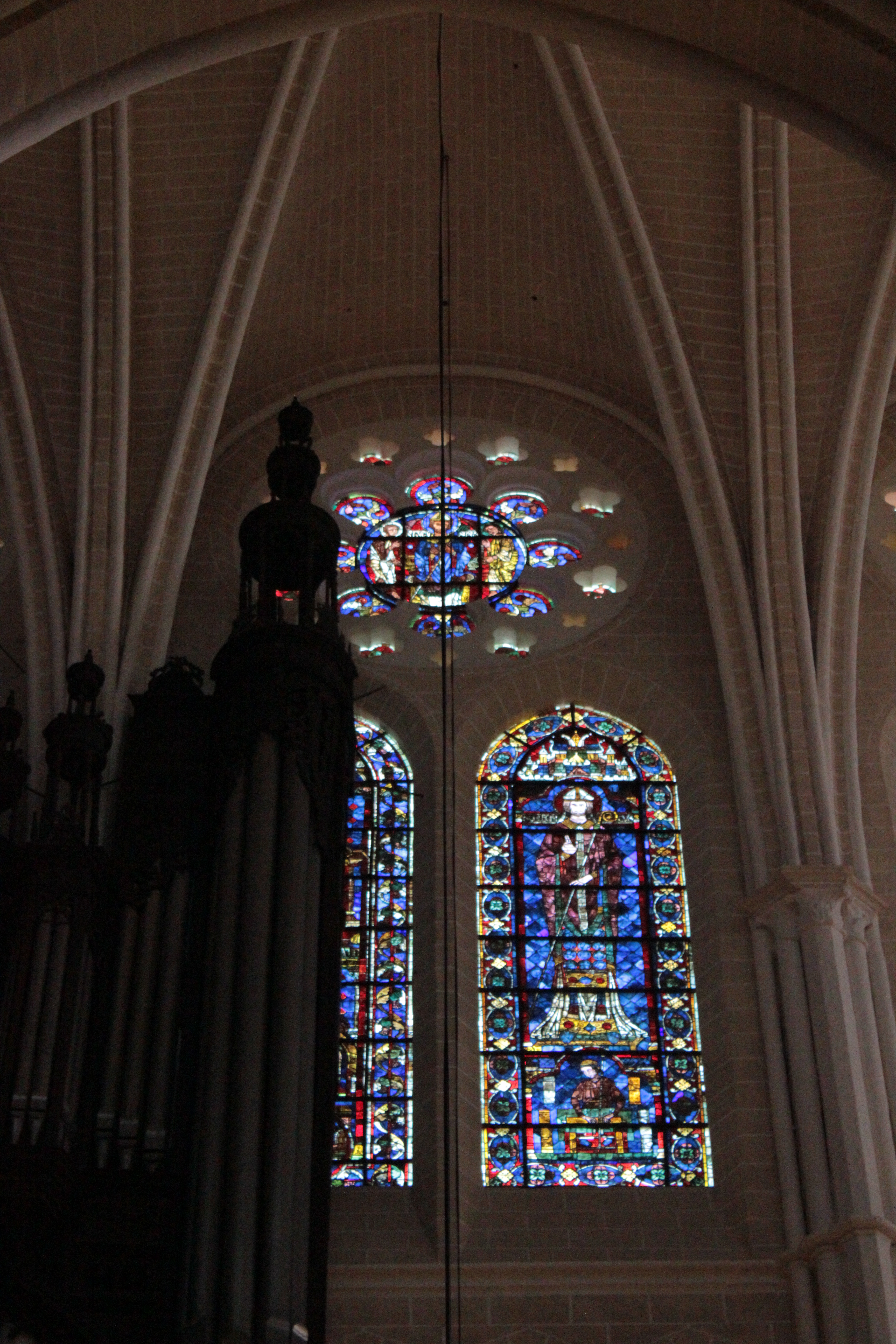
Baie 134.
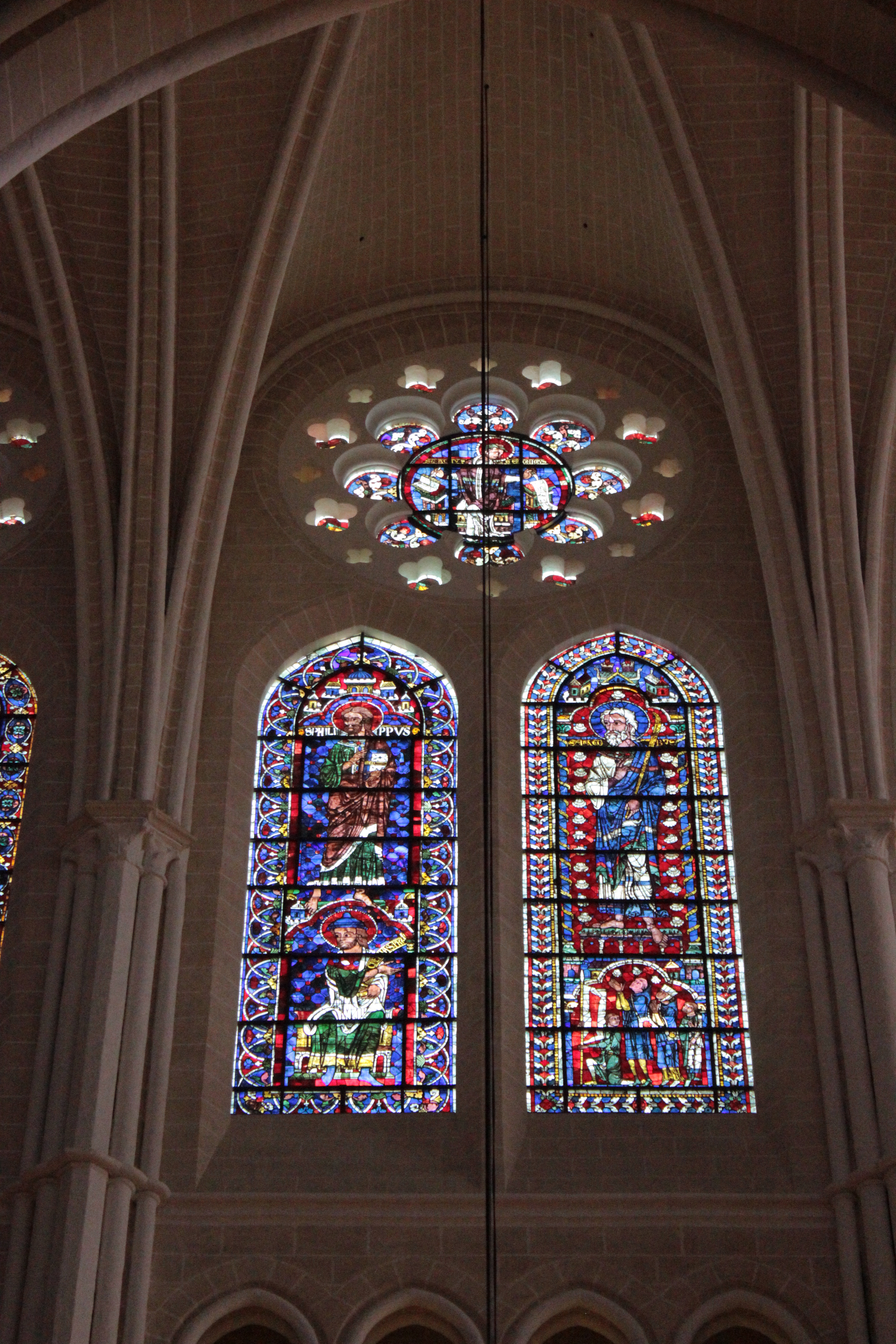
Baie 136.
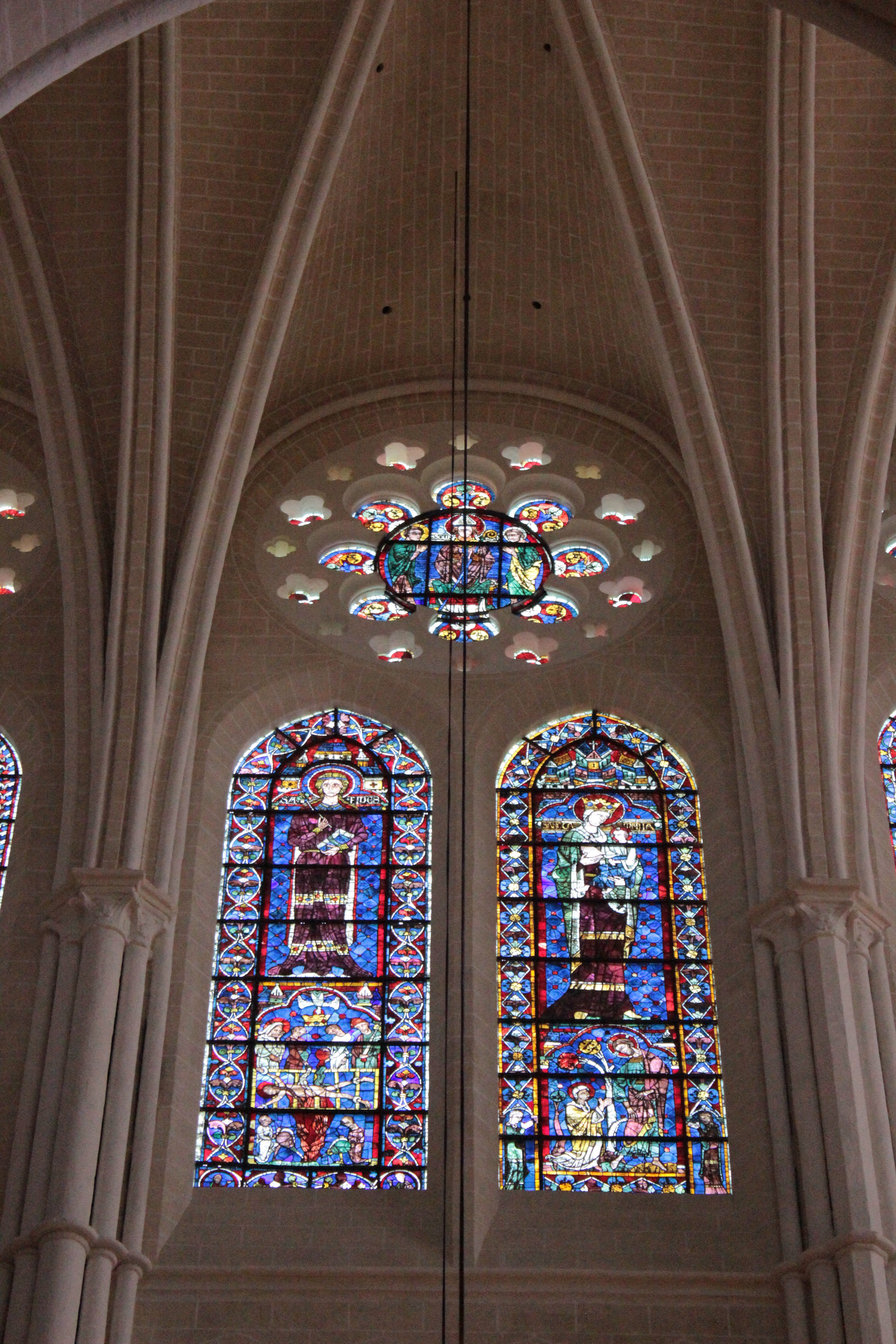
Baie 138.
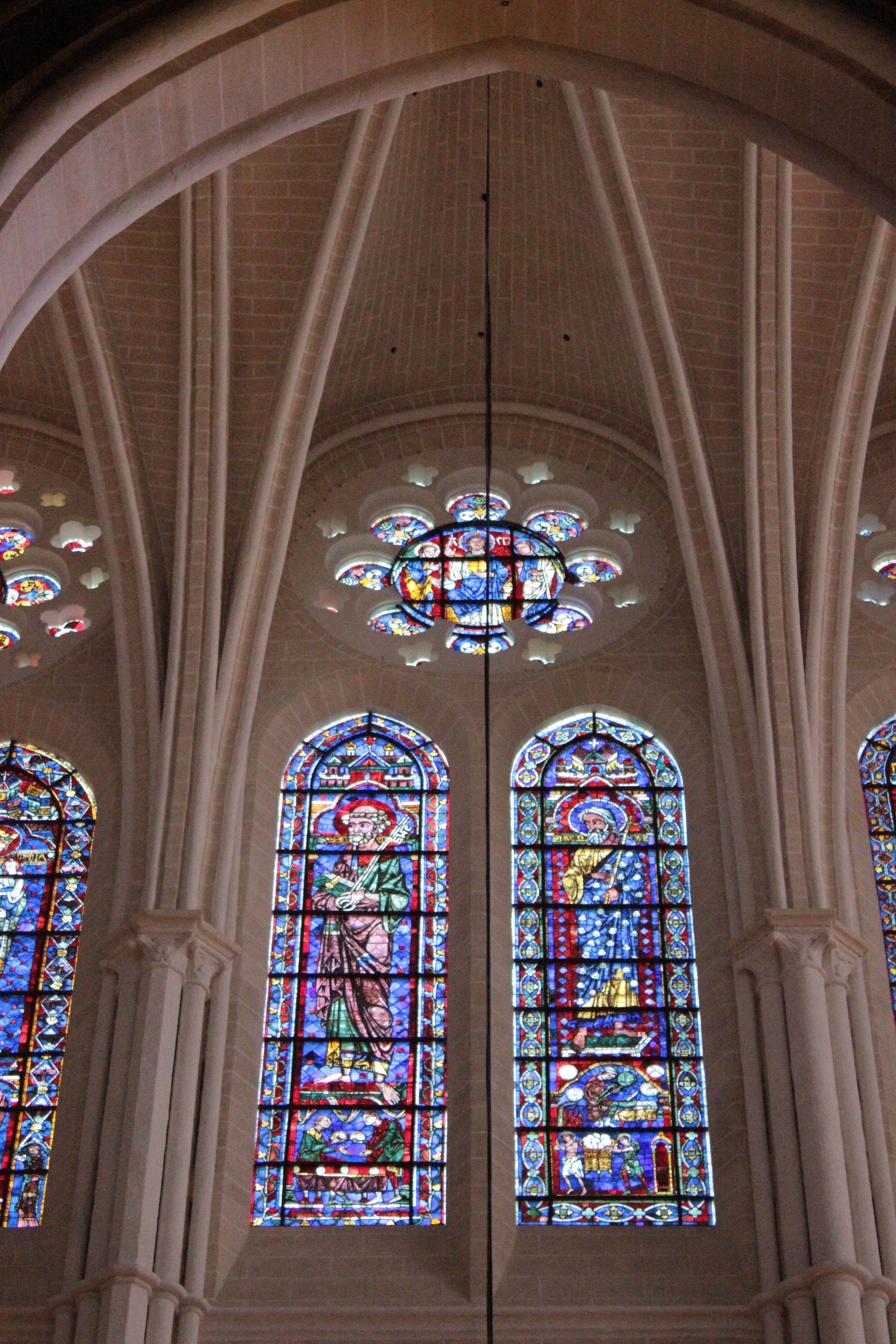
Baie 140.
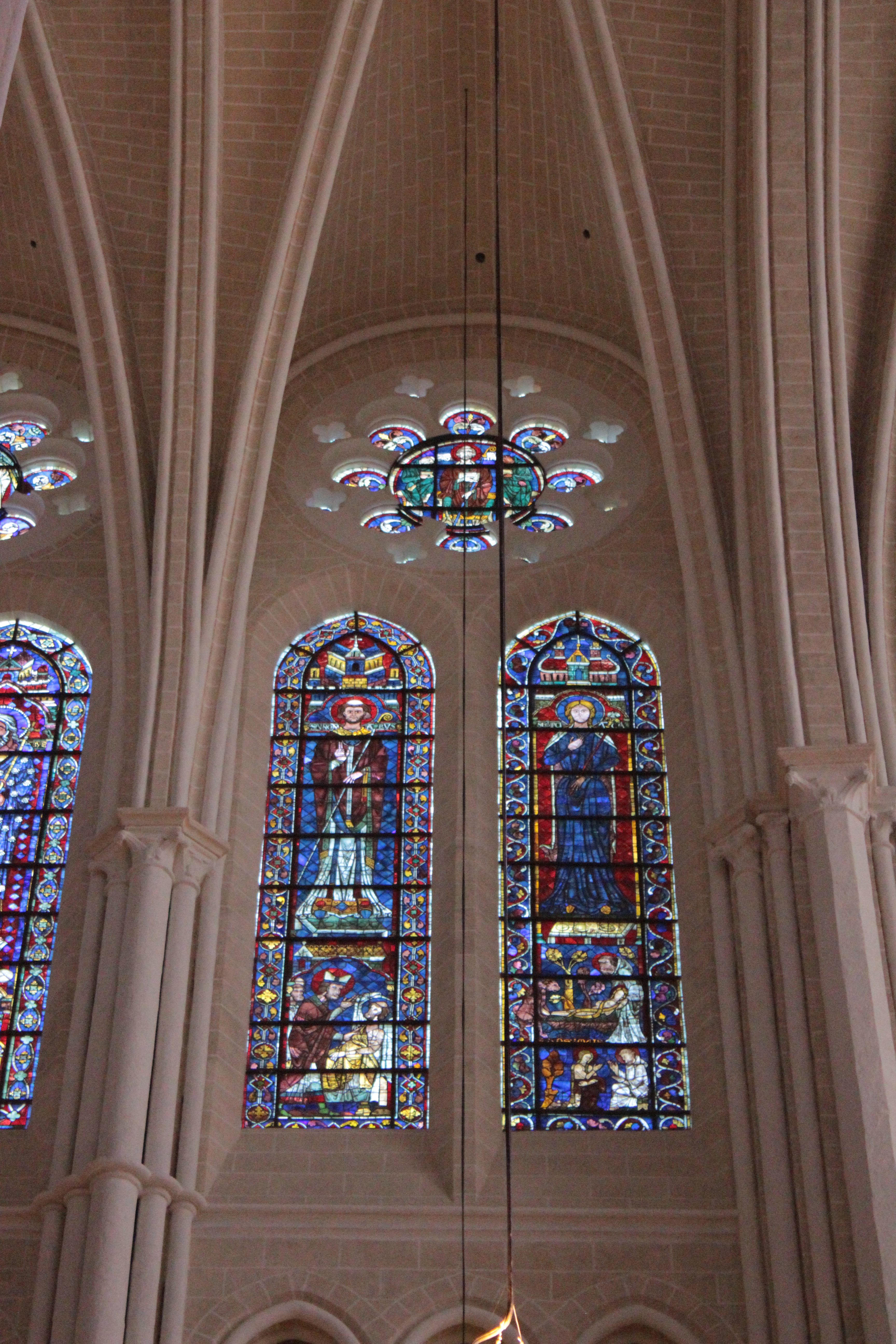
Baie 142.

| N° baie | Nom du vitrail                                                                                         | Donateurs                             | Dates     | Base Palissy         | Wikimedia Commons          |
| ------- | --- | ------------------------------------- | --------- | -------------------- | -------------------------- |
| 142     | Rose : saint abbé Gauche : saint Laumer Droite : saint Marie l'Égyptienne                              | -                                     | 1205-1215 | Notice no PM28000811 | Baie 142 sur Commons       |
| 140     | Rose : Christ trônant Gauche : saint Pierre Droite : saint Jacques le Majeur                           | Les boulangers                        | 1205-1215 | Notice no PM28000811 | Baie 140 sur Commons       |
| 138     | Rose : saint Solenne Gauche : sainte Foy Droite : Noli me tangere, Vierge allaitant                    | Deux donatrices                       | 1205-1215 | Notice no PM28000811 | Baie 138 sur Commons       |
| 136     | Rose : saint Jérôme Gauche : Jérémie, saint Philippe Droite : saint Jacques le Majeur                  | Les cordonniers, famille de donateurs | 1205-1215 | Notice no PM28000811 | Baie 136 sur Commons       |
| 134     | Rose : saint Augustin Gauche : Moïse, saint Barthélemy Droite : saint Calétric                         | Les tourneurs, un donateur            | 1205-1215 | Notice no PM28000811 | Baie 134 sur Commons       |
| 132     | Rose : saint Grégoire le Grand                                                                         | -                                     | 1205-1215 | Notice no PM28000811 | Grandes orgues sur Commons |
| 130     | Rose : saint Hilaire de Poitiers Gauche : saint Symphorien Droite : deux saintes dont Abra de Poitiers | Deux donateurs                        | 1205-1215 | Notice no PM28000811 | Baie 130 sur Commons       |

### Transept nord

Verrières hautes du transept nord
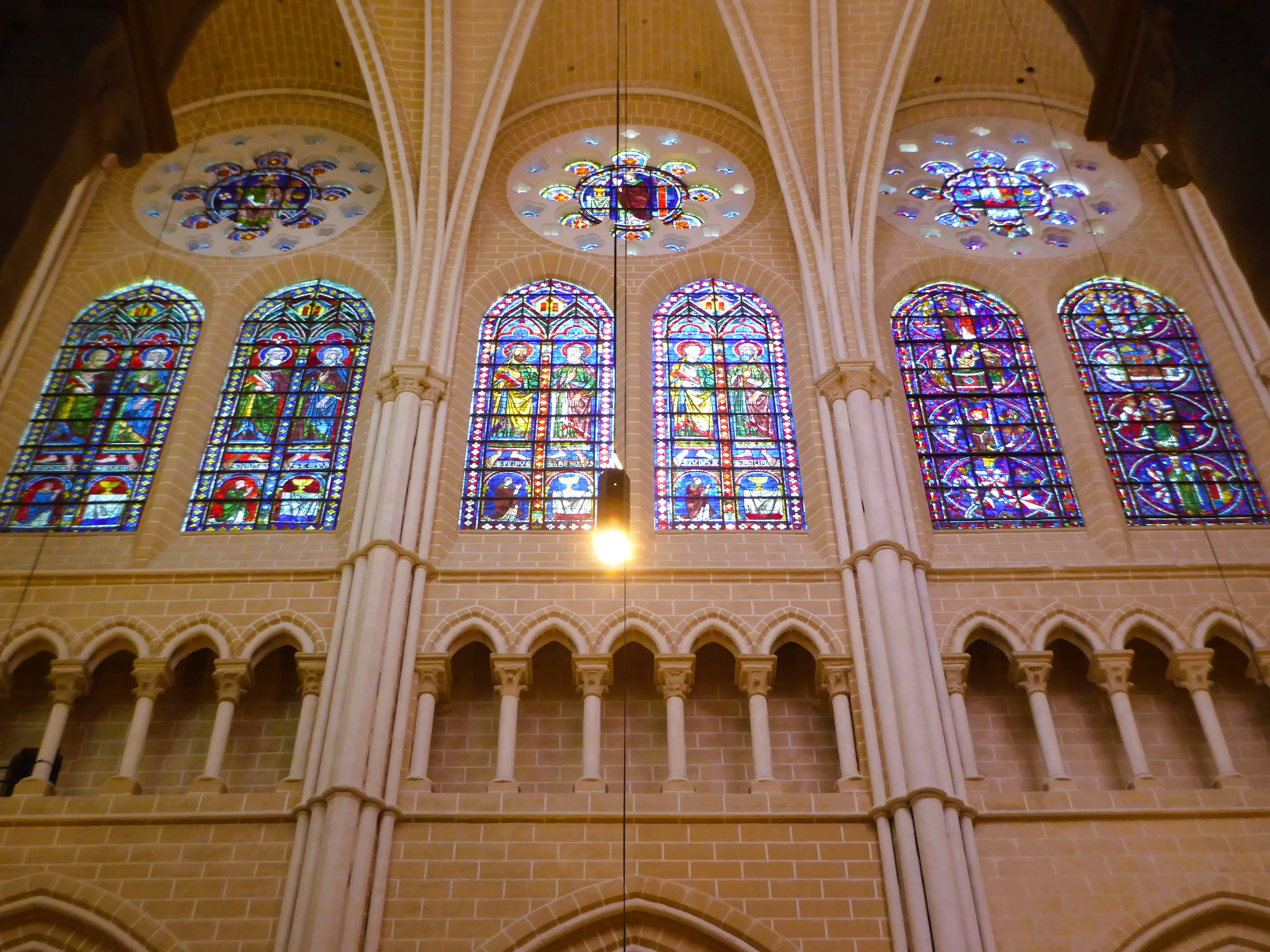
Baies 119, 117, 115 (partie nord-est).
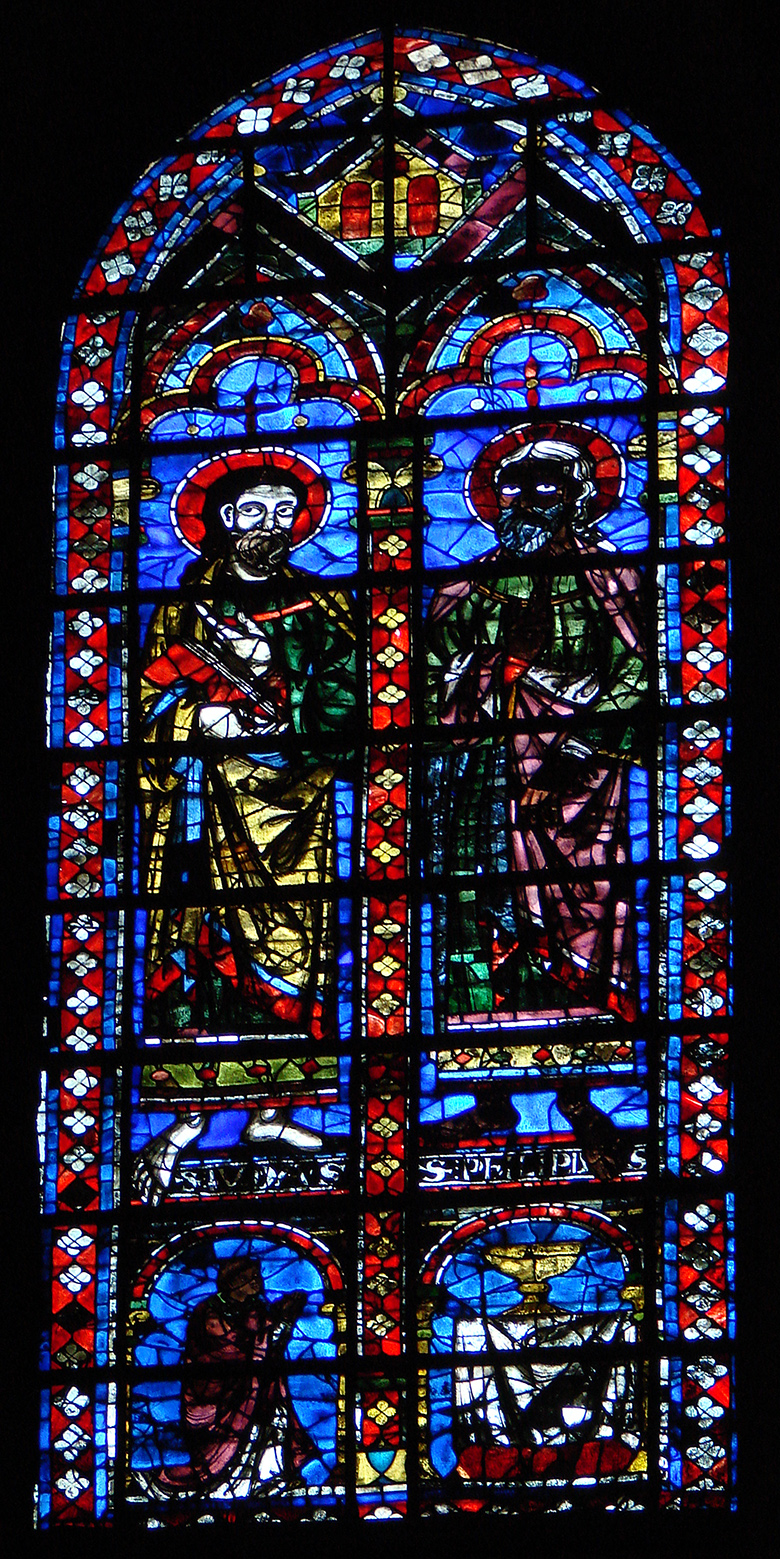
Baie 117, à droite : Saint Philippe et saint Jude.
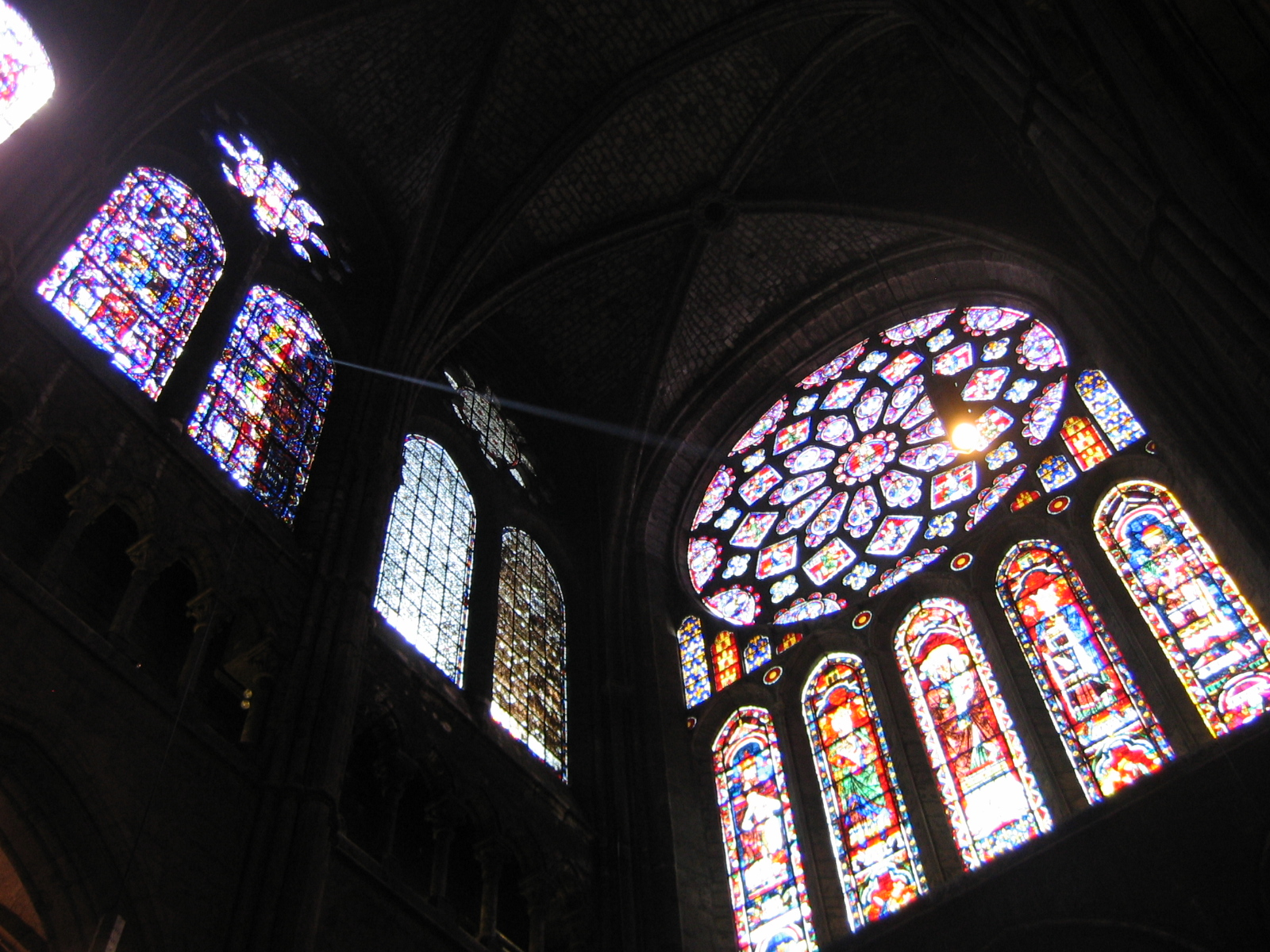
Baies 125 et 123 (partie nord-ouest), rosace du portail nord (baie 121).

| N° baie | Nom du vitrail | Donateurs                              | Dates                       | Base Palissy         | Wikimedia Commons    |
| ------- | --- | -------------------------------------- | --------------------------- | -------------------- | -------------------- |
| 115     | Rose : Christ trônant Gauche : saint Eustache Droite : Annonciation, Nativité, Adoration des Mages                                      | Maison de Beaumont                     | 1225-1235                   | Notice no PM28000813 | Baie 115 sur Commons |
| 117     | Rose : prêtre Gauche : saint Philippe et saint André Droite : saint Philippe et saint Jude                                              | Des prêtres                            | 1225-1235                   | Notice no PM28000813 | Baie 117 sur Commons |
| 119     | Rose : Christ trônant Gauche : saint Thomas et saint Barnabé Droite : saint Jude et saint Thomas                                        | Des prêtres                            | 1225-1235                   | Notice no PM28000813 | Baie 119 sur Commons |
| 123     | Grisaille aux armes de France et de Castille                                                                                            | -                                      | Fin XIIIe siècle            | Notice no PM28000813 | Baie 123 sur Commons |
| 125     | Rose : Gauche : Annonciation, Visitation Droite : Annonce à Joachim                                                                     | Femme et fille de Philippe de Boulogne | 1225-1235 Complétée en 1880 | Notice no PM28000813 | Baie 125 sur Commons |
| 127     | Rose : Philippe de Boulogne Gauche : Annonce aux bergers, présentation au Temple Droite : Mort, Assomption et Couronnement de la Vierge | Philippe de Boulogne                   | 1225-1235                   | Notice no PM28000813 | Baie 127 sur Commons |

### Chœur et abside
Le chœur, qui était clos à l'origine, est le lieu le plus sacré de l'édifice. Ses claires-voies constituent la position la plus noble pour valoriser les aristocrates, souvent donateurs. Au haut de ces claires-voies, la rose est la position la plus belle. Ensemble ces roses montrent un défilé de chevaliers. C'est la première fois en France que cette catégorie sociale est pareillement mise en avant. Ils sont armés, se déplacent solennellement montés sur leurs chevaux, arborant leurs écus et leurs bannières de manière bien distinctive. Ils avancent des deux côtés du chœur vers l'abside.

#### Chœur sud
Les lancettes des baies 108 et 112 furent détruites au XVIIIe siècle. Seules les roses de ces baies sont restées intactes. Avant leur destruction, la baie 108 évoquait l'histoire de saint Barthélemy et La Vierge, la baie 112 retraçait l'histoire de saint Eustache et de saint Georges.

Vitraux du chœur, mur sud
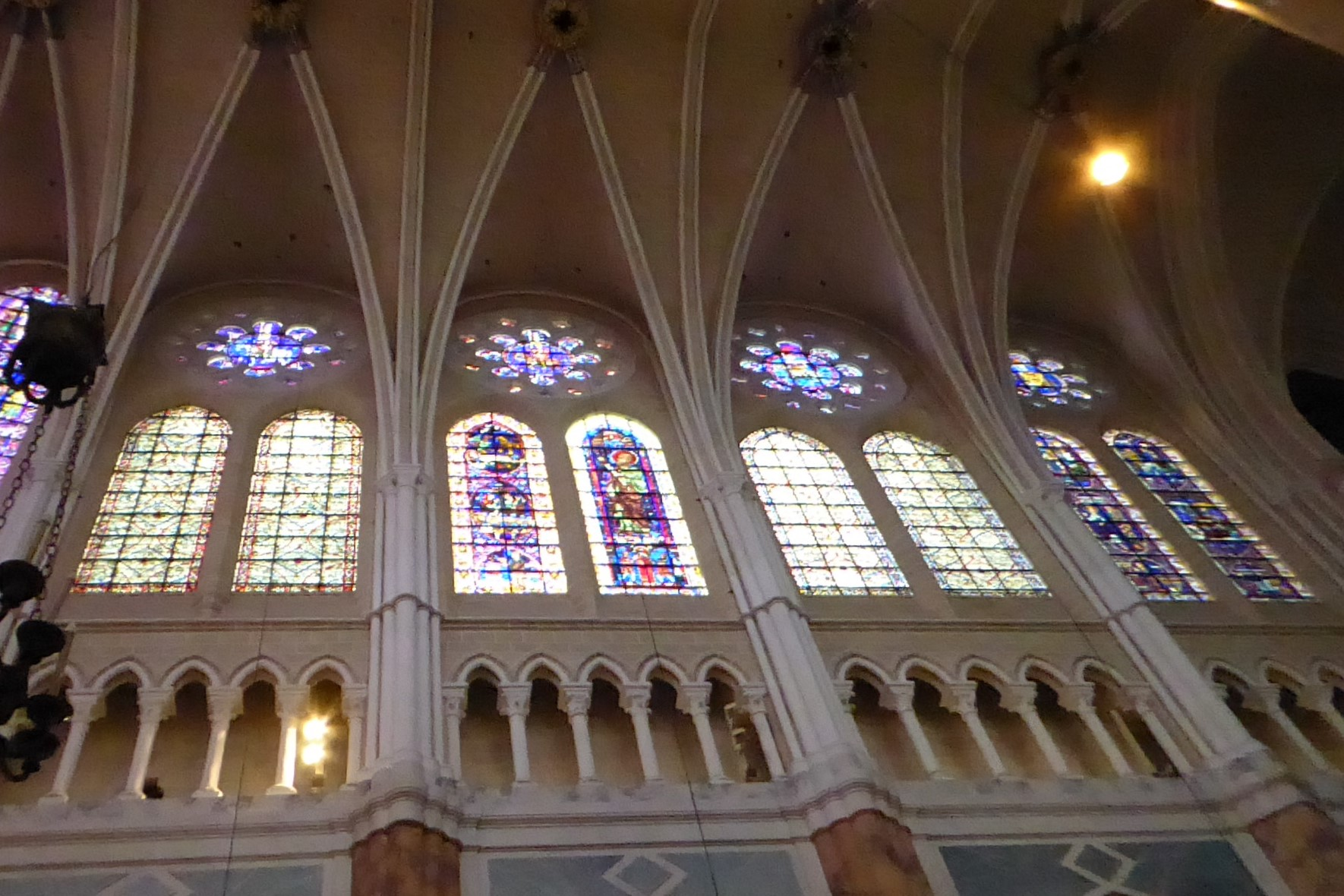
Baies 118, 110, 112 et 114 (de gauche à droite).

| Côté N° baie | Nom du vitrail | Donateurs                                  | Dates | Base Palissy         | Wikimedia Commons    |
| ------------ | --- | ------------------------------------------ | --- | -------------------- | -------------------- |
| 114          | Gauche : saint Jean Évangéliste et saint Jacques le Majeur Droite : Nativité, Fuite en Égypte Rose : Seigneur de Beaumont | Bouchard de Marly Colin                    | 1210-1225 Restaurée en 1920 et 1921 par Lorin et Gaudin                                                           | Notice no PM28000817 | Baie 114 sur Commons |
| 112          | Rose : Seigneur de Courtenay Grisaille                                                                                    | Philippe de Courtenay Guillaume de Tanlay  | 1210-1225 Vitraux des lancettes détruits en 1757, 1773 et 1788 Remplacés en 1935-1936 par des grisailles de Lorin | Notice no PM28000822 | Baie 112 sur Commons |
| 110          | Rose : Seigneur de Montfort Gauche : saint Vincent Droite : saint Paul                                                    | Pierre Baillart Les mégissiers             | 1210-1225 Restaurée en 1920 et 1921 par Lorin et Gaudin                                                           | Notice no PM28000817 | Baie 110 sur Commons |
| 108          | Rose : Seigneur de Montfort Grisaille                                                                                     | Guillaume de la Ferté. Étienne de Sancerre | 1210-1225 Vitraux des lancettes détruits en 1757, 1773 et 1788 Remplacés en 1935-1936 par des grisailles de Lorin | Notice no PM28000822 | Baie 108 sur Commons |

Le seigneur du vitrail 108 est Simon IV de Montfort, celui du 110 est son fils Amaury VI de Montfort.

#### Abside

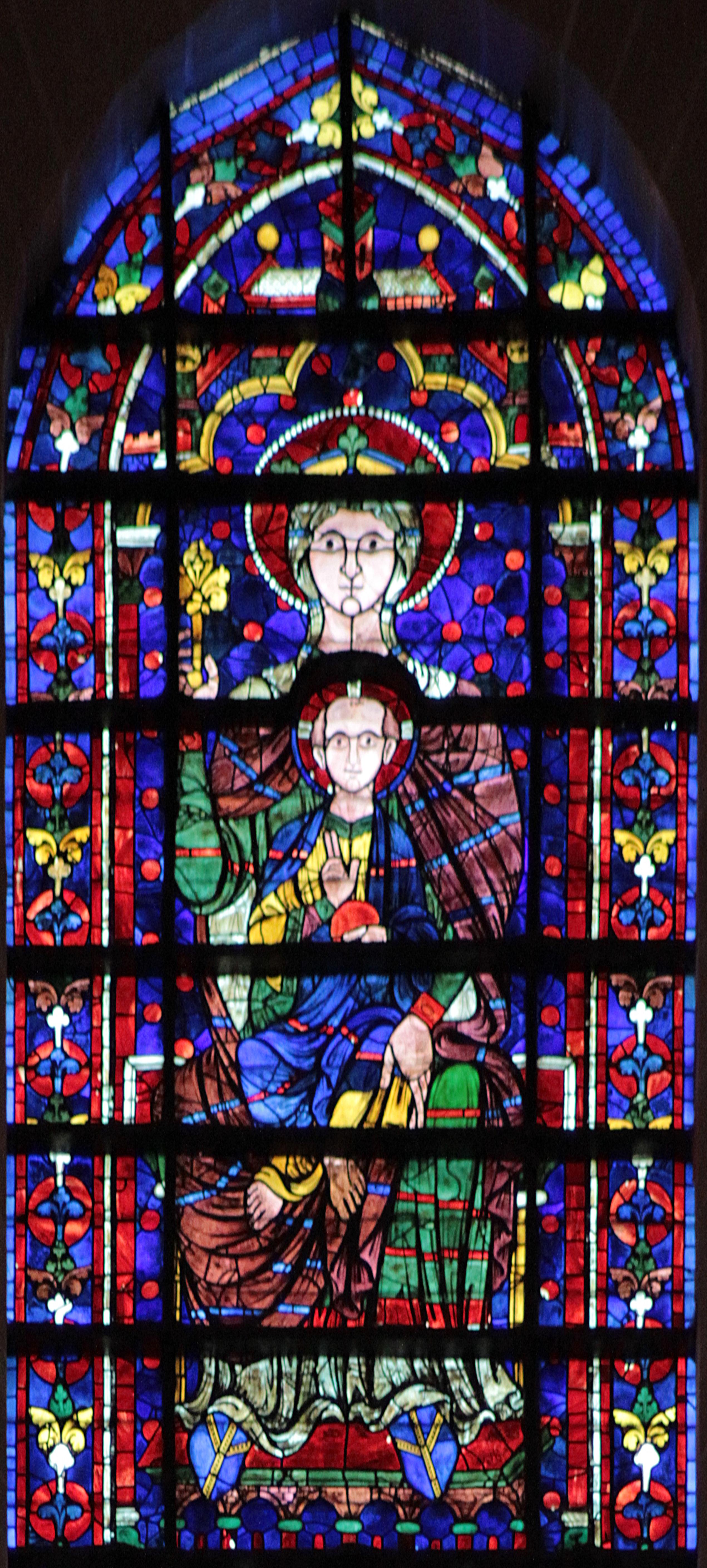
Sommet du vitrail central : Vierge à l'Enfant.
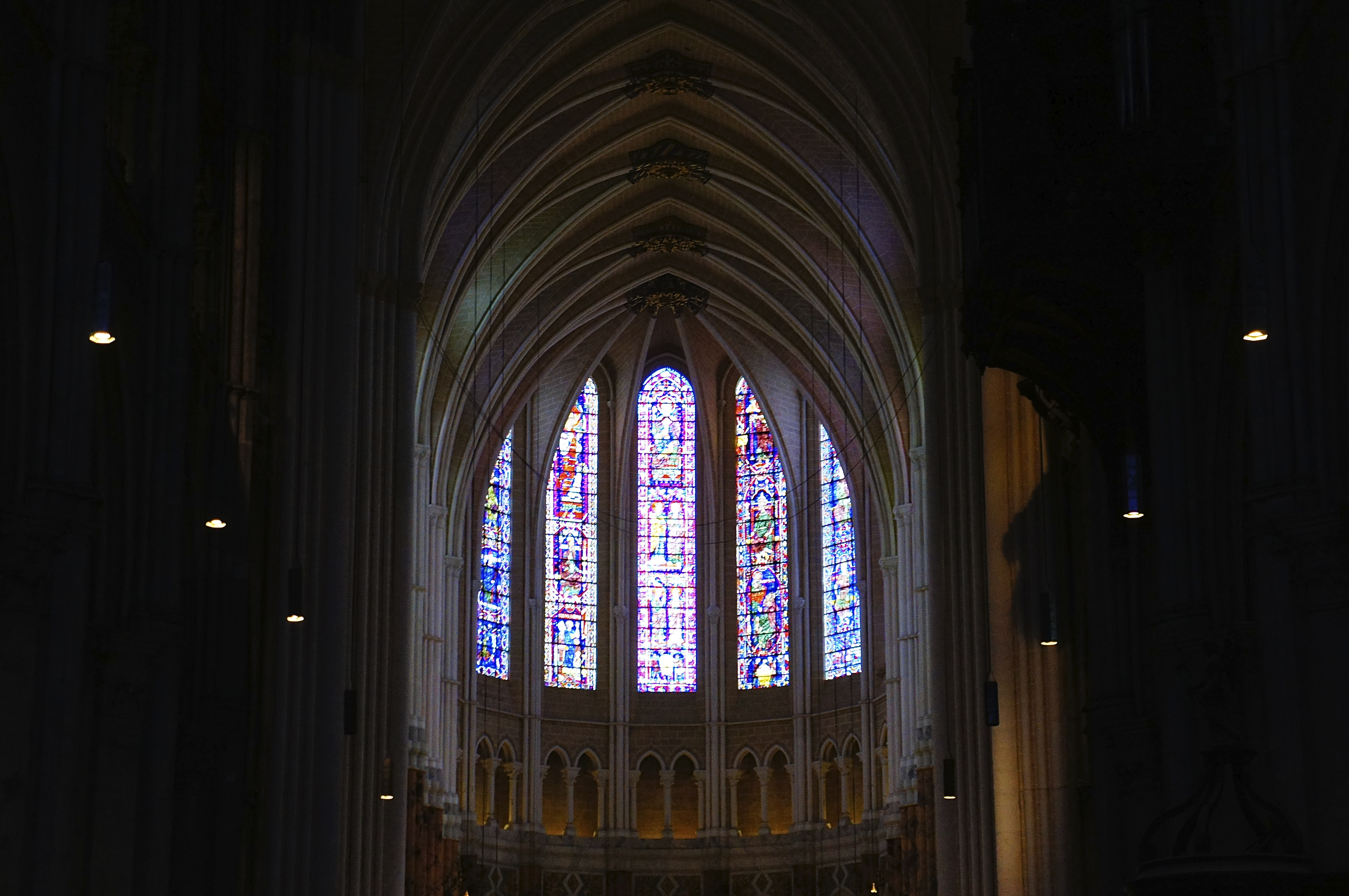
Vitraux du chœur (vue depuis le fond de la nef).

Cet ensemble est le premier que le visiteur voit lorsqu'il entre par la porte royale du portail ouest. Du fond de la nef, toute la perspective converge vers la figure centrale de la Vierge Marie, qui trône au sommet du vitrail en position de sedes sapientiae, et qui reste très lisible malgré la distance, rappelant que la cathédrale est dédiée à Notre-Dame de l'Assomption.
Le vitrail de Notre-Dame est entourée de six grandes lancettes où les patriarches et prophètes y sont représentés tournés vers elle.
Cet ensemble homogène date de 1210-1225, et est contemporain de la construction de la cathédrale actuelle, au début du XIIIe siècle.

#### Chœur nord
Les lancettes des baies 107, et 111 furent détruites au XVIIIe siècle. Seules les roses de ces baies sont restées intactes. Avant leur destruction, la baie 107 retraçait l'histoire de saint Denis et la baie 111 celle de saint Jean-Baptiste et de saint Jacques le Majeur.
Ces vitraux forment une procession de nobles dont Louis VIII le Lion occupe la tête, bien qu'à cette époque il n'était pas encore roi : il est désigné par des fleurs de lys, mais n'a pas de couronne. Il était également présent dans les lancettes disparues, à genoux devant un cierge et offrant une fenêtre.

Vitraux du chœur, mur nord
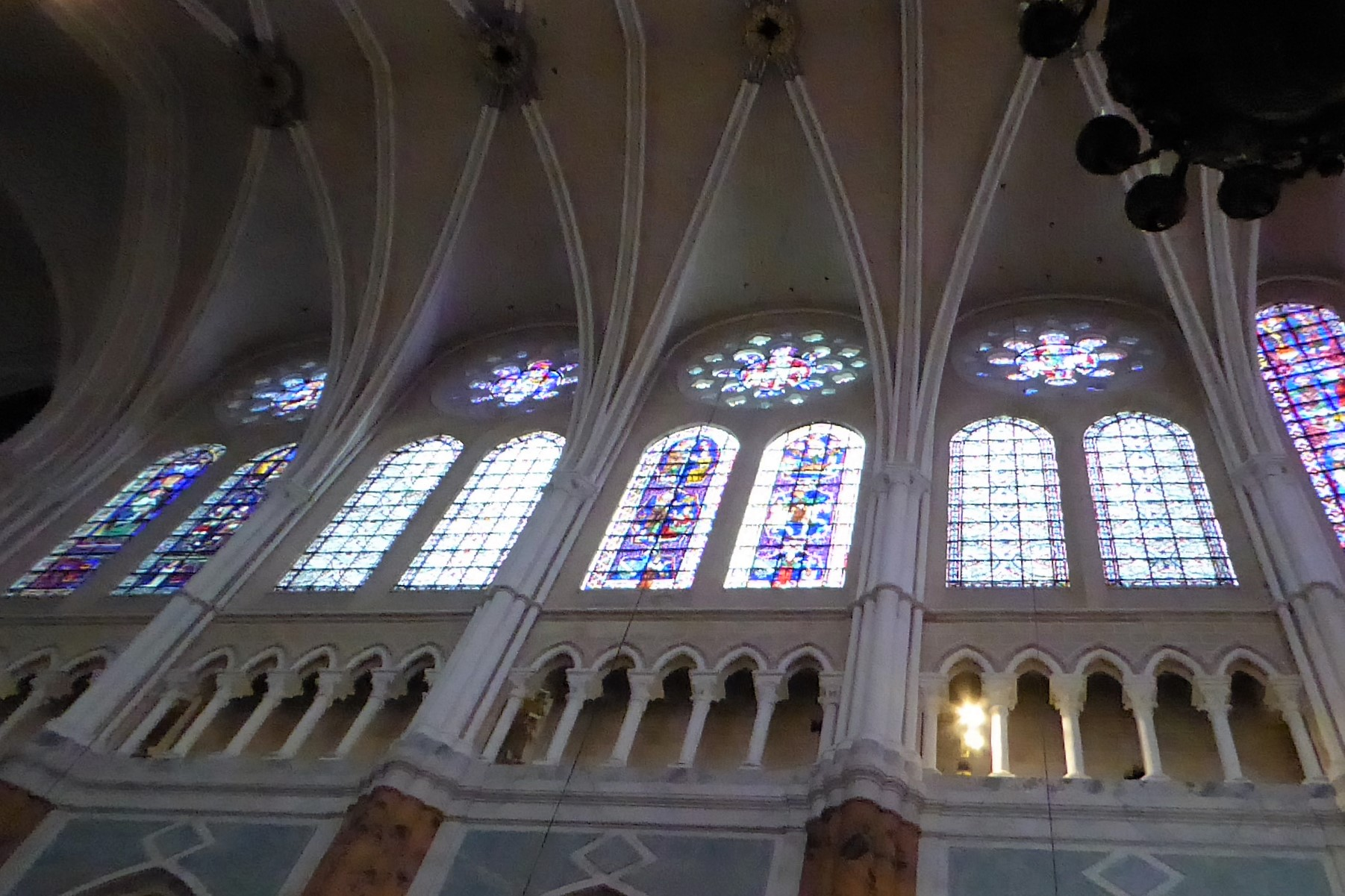
Baies 113, 111, 109 et 107 (de gauche à droite).

| Côté N° baie | Nom du vitrail                                                                   | Donateurs                                                        | Dates | Base Palissy         | Wikimedia Commons    |
| ------------ | -------------------------------------------------------------------------------- | ---------------------------------------------------------------- | --- | -------------------- | -------------------- |
| 107          | Rose : Louis de France en armure et à cheval Grisaille                           | Louis VIII                                                       | 1210-1225 Vitraux des lancettes détruits en 1757, 1773 et 1788 Remplacés en 1935-1936 par des grisailles de Lorin | Notice no PM28000822 | Baie 107 sur Commons |
| 109          | Rose : Thibault VI Gauche et droite : Histoire de saint Martin                   | Thibault VI, comte de Chartres                                   | 1210-1225 Restaurée en 1920 et 1921 par Lorin et Gaudin                                                           | Notice no PM28000817 | Baie 109 sur Commons |
| 111          | Rose : Roi de Castille Grisaille                                                 | Roi de Castille                                                  | 1210-1225 Vitraux des lancettes détruits en 1757, 1773 et 1788 Remplacés en 1935-1936 par des grisailles de Lorin | Notice no PM28000822 | Baie 111 sur Commons |
| 113          | Rose : Christ trônant Gauche : Vierge à l'Enfant Droite : Pèlerins de St-Jacques | Renaud de Bar, évêque de Chartres de 1183 à 1217 Robert de Berou | vers 1217 Restaurée en 1920 et 1921 par Lorin et Gaudin                                                           | Notice no PM28000817 | Baie 113 sur Commons |

### Transept sud

Verrières hautes du transept sud, murs ouest et est
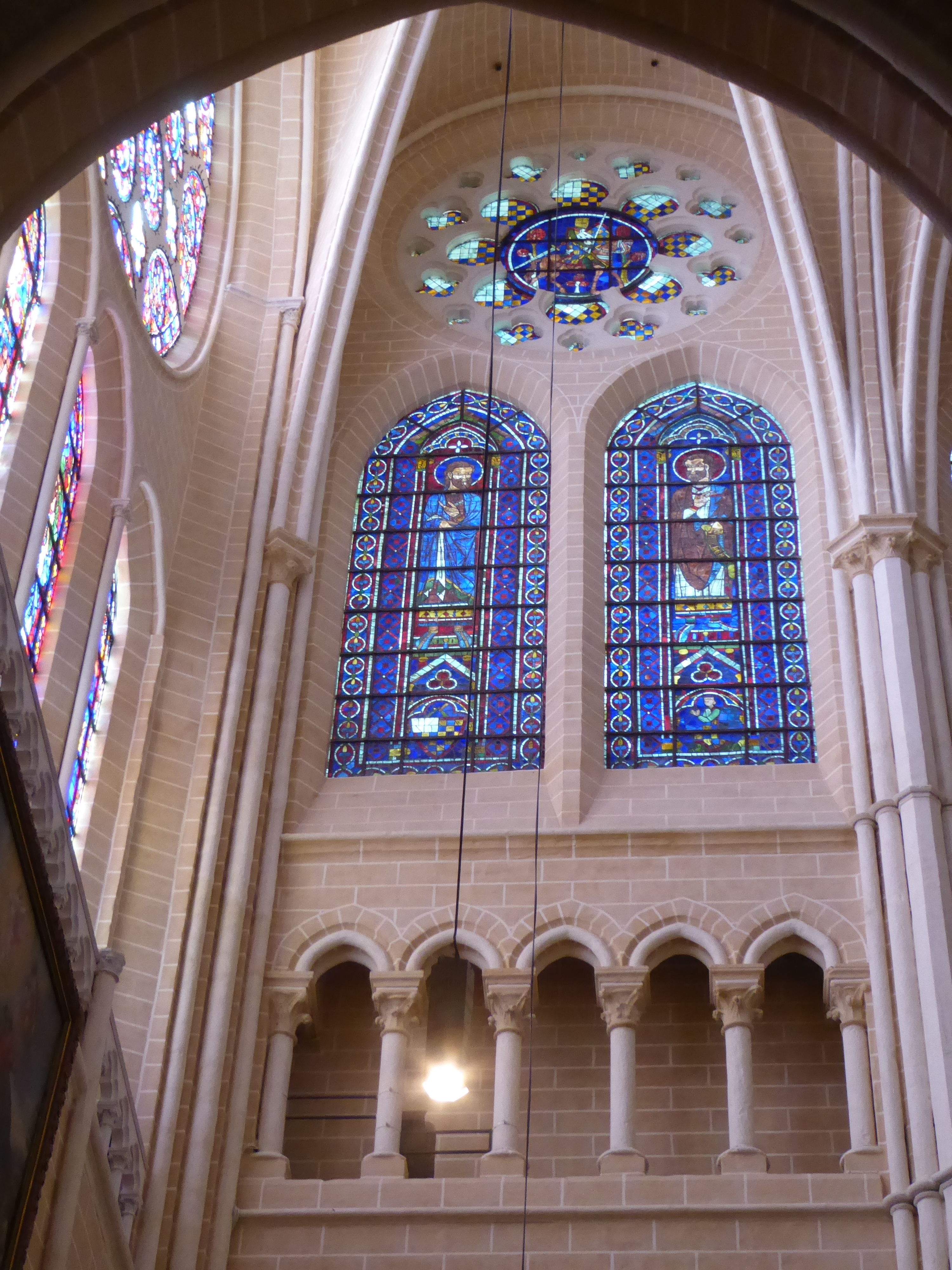
Baie 124, mur ouest.
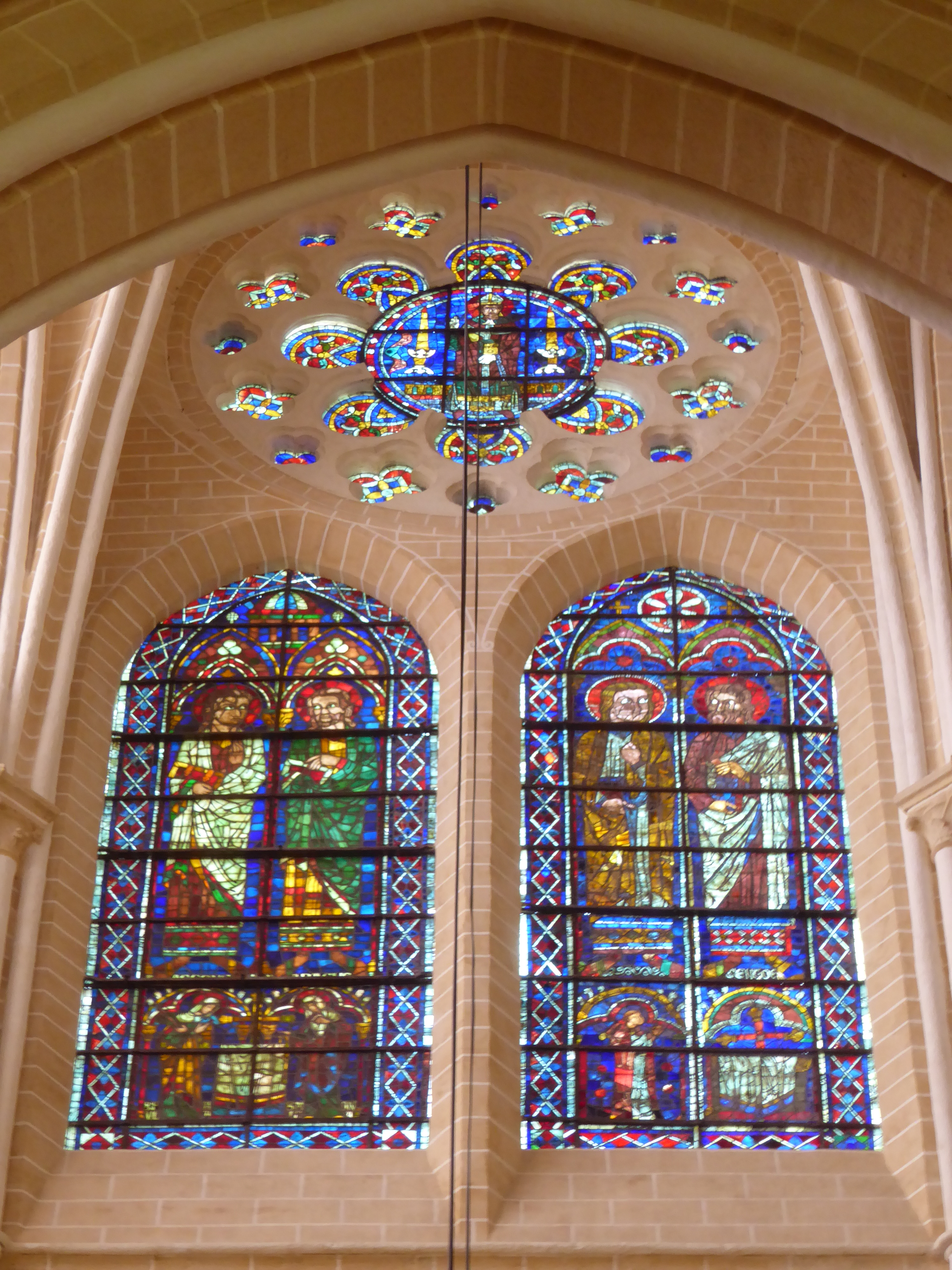
Baie 126, mur ouest.
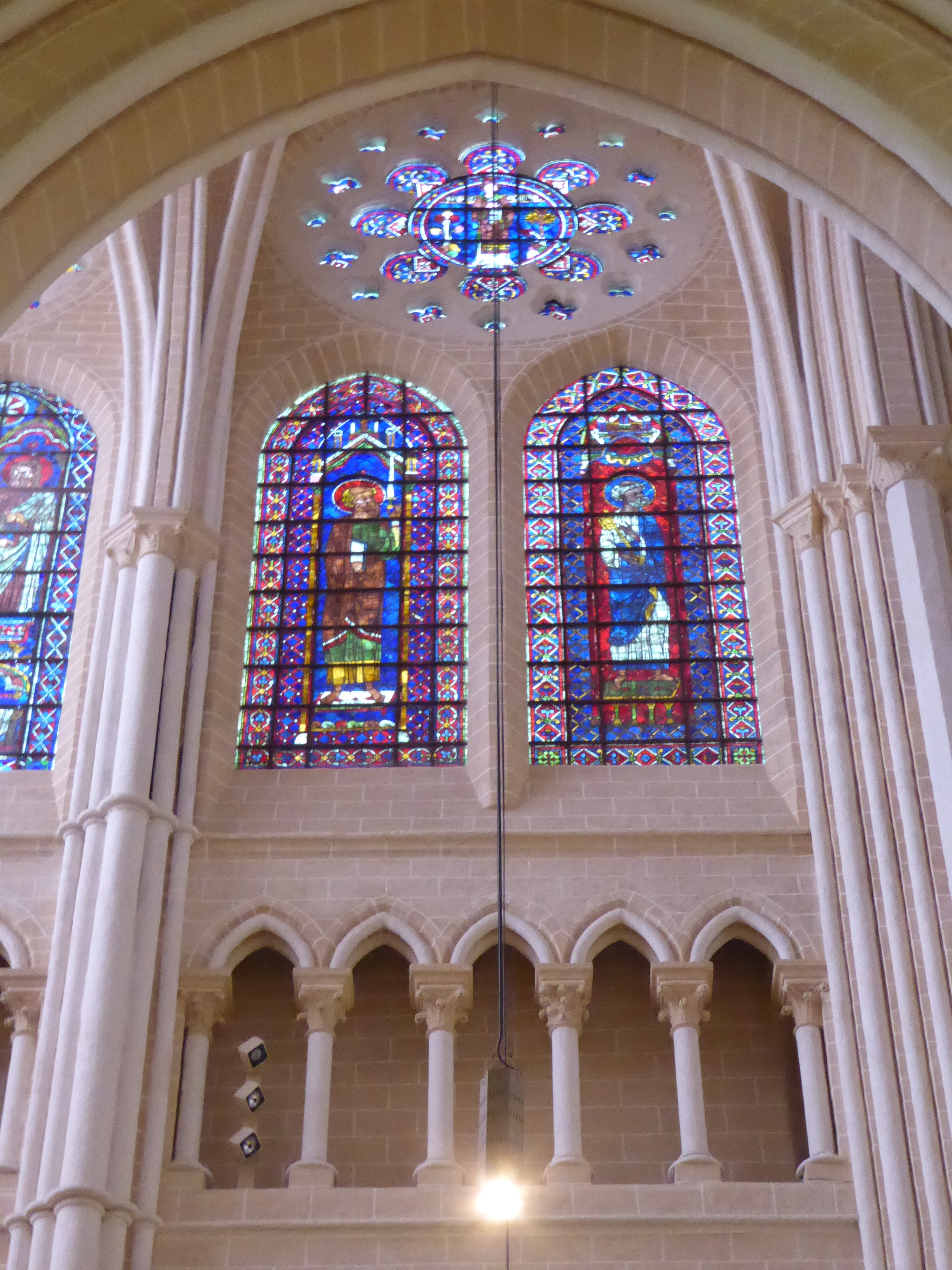
Baie 128, mur ouest.
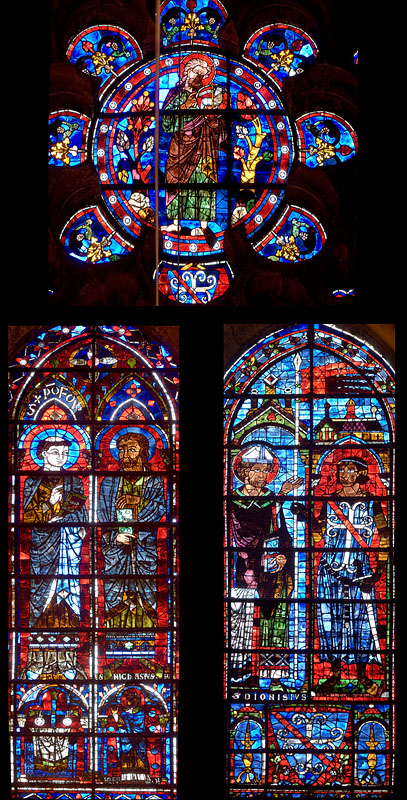
Baie 116, mur est Rose : saint Jean-Baptiste Gauche : 2 saints inconnus Droite : saint Denis.
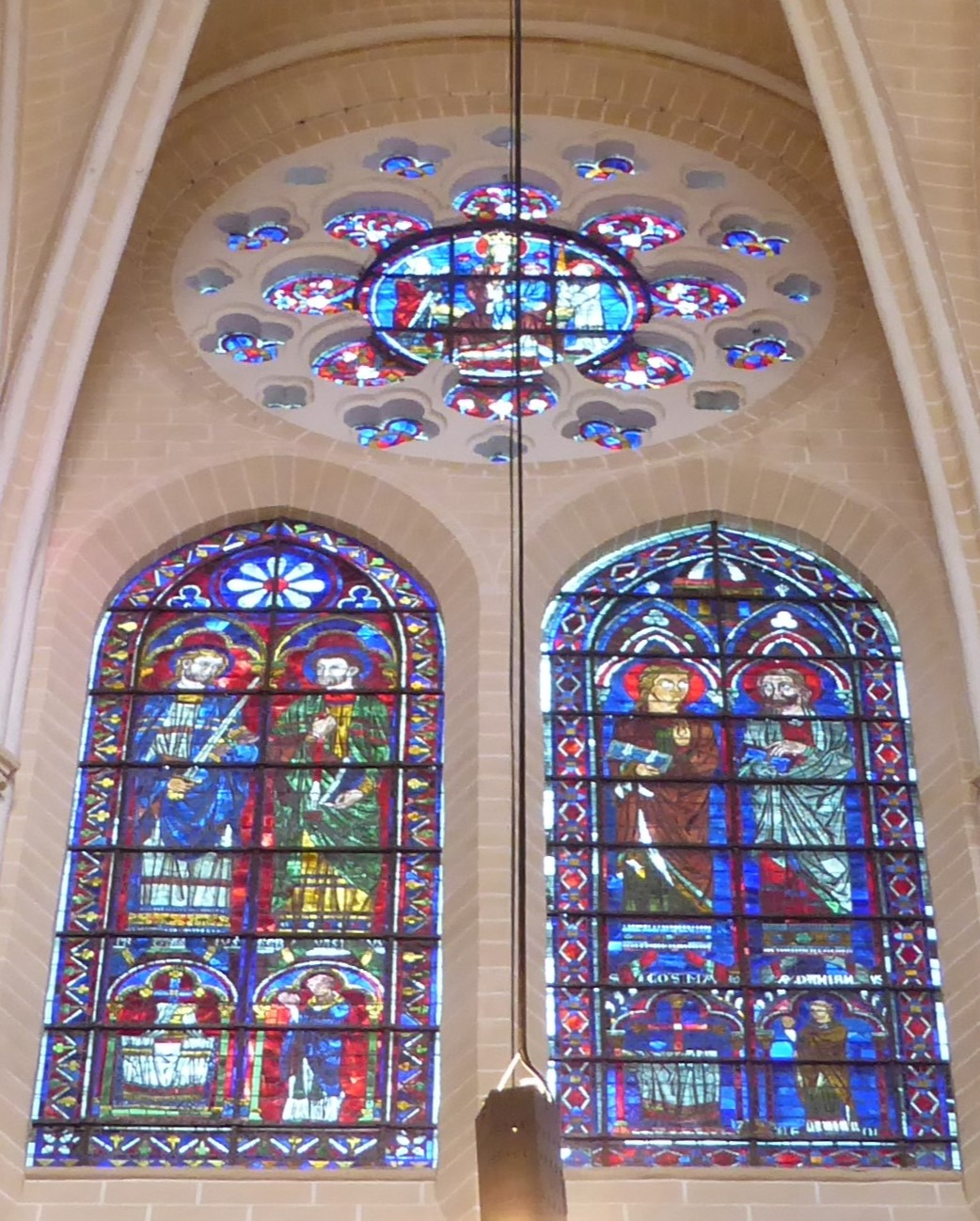
Baie 118, mur est.
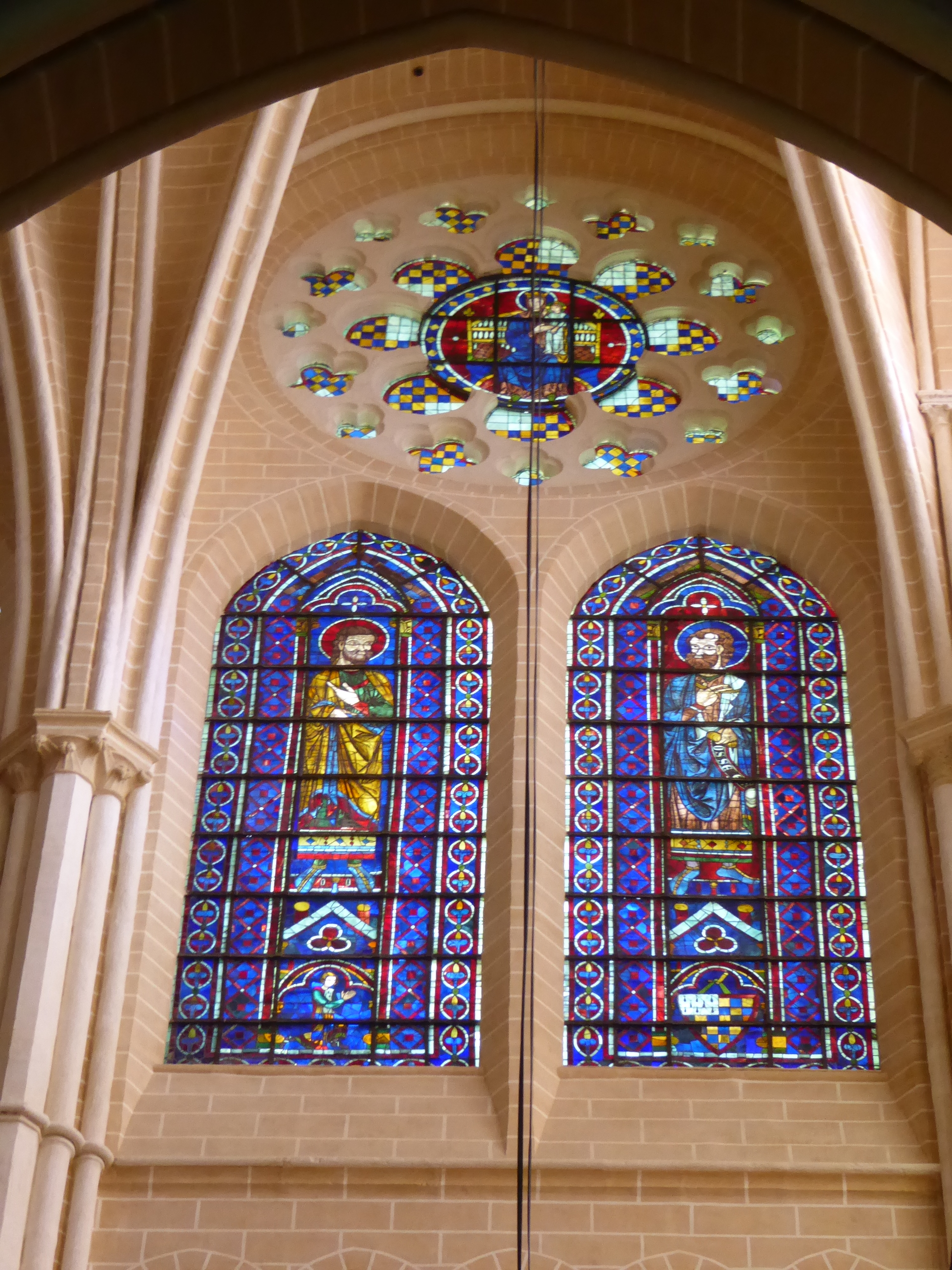
Baie 120, mur est.

| N° baie | Nom du vitrail                                                                                           | Donateurs                                 | Dates                       | Base Palissy         | Wikimedia Commons    |
| ------- | --- | ----------------------------------------- | --------------------------- | -------------------- | -------------------- |
| 128     | Rose : Jean de Courville, diacre Gauche : saint Pierre Droite : saint Paul                               | Jean de Courville                         | 1225-1235                   | Notice no PM28000813 | Baie 128 sur Commons |
| 126     | Rose : un saint évêque Gauche : un saint inconnu et saint Antoine Droite : vitrail détruit               | -                                         | 1225-1235 Complétée en 1928 | Notice no PM28000813 | Baie 126 sur Commons |
| 124     | Rose : Pierre Mauclerc Gauche : le prophète Michée Droite : le prophète Malachie                         | Pierre Mauclerc Alix de Thouars, sa femme | 1225-1235                   | Notice no PM28000813 | Baie 124 sur Commons |
| 120     | Rose : la Vierge et l'Enfant Gauche : un prophète Droite : le prophète Osée                              | Pierre Mauclerc                           | 1225-1235                   | Notice no PM28000813 | Baie 120 sur Commons |
| 118     | Rose : la Vierge et l'Enfant Gauche : saint Gervais et saint Protais Droite : saint Côme et saint Damien | -                                         | 1225-1235                   | Notice no PM28000813 | Baie 118 sur Commons |
| 116     | Rose : saint Jean-Baptiste Gauche : deux saints inconnus Droite : saint Denis                            | Clément du Mez                            | 1225-1235                   | Notice no PM28000813 | Baie 116 sur Commons |

### Nord de la nef

Verrières hautes du nord de la nef, de gauche à droite : baies 141, 139, 137, 135, 133, 131 et 129
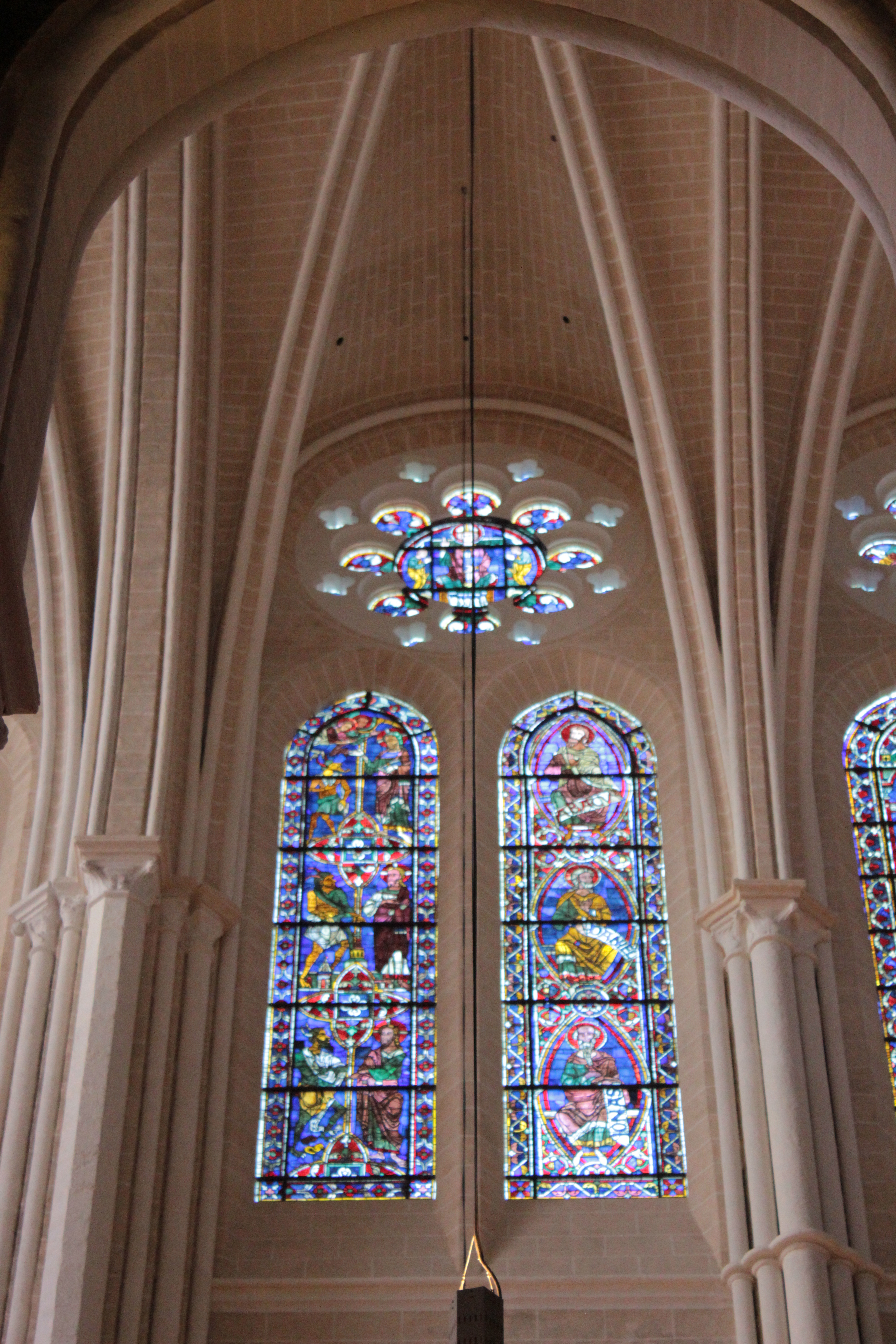
Baie 141.
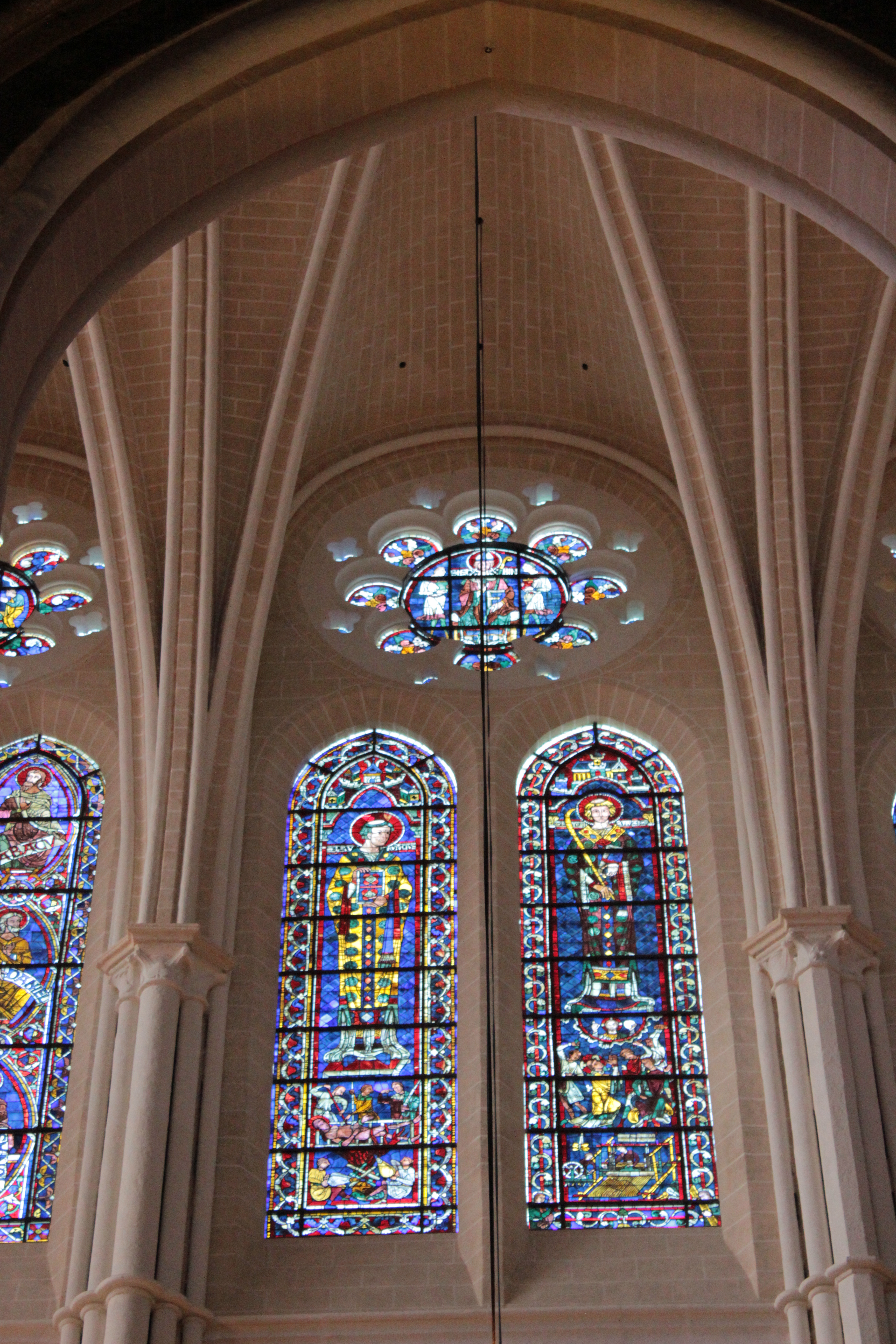
Baie 139.
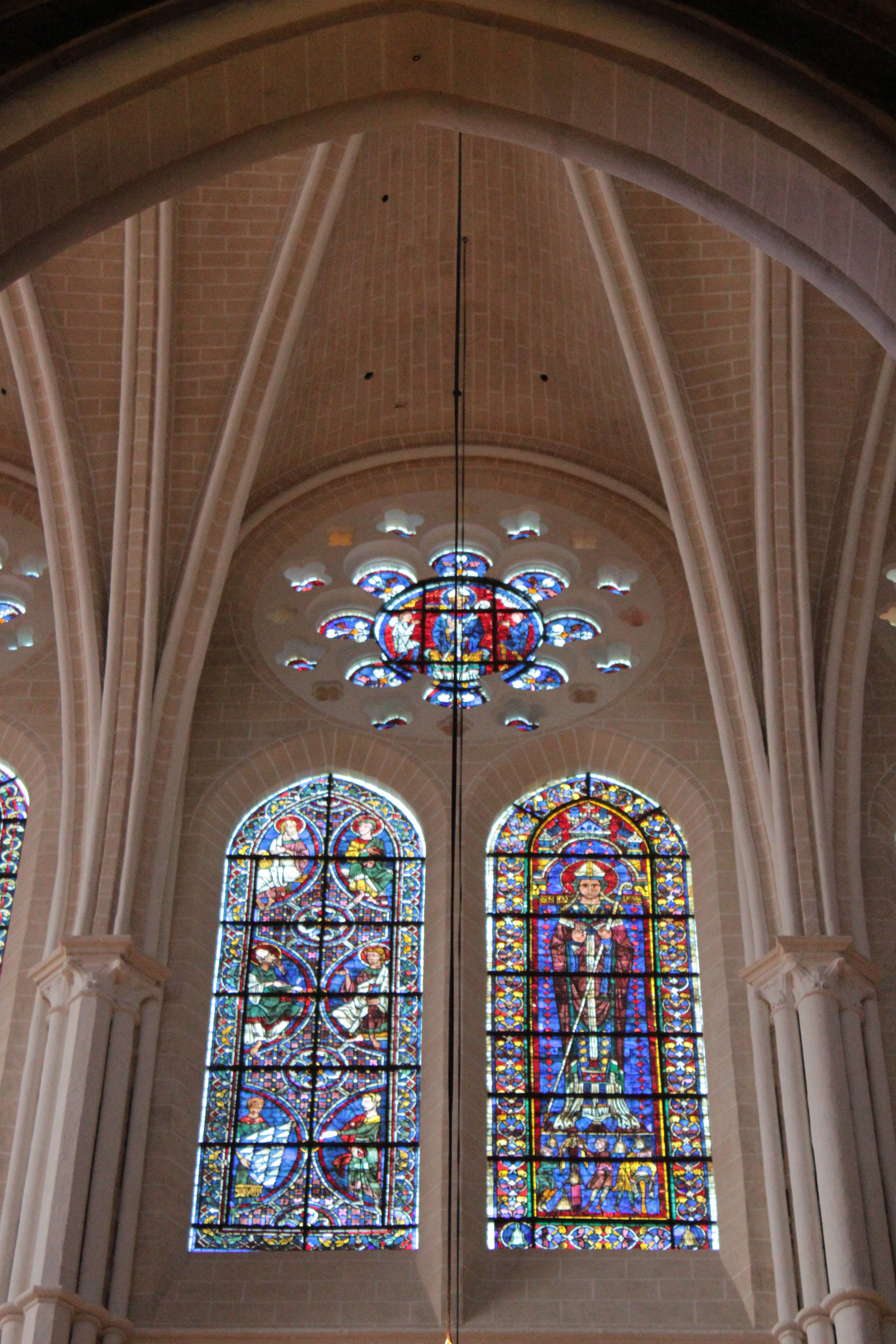
Baie 137.
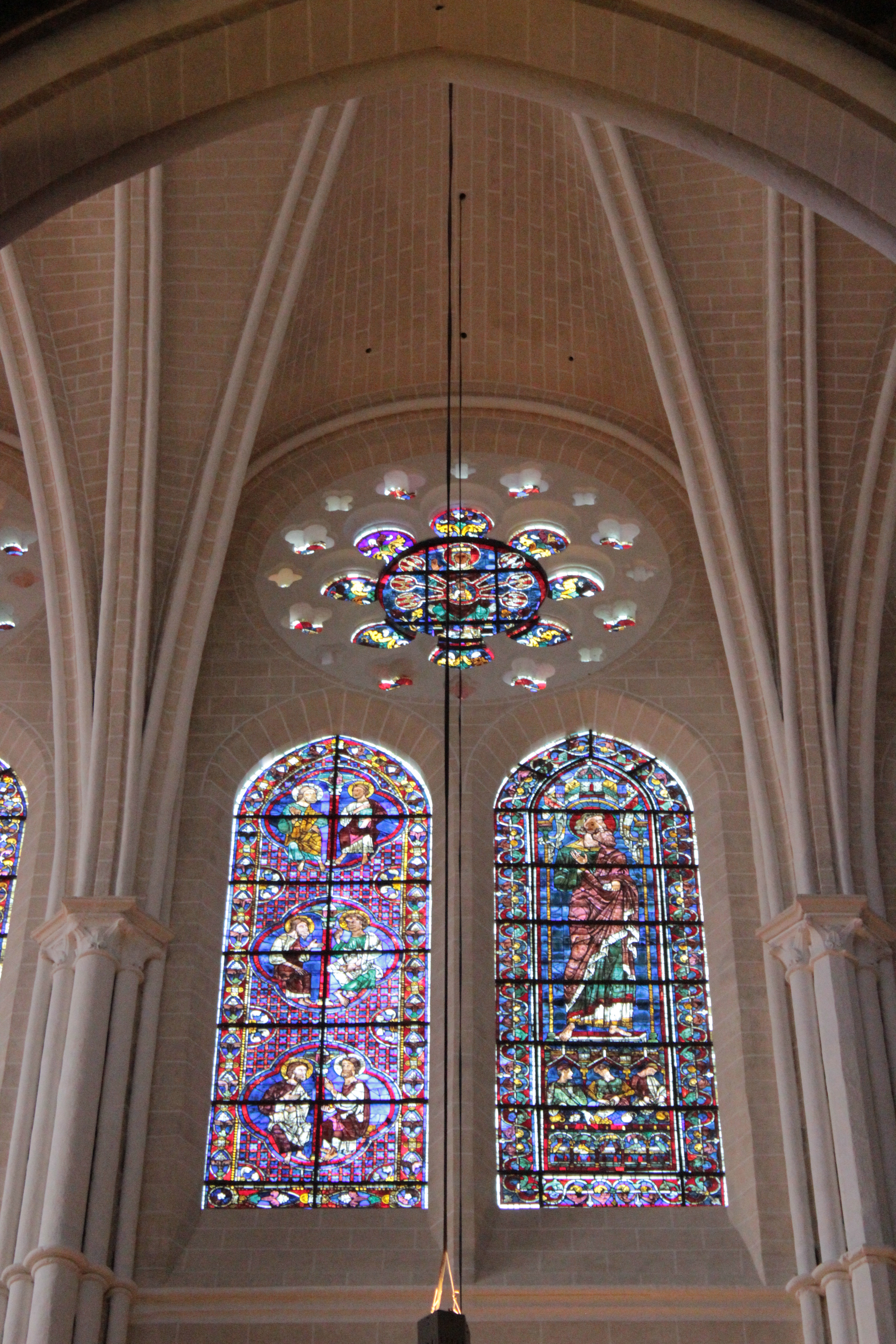
Baie 135.
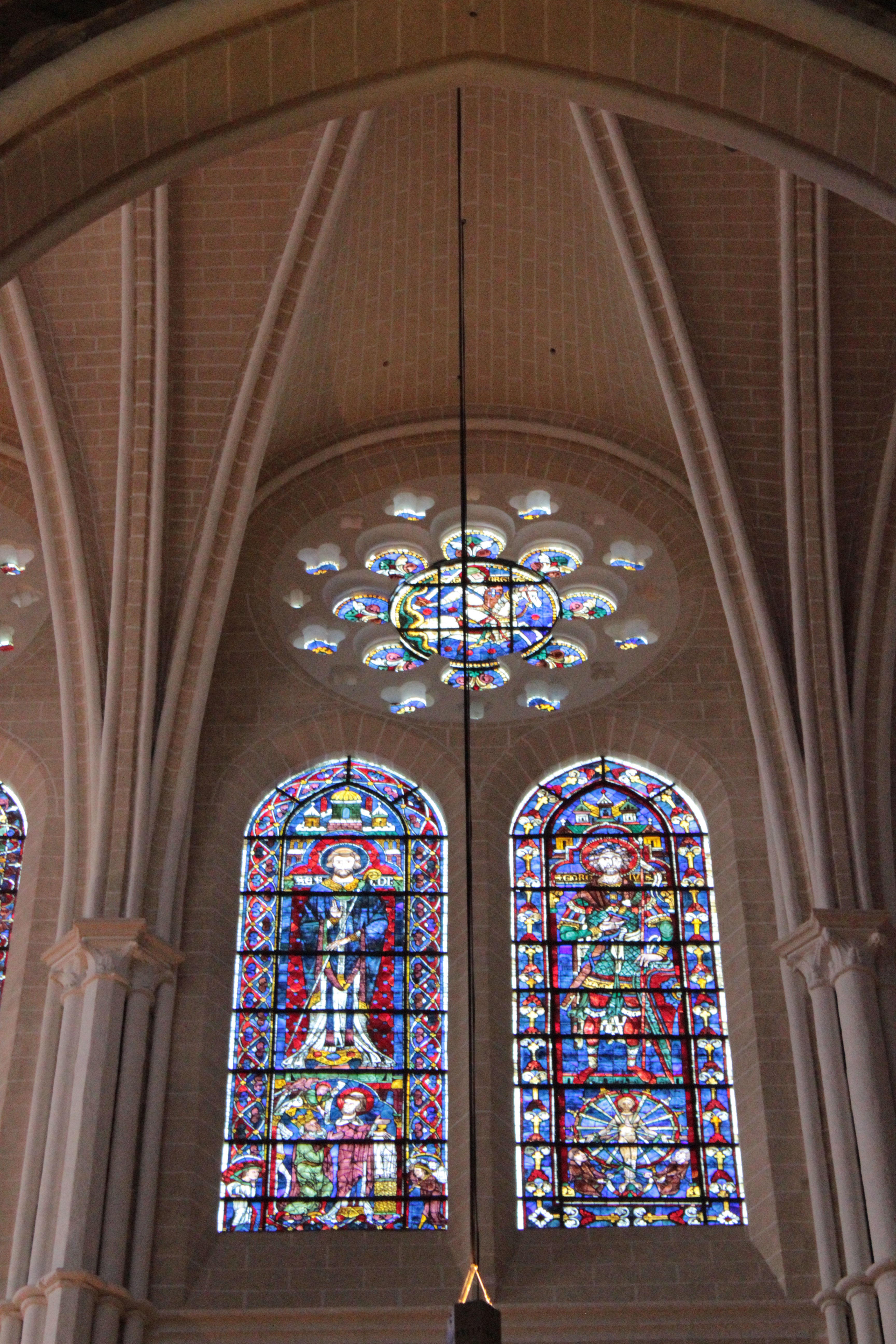
Baie 133.
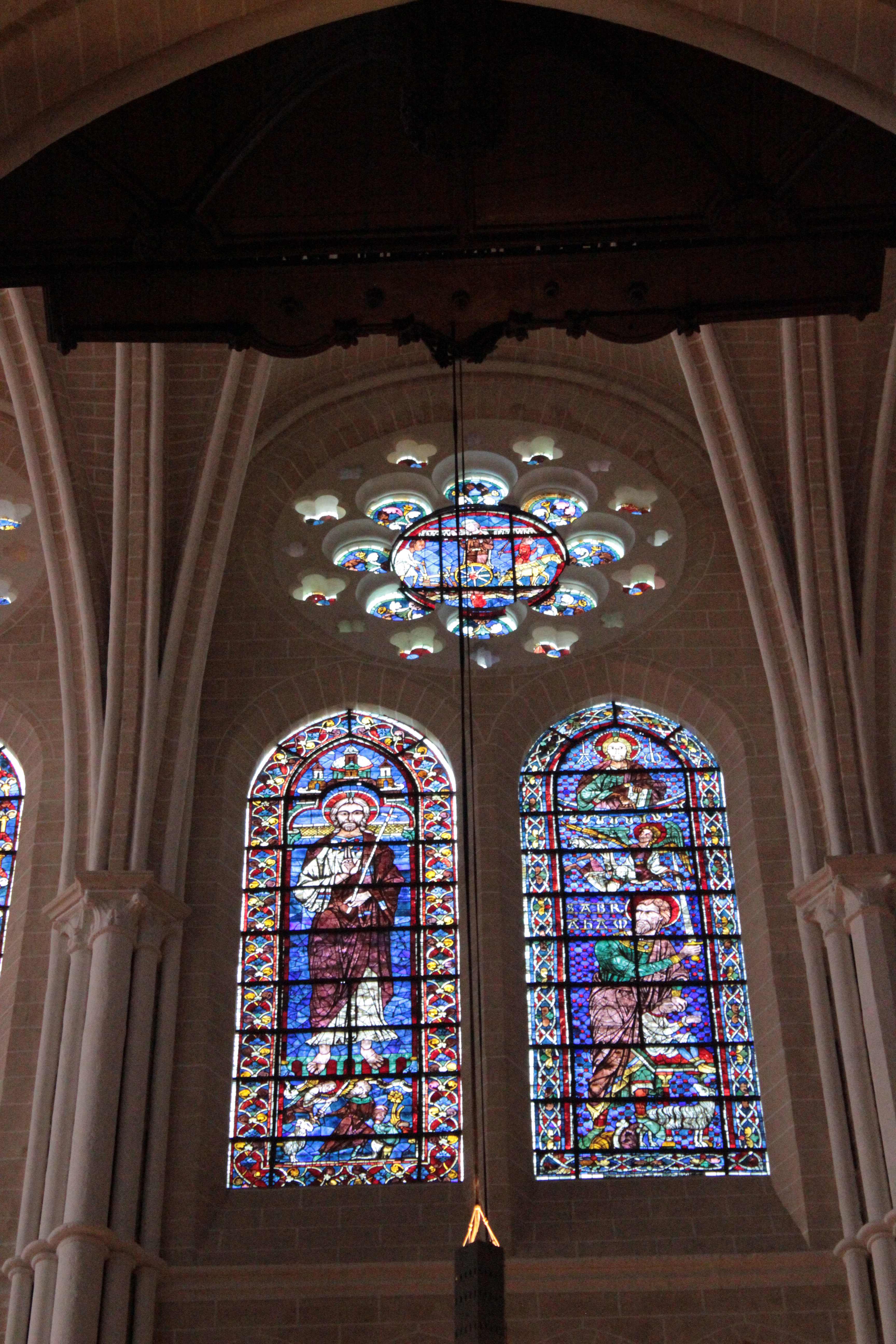
Baie 131.
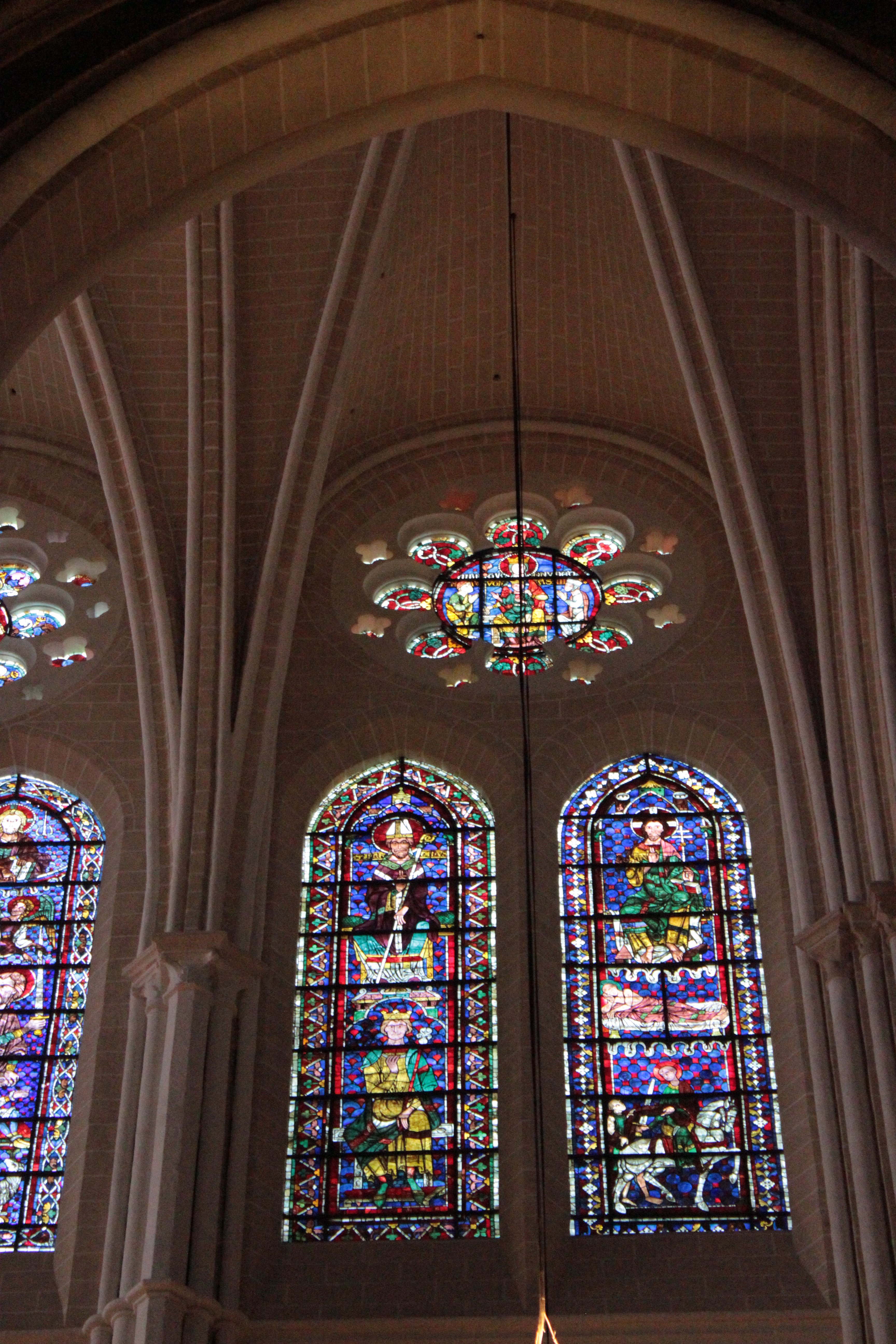
Baie 129.

| N° baie | Nom du vitrail                                                                                  | Donateurs                     | Dates     | Base Palissy         | Wikimedia commons    |
| ------- | ----------------------------------------------------------------------------------------------- | ----------------------------- | --------- | -------------------- | -------------------- |
| 129     | Rose : Vierge à l'Enfant Gauche et droite : vie de saint Martin                                 | Bourgeois de Tours            | 1205-1215 | Notice no PM28000811 | Baie 129 sur Commons |
| 131     | Rose : laboureurs Gauche : sacrifice d'Abraham et Christ bénissant Droite : sacrifice d'Abraham | Les laboureurs                | 1205-1215 | Notice no PM28000811 | Baie 131 sur Commons |
| 133     | Rose : saint Georges Gauche : martyre de saint Georges Droite : messe de saint Gilles           | Habitants de Nogent           | 1205-1215 | Notice no PM28000811 | Baie 133 sur Commons |
| 135     | Rose : Vierge et les 7 dons de l'Esprit Gauche : un apôtre Droite : six apôtres                 | Les changeurs                 | 1205-1215 | Notice no PM28000811 | Baie 135 sur Commons |
| 137     | Rose : saint Thomas Becket Gauche : saint Nicolas Droite : quatre apôtres                       | Les mégissiers Deux donateurs | 1205-1215 | Notice no PM28000811 | Baie 137 sur Commons |
| 139     | Rose : saint Lubin Gauche : saint Étienne Droite : saint Laurent                                | Les tisserands Deux donateurs | 1205-1215 | Notice no PM28000811 | Baie 139 sur Commons |
| 141     | Rose : saint évêque Gauche : Jonas, Daniel, Habacuc Droite : Tentations du Christ               | Deux donateurs                | 1205-1215 | Notice no IM28000520 | Baie 141 sur Commons |

## Donateurs
Pour permettre la réalisation de la nouvelle cathédrale, il a fallu de nombreux dons. Toutes les classes sociales de la société ont participé à cette entreprise : les souverains, dont on peut voir les armes sur les vitraux de la façade nord du transept, les nobles de la région de Chartres, d'Île-de-France et de Normandie, le chapitre de la cathédrale, et les différentes corporations d'artisans.
Les nobles participèrent plutôt à la réalisation des verrières hautes. Ils sont représentés sur vingt-six verrières hautes et seulement trois verrières basses. On peut retrouver Louis VIII, Étienne Ier de Sancerre, Guillaume de La Ferté-Arnaud, Simon de Montfort, Thibault VI, comte de Blois et de Chartres, Ferdinand III de Castille, Raoul de Courtenay, Robert de Champignelles, un seigneur de la famille Bar-Loupy, Bouchard de Montmorency, Robert de Beaumont, Jean de Courville, Pierre de Dreux dit Mauclerc, Jean Clément de Metz, seigneur du Mez et d'Argentan, Philippe Hurepel, comte de Boulogne... Blanche de Castille et Louis IX ont participé à la réalisation des vitraux de la façade septentrionale du transept tandis que Pierre de Dreux participait à celle de la façade méridionale.
Près d'une trentaine de confréries et de corporations ont participé à la réalisation des verrières. Représentés sur les vitraux, ils forment un tableau des différents métiers au XIIIe siècle : charpentiers, menuisiers, laboureurs, vignerons, maçons, tailleurs de pierre, drapiers, fourreurs, boulangers, etc.

### Représentations de donateurs

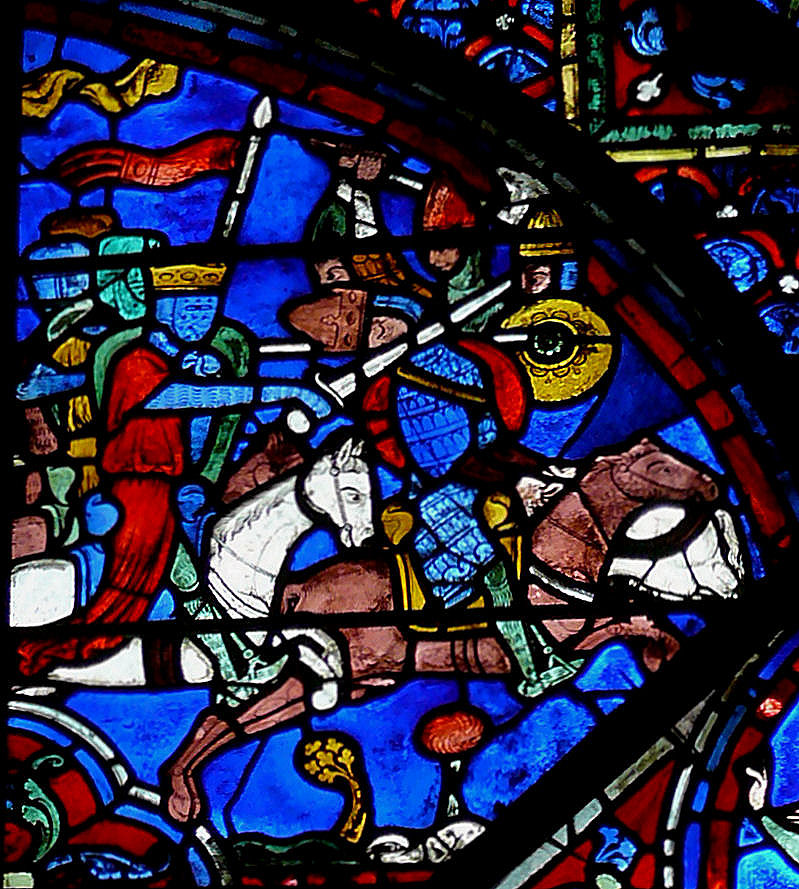
Scène de combats de chevaliers (baie 7).
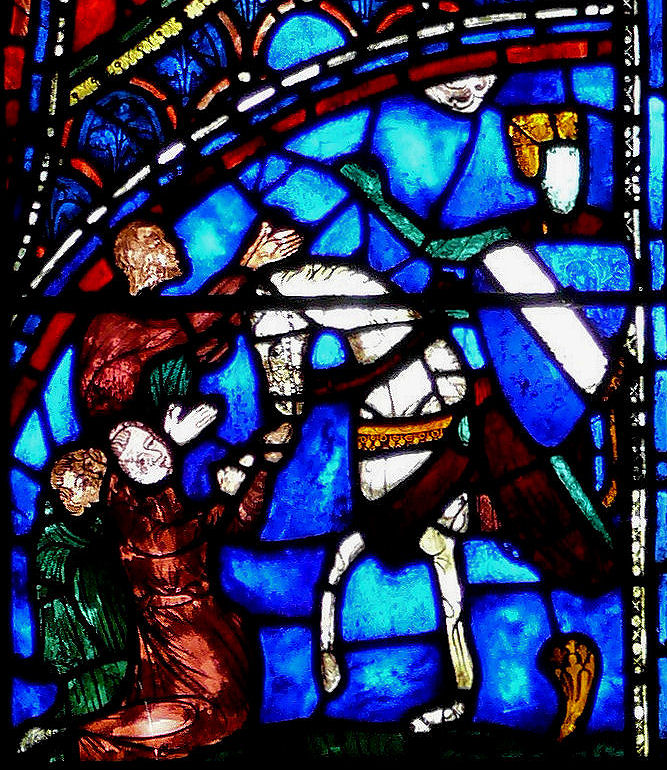
Chevalier portant le blason de la famille de Champagne, probablement - Vie de la Vierge (baie 28b).
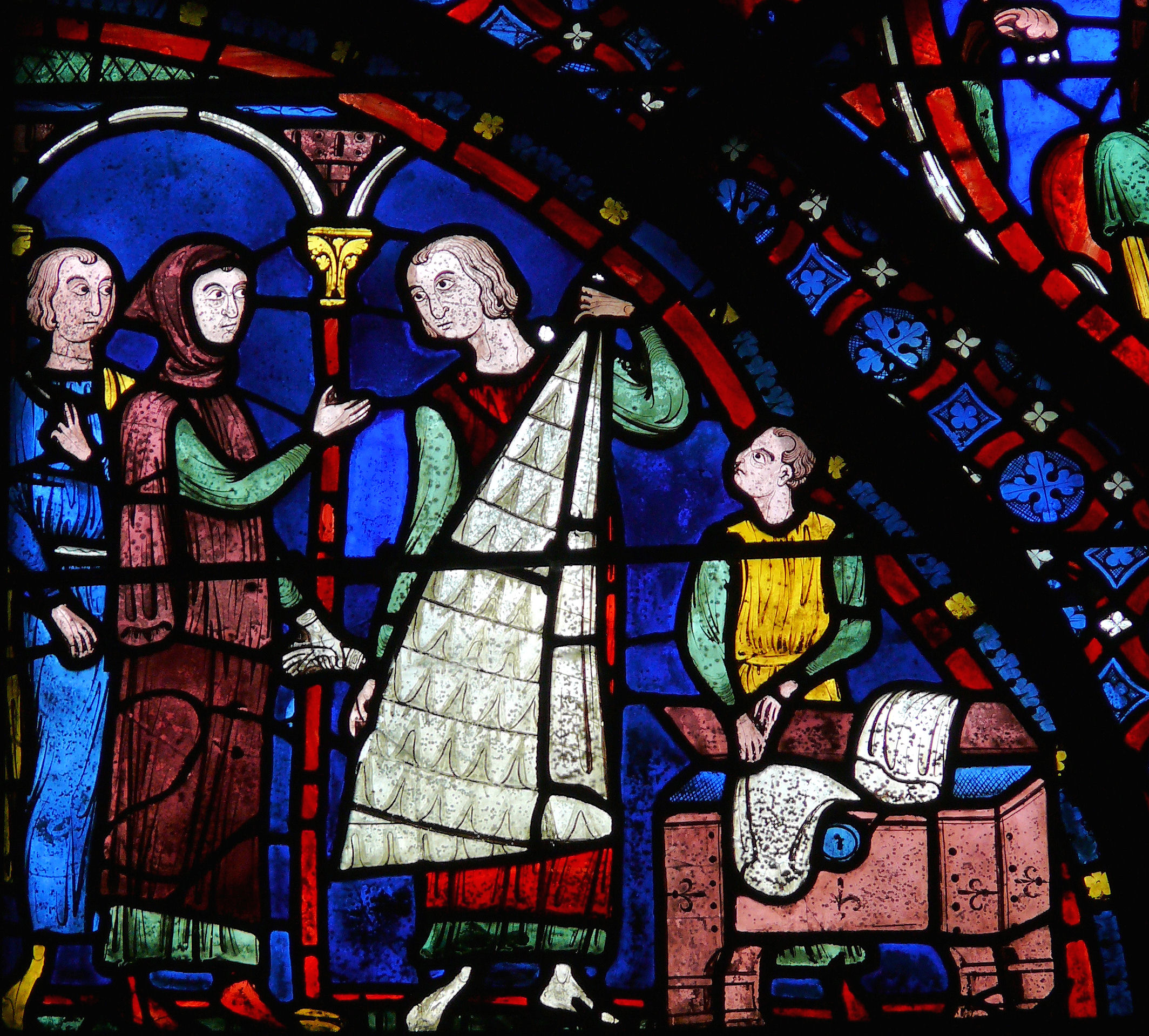
Histoire de la vie de saint Jacques le Majeur : fourreurs (baie 5).
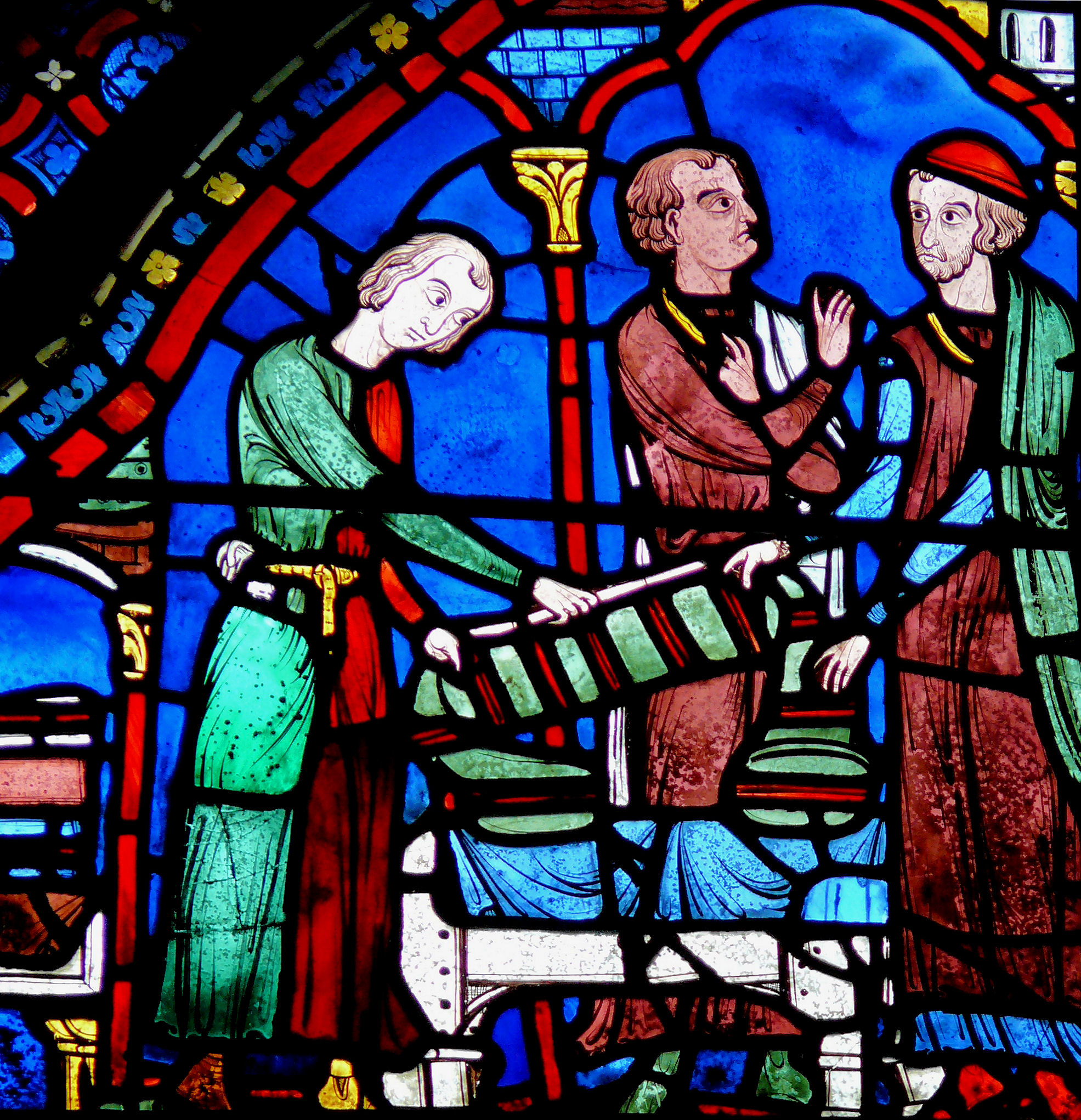
Histoire de la vie de saint Jacques le Majeur : drapiers (baie 5).
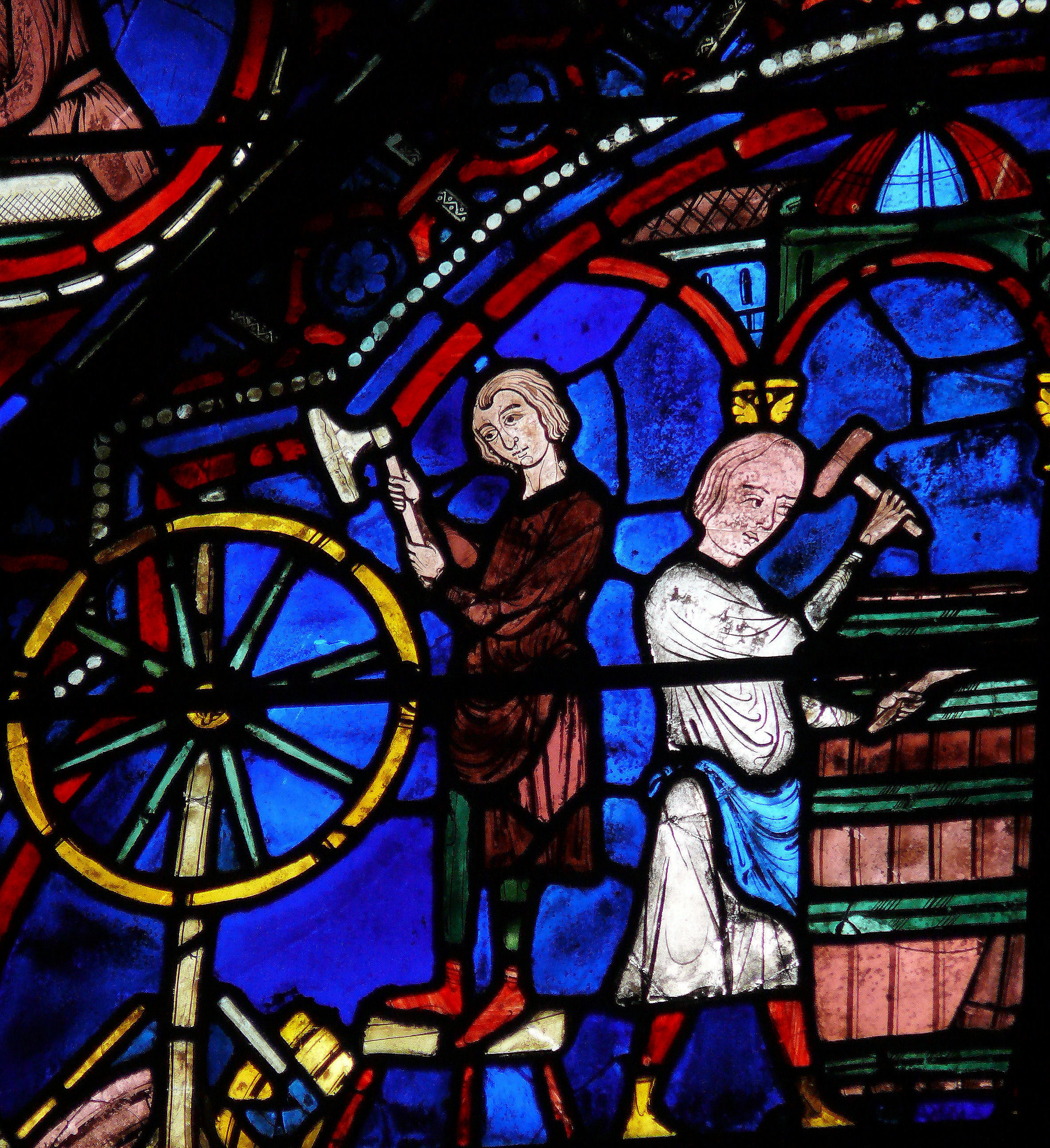
Charron et tonnelier (baie 21).
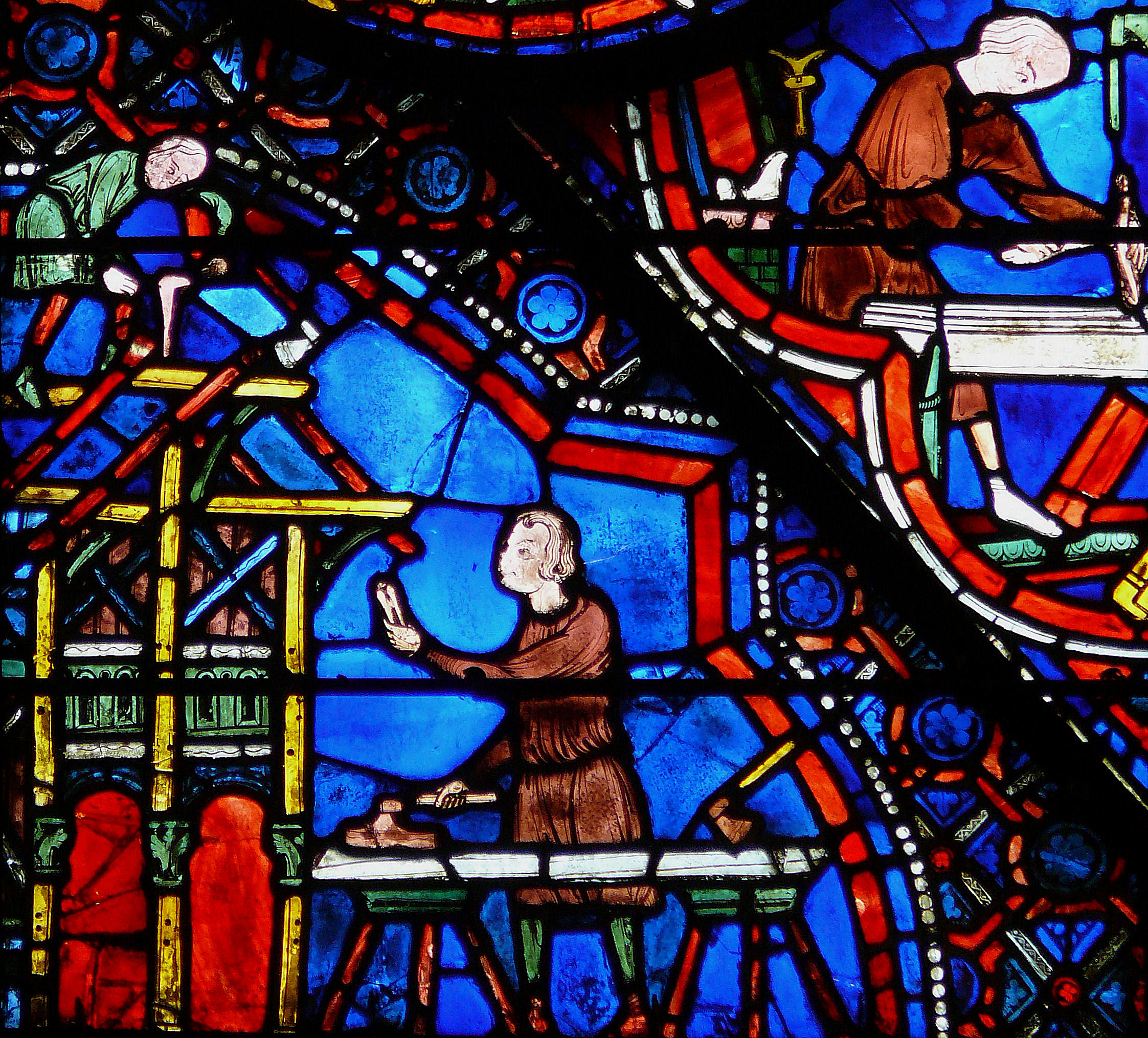
Charpentiers (baie 21).
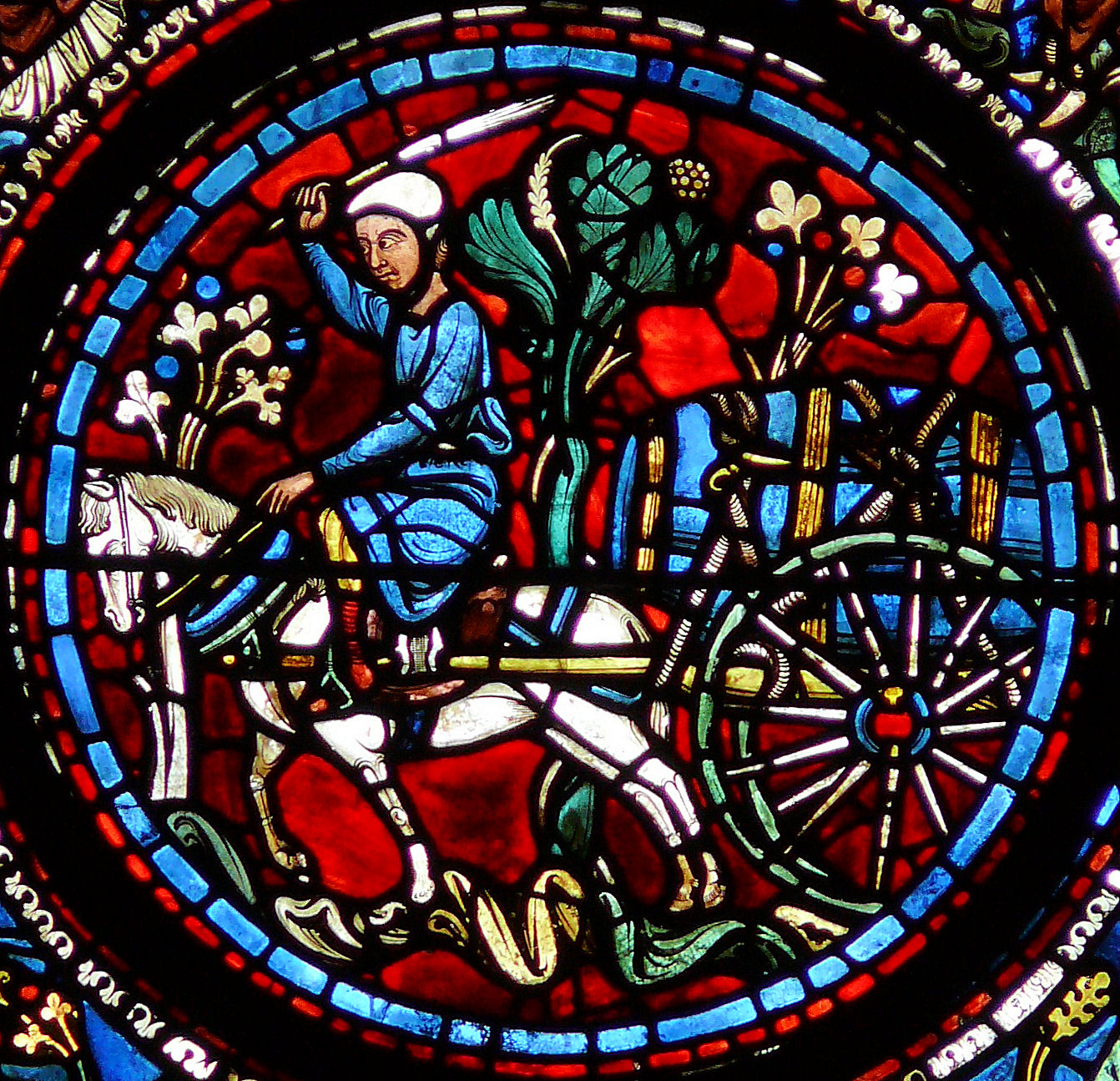
Transport d'un tonneau (baie 45).

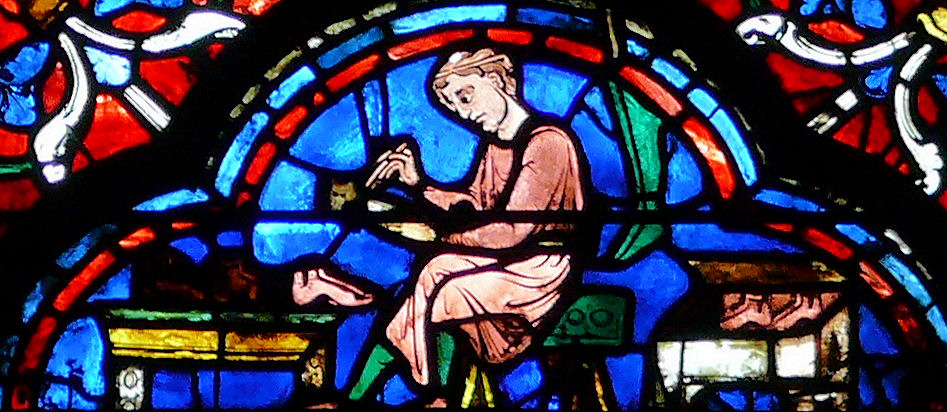
Coordonnier-chausseur (baie 42).
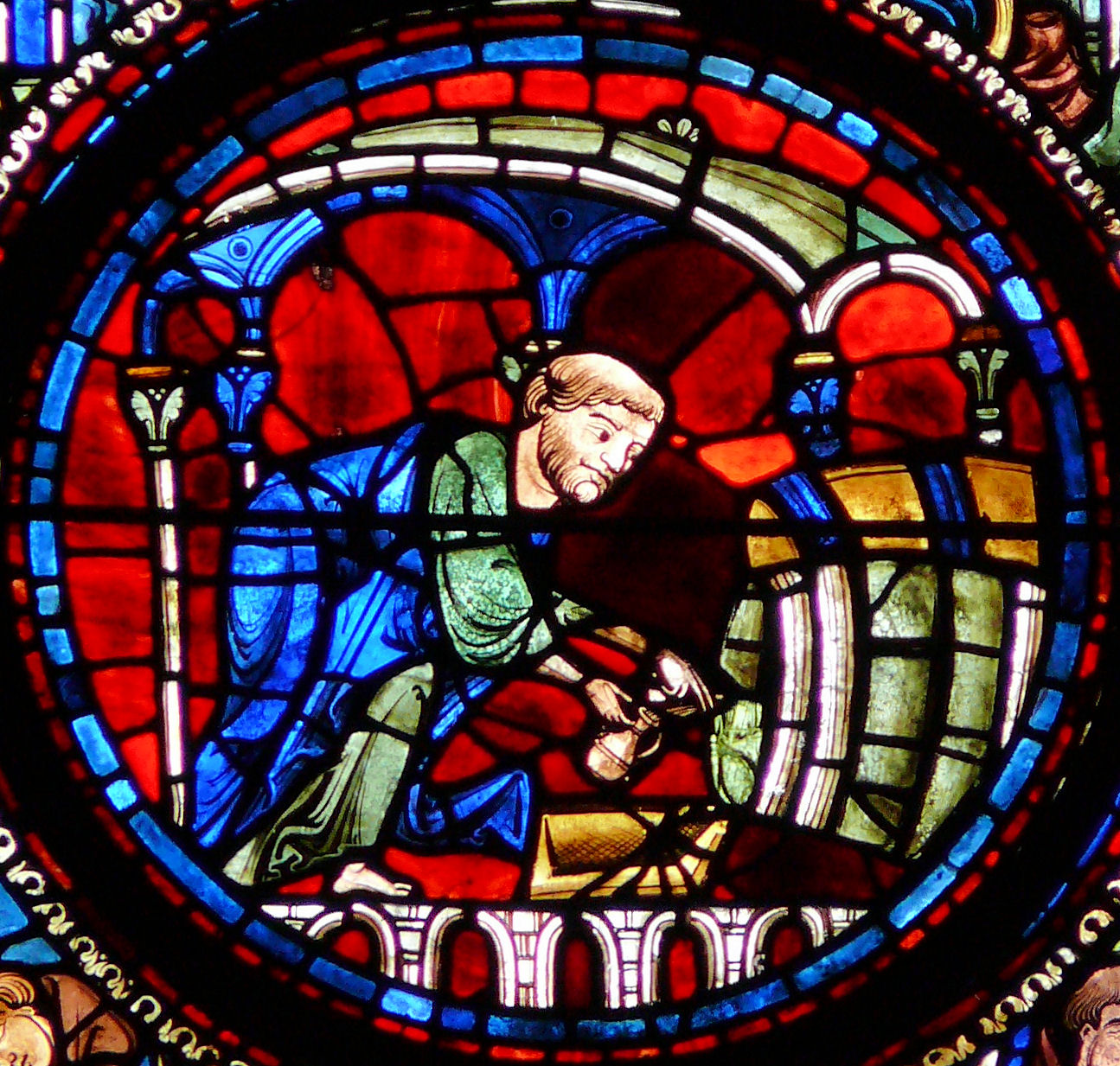
Tirage du vin au tonneau - Histoire de la vie de saint Lubin (baie 45).
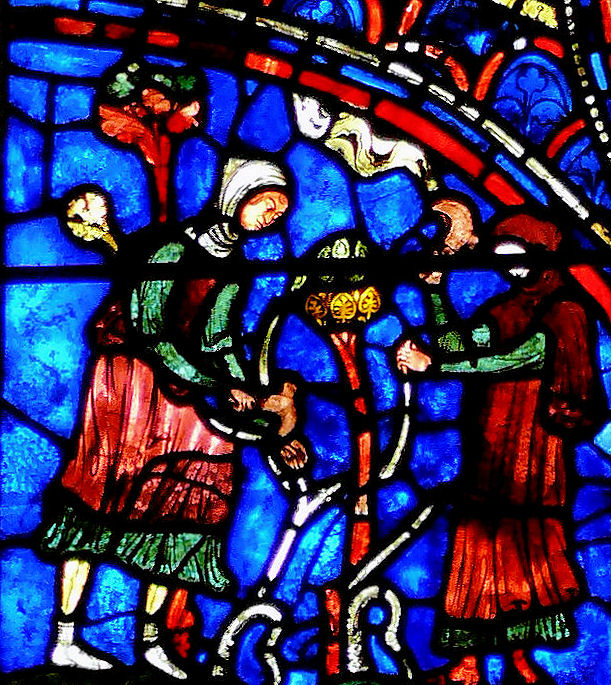
Deux vignerons taillent les vignes - Vitrail de la Vierge (baie 28b).
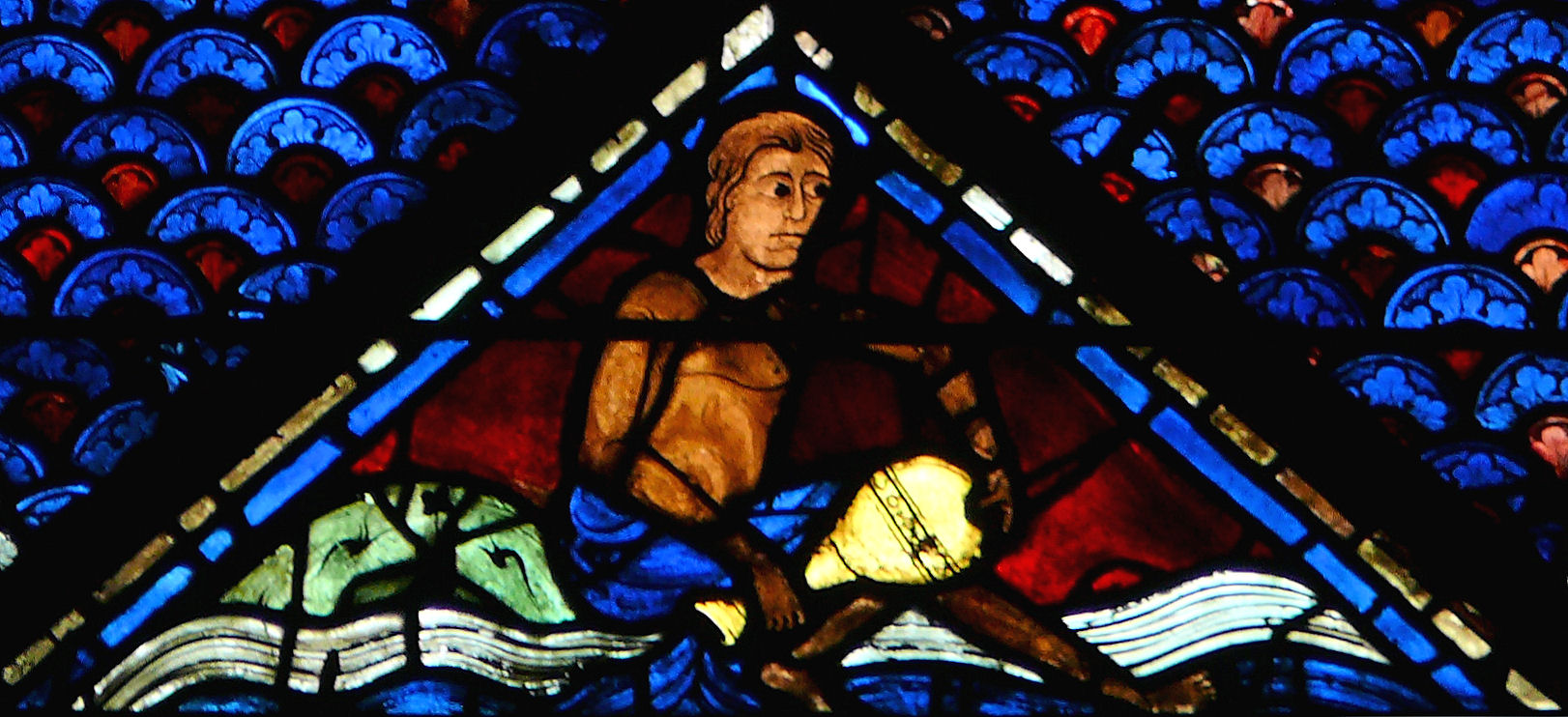
Porteur d'eau - Histoire de sainte Marie-Madeleine (baie 46).

Les verrières financées par les corporations de métiers sont apparues en premier à la cathédrale de Chartres et à la cathédrale de Bourges entre 1205 et 1215. Les 172 vitraux de Chartres offrent 125 représentations d'artisans engagés dans 25 occupations différentes : fabriquant, transportant ou vendant leurs produits dans 42 fenêtres.